# Église Notre-Dame de Sainte-Foy-la-Grande
Pour les articles homonymes, voir Église Notre-Dame et Notre-Dame.
Ne doit pas être confondu avec Église Notre-Dame de Foy.
L'église Notre-Dame est l'église catholique de la ville de Sainte-Foy-la-Grande en Gironde. Dédiée à la Vierge Marie, elle est située 24 rue des Frères-Reclus. Érigée au XIIIe siècle, la première église est détruite en 1561 par les Huguenots. Elle est reconstruite entre 1622 et 1686, ne conservant de l'ancien édifice que le porche parmi d'autres rares éléments de style roman. Elle ne prend son aspect actuel qu'avec les travaux d'agrandissement de 1850, complétés en 1871 par une flèche en pierre qui s'élève de son clocher.

## Situation

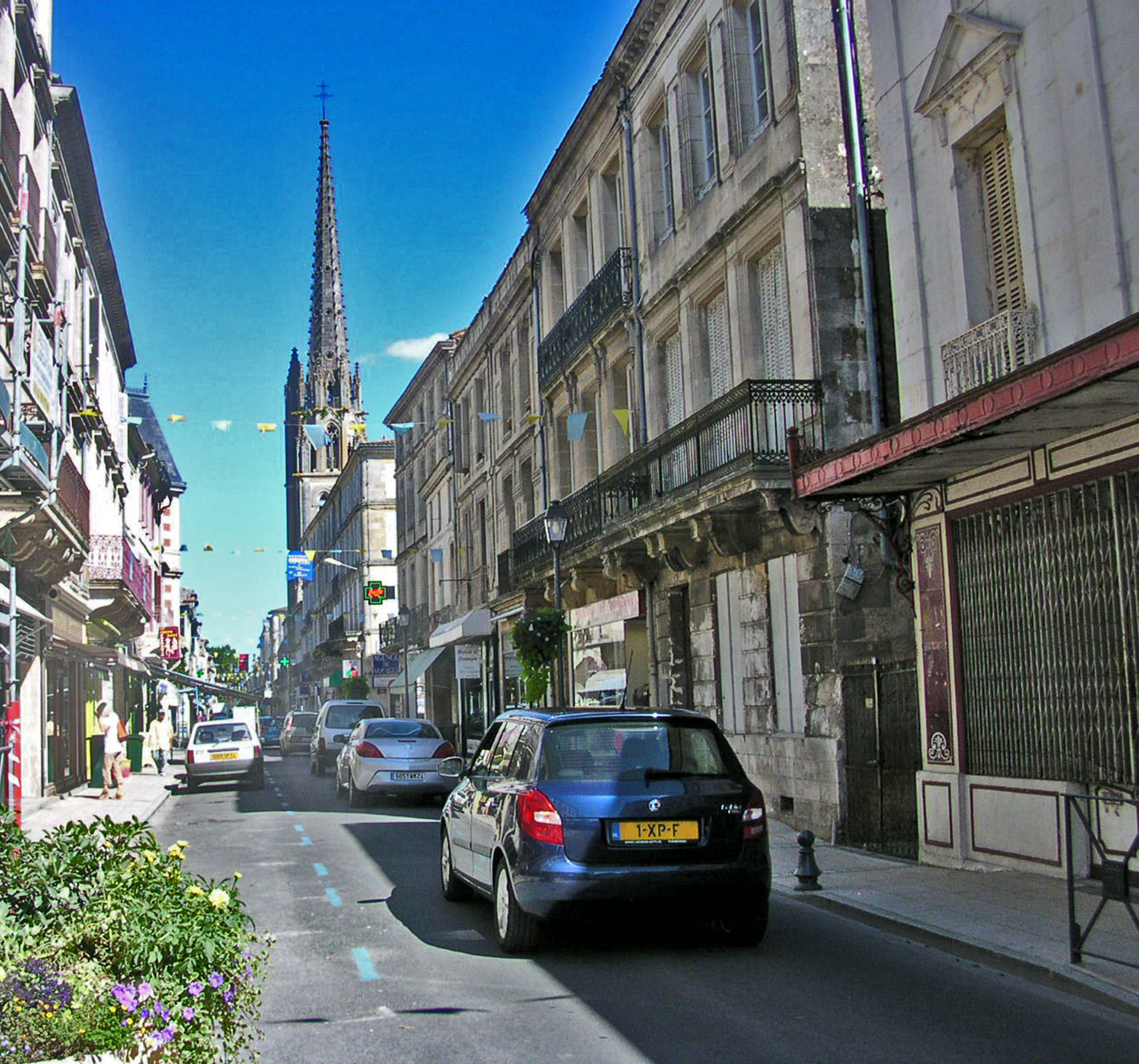
L'église vue depuis la rue de la République.

L'église est située à Sainte-Foy-la-Grande, une bastide fondée en 1255 par Alphonse de Poitiers, frère de Saint Louis, sur un territoire à l'époque presque vierge, sur les bords de la Dordogne,. Elle se trouve à l'angle de la rue de la République, la voie principale de la commune, et de la rue des Frères-Reclus (ancienne rue Notre-Dame), une rue étroite qui n'offre pas de dégagement devant la façade principale de l'église.
L'entrée principale est 24 rue des Frères-Reclus. Une entrée secondaire se trouve 41 rue de la République. Sur sa partie sud et est, l'église est longée par le ruet Notre-Dame, une étroite voie piétonne.

## Histoire

### Prémices

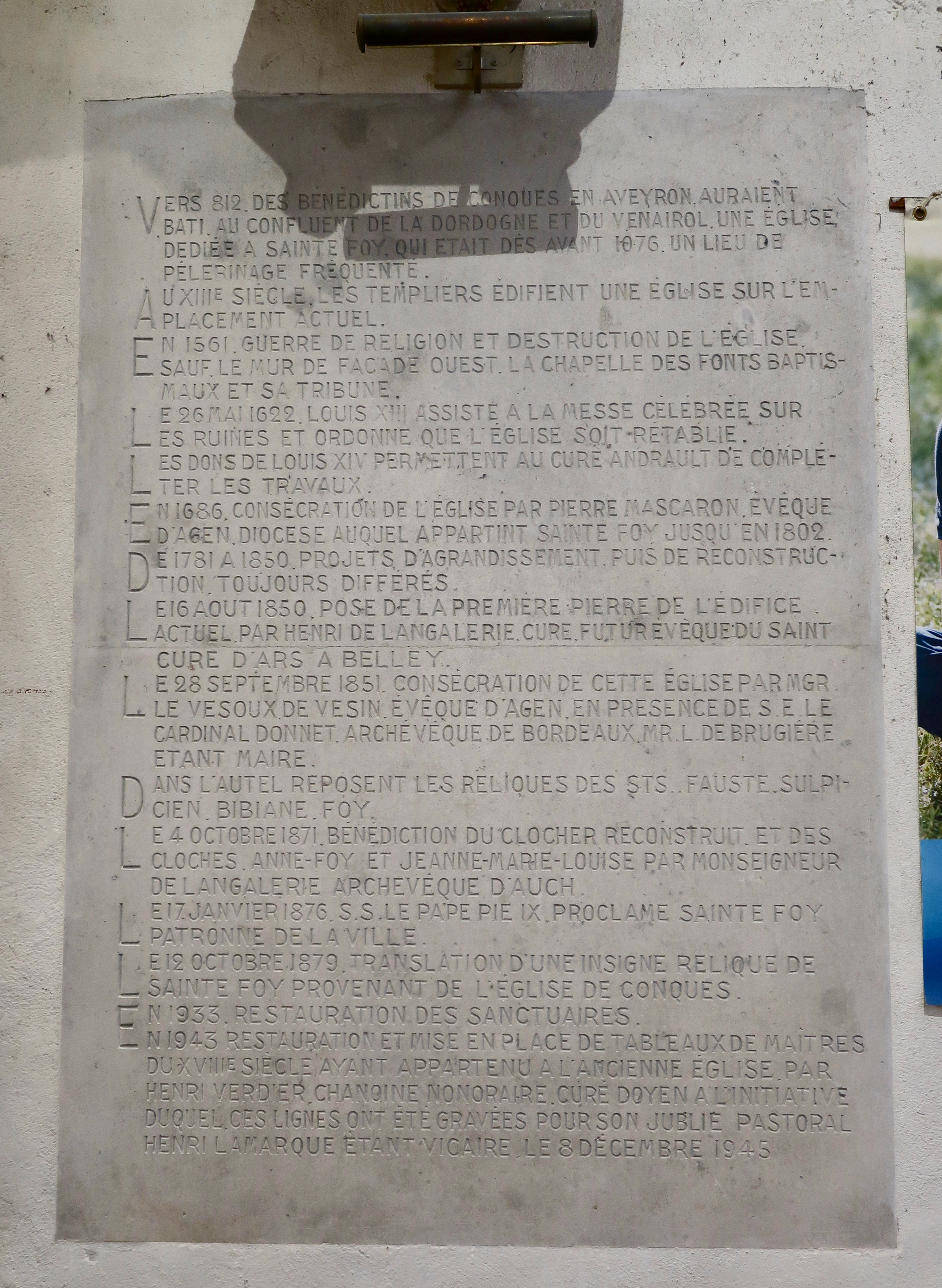
La plaque historique.

Une plaque de marbre apposée dans l'actuelle église en 1945 raconte que, vers 812, des Bénédictins originaires de Conques auraient édifié une église au confluent de la Dordogne et du Venairol. Dédiée à sainte Foye, elle serait devenu un lieu de pèlerinage dès le XIe siècle.
Le musée du Pays foyen considère qu'il s'agit de « renseignements assez fantaisistes sur l’histoire du bâtiment ». Il fait remonter l'origine de l'église à 1076, quand les moines de l'abbatiale Sainte-Foy de Conques reçoivent de la part des seigneurs de Pineuilh la « manse du Venairol ».

### L'église du XIIIe au XIXe siècle

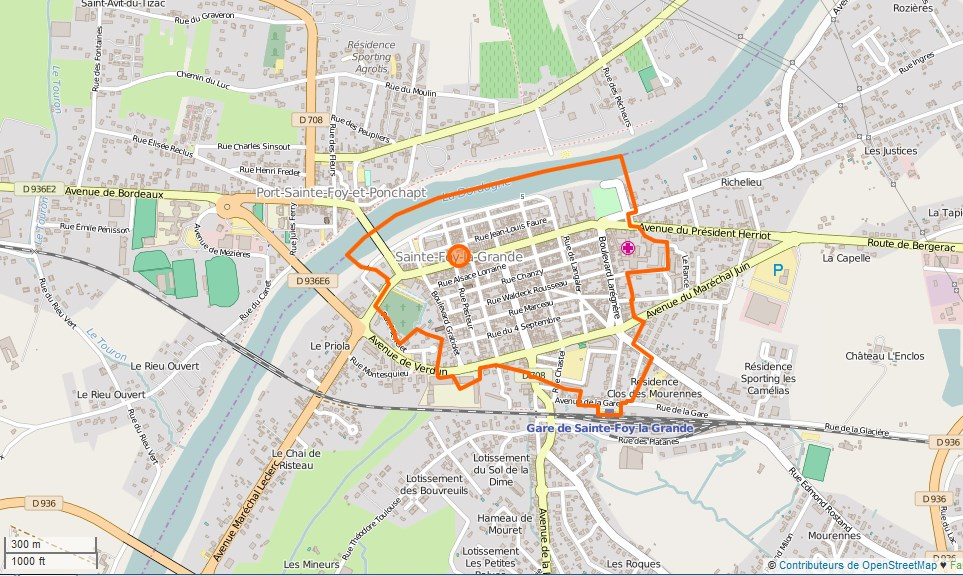
Plan orthonormé de Sainte-Foy.

### Moyen Âge et guerres de religion
En 1255, cette manse est offerte par Bernard de Saint Astier à Alphonse de Poitiers pour bâtir une bastide, dont le nom provient donc de l'abbaye, qui conserve un reliquaire de sainte Foy.
Au XIIIe siècle, en parallèle de la construction de la bastide, une église est érigée au même emplacement que l'actuel édifice. Il s'agit d'une parcelle d'environ 50 mètres sur 25 mètres, longeant la Grande rue (actuelle rue de la République), près de la place publique (actuelle place de l'Hôtel de ville). Elle aurait été en partie détruite lors de la guerre de Cent Ans. Avec le développement de la Réforme, Sainte-Foy-la-Grande devient une ville à majorité protestante. En 1561, peu avant les guerres de Religion, alors que cette dernière accueille un synode provincial protestant qui cristallise les tensions, l'église est détruite par des Huguenots, de même que le couvent des Cordeliers, (mentionné pour la première fois en 1343). Ne subsiste alors de l'église que la façade donnant sur la rue des Frères-Reclus, avec la base du clocher, l'oratoire, la chapelle des fonts baptismaux et la tribune,, toutes de style roman,.
En 1587 est inauguré quelques rues plus loin un temple protestant. En 1610, les consuls de la jurade, qui sont tous des protestants, demandent la reconstruction du clocher de l'église afin d'y réinstaller la cloche. C'est en effet une nécessité car elle permet de signaler la réunion de l'assemble municipale et les prêches des pasteurs protestants. Le maçon et architecte Pierre Bonis est chargé des travaux.

#### XVIIe–XVIIIesiècles
Le 26 mai 1622, après la défaite définitive des protestants face à l'armée catholique, le roi Louis XIII vient à Sainte-Foy-la-Grande assister à une messe, au milieu des ruines de l'église. Il demande qu'elle soit reconstruite, donnant de l'argent dans ce but. Sainte-Foy se soumet désormais à l'autorité royale, les protestants sont exclus des charges politiques mais les controverses théologiques demeurent. Les Franciscains peuvent revenir au couvent des Cordeliers vers 1625, et le couvent des Récollets est créé en 1630. Le temple est détruit en 1683 et les protestants doivent abjurer, si besoin par le recours à la force. Deux ans plus tard, l'édit de Nantes est révoqué par celui de Fontainebleau. Constatant que la nouvelle église, à moitié achevée, ne sera pas suffisante pour accueillir tous les fidèles de la ville et du village voisin de Pineuilh, les consuls demandent l'aide du roi pour terminer l'église, reconstruire celle de Pineuilh et entretenir quatre à cinq prêtres pour veiller sur les nouveaux convertis. Toujours en 1685, Louis XIV accepte et participe au financement des travaux, qui sont menés par le curé Jacques Andrault. Les matériaux utilisés pour la construction sont les mêmes que ceux du mur d'enceinte de la ville. L'église est consacrée en 1686 par Jules Mascaron, évêque d'Agen, Sainte-Foy appartenant à son diocèse jusqu'en 1802. En 1686 également, des Filles de la foi s'installent à Sainte-Foy.
Le 1er octobre 1724, la foudre détruit la moitié du clocher. En 1731 puis en 1749, un inventaire est dressé des ornements lingers et des objets de culte conservés dans la sacristie. Des échoppes sont construites entre les arcs-boutants extérieurs de l’église en 1736, procurant une rente au conseil de fabrique de l'église. Visitant l'église en 1759, le prêtre prieur de Blanquefort et curé de Saint André- de Cabeauze Pierre Andrault note la présence de trois tableaux : l'un représente Notre Dame de Pitié avec le Christ, mort, sur ses genoux, un autre le Christ en croix, et un dernier figurant sainte Foy et saint Caprais. Il mentionne également une chaire sculptée en noyer, toujours présente dans l'église de nos jours (voir plus bas). Derrière l'église se trouve un petit cimetière, qui sert à inhumer les enfants. Andrault décrit enfin l'extérieur de l'édifice : « Le clocher, situé dans le fond de l’église, côté nord, et formant une tour carrée, s'élève au dessus du toit d’une hauteur considérable... il y a une flèche ronde... de pierres, à la cime de laquelle une croix de fer ». Une nouvelle fois, un inventaire est dressé des biens et ornements liturgiques.
Faute de place et par souci d'hygiène, les enterrements dans l'église sont interdits en 1775. Par ailleurs, le cimetière des enfants est fermé, suivant un édit du roi. Lors de travaux réalisés à Notre-Dame de 1781 à 1783, le couvent des Cordeliers prête son église pour l'exercice du culte.

#### Révolution, Empire et première moitié du XIXesiècle
En 1791, sous la Révolution, les cloches sont confisquées afin de fabriquer des canons : celles des deux couvents de Sainte-Foy sont retirées mais l'église parvient à conserver les siennes. En 1793, le clergé foyen refuse de prêter serment à la Constitution civile du clergé. L'église n'en est pas moins convertie en temple de la Raison. La petite place installée à l'emplacement de l'ancien cimetière est par ailleurs renommée « place de l'Égalité ». 2 frimaire an II, le maire Sambellie saisit l'argenterie de l'église. Plus tard, il propose de la transformer en magasin à fourrage, ce qui lui vaut des protestations du député Pierre-Anselme Garrau. Nommé commissaire exécutif dans le district de Sainte Foy et de Bergerac par l'arrêté du 11 nivose an IV, Garrau autorise qu'on célèbre dans l'église le culte catholique (le matin) et le culte protestant (l'après-midi). Par l'arrêté municipal du 20 prairial an III, le presbytère est affermé au profit de la commune. Le 30 janvier 1796, une fête de l'Être suprême est organisée à Sainte-Foy : un cortège fourni se déverse devant le temple de l'Être suprême et crie « Vive la république ! » ; Garrau, désormais commissaire du Directoire exécutif auprès de l'administration de Sainte-Foy, prononce ensuite un discours à la tribune.
Plusieurs projets d'agrandissement ou de reconstruction sont proposés mais ne voient pas le jour. Ainsi en 1807, sous le Premier Empire, le conseil de fabrique propose de réparer la toiture et de reconstruire l'autel, détruit lors de la Révolution. Le clocher est réparé en 1820 par Baptiste Brunet, sur les plans du conducteur des Ponts et Chaussées de l’arrondissement de Libourne, M. Sylvestre ; cependant, la municipalité émet une contestation, le prix demandé dépassant le devis initial, tandis que des experts nommés par le préfet constatent plusieurs malfaçons.
En 1824 ouvre le collège protestant de Sainte-Foy (il fermera en 1882) et, trois ans plus tard, l'actuel temple protestant de la rue Pasteur. Le clocher de l'église est une nouvelle fois réparé en 1829, puis en 1836. En 1843, une souscription est lancée pour la rénovation de l'église.

### Depuis le milieu du XIXesiècle

#### Reconstruction

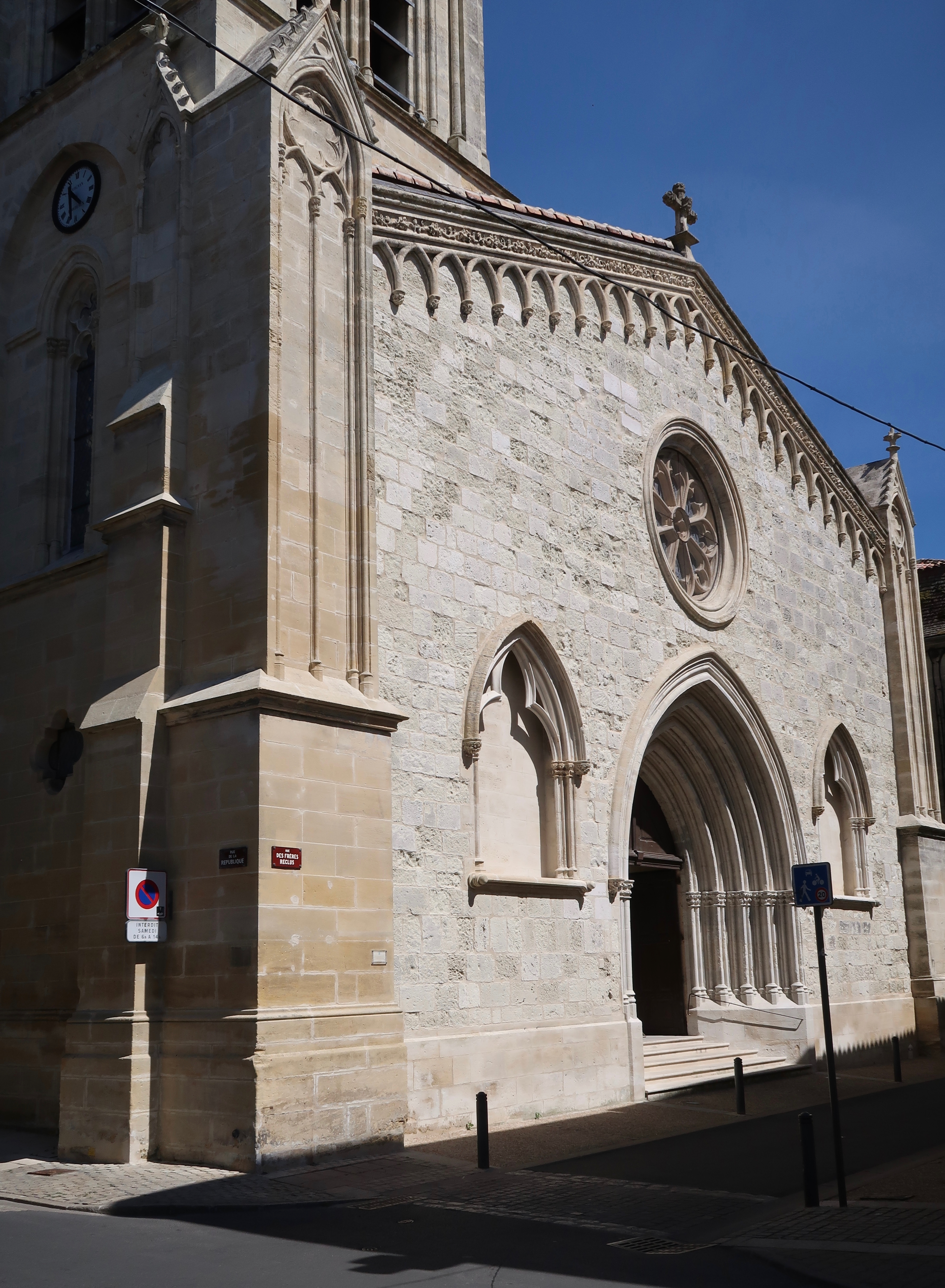
Le porche.

En 1849, le conseil municipal adopte à l'unanimité un projet d'agrandissement de l'église Notre-Dame. Pour ce faire, elle rétrocède à l'institution religieuse l'ancienne place de l'Égalité. Propriétaire de l'immeuble de nos jours occupé par une agence du Crédit mutuel, Madame Paris demande que les travaux restent mesurés, craignant que la petite voie située entre son immeuble et l'église devienne une androne. Les travaux supprimant la place de l'Égalité et ne lui permettant plus de faire passer une charrette, elle reçoit un dédommagement.
Les travaux commencent en 1850, dirigés par l'architecte L'Abbé de Bordeaux ; par rapport à l'ancien bâtiment, la pierre utilisée est plus compacte et plus jaune. L'église est alors presque intégralement reconstruite. Ses voutes sont rehaussées. Ne restent de l'église originelle que la façade occidentale et l'oratoire. La première pierre est posée le 16 août par le curé Pierre-Henri Gérault de Langalerie. Le 28 septembre 1851, elle est consacrée par l'évêque d'Agen Jean-Aimé de Lévézou de Vézins, en présence de l'archevêque de Bordeaux Ferdinand-François-Auguste Donnet. Le maire de l'époque est L. de Brugière. L'autel accueille des reliques de trois saints, conservées dans une petite boîte en plomb. Il s'agit d'un don de Langalerie à sa ville natale ; il les avait reçues d'un trésorier de mont-de-piété, qui les avait recueillies après le pillage de l'église des Capucins de Bordeaux, où elles se trouvaient avant la Révolution (hormis les ossements de sainte Foy, qui ont été rajoutés). Les inscriptions sur la boîte, illisibles, laissent cependant deviner les lettres « F… S… et B… ». Le musée du Pays foyen, qui considère cette hypothèse fantaisiste, relève que la plaque historique de 1945 située à l'entrée de l'église évoque qu'il s'agirait de saint Fauste, saint Sulpicien et sainte Bibiane (il existe une dizaine de saints du nom de Fauste, saint Sulpicien n'a jamais existé, contrairement à saint Sulpice et saint Servilien, quant à sainte Bibiane, il s'agit d'une légende médiévale).
L'archevêque Donnet inaugure le collège catholique de Sainte-Foy en 1852 ; il est agrandi en 1869. Au sujet des travaux d'agrandissement de l'église, il faut préciser que Donnet est à l'origine d'une entreprise de restructuration de nombreux bâtiments religieux en Gironde, qui abandonnent leur style roman caractéristique au profit d'un nouveau, jugé plus majestueux. Cela lui vaut les critiques d'archéologues, dont la profession commence à se structurer. En 1869, le clocher est agrandi, béni deux ans plus tard par Pierre-Henri Gérault de Langalerie (devenu archevêque d'Auch) avec les deux nouvelles cloches, Anne-Foy et Jeanne-Marie Louise ; cette dernière porte le prénom de la sœur de l'archevêque, Marie-Louise de Langalerie ; elle en est la marraine. Le parrain de la première est le maire, M. Borderie. Le 17 janvier 1876, sainte Foy est proclamée patronne de la ville de Sainte-Foy-la-Grande par le pape Pie IX. Une relique de la sainte est translatée depuis l'église de Conques le 12 octobre 1879. En 1880, les voies autour de l'église sont pavées par un trottoir en céramique, avec des bordures en granit. Le beffroi métallique est reconstruit en 1895.

Cloches déposées dans l'église lors des travaux de 2018
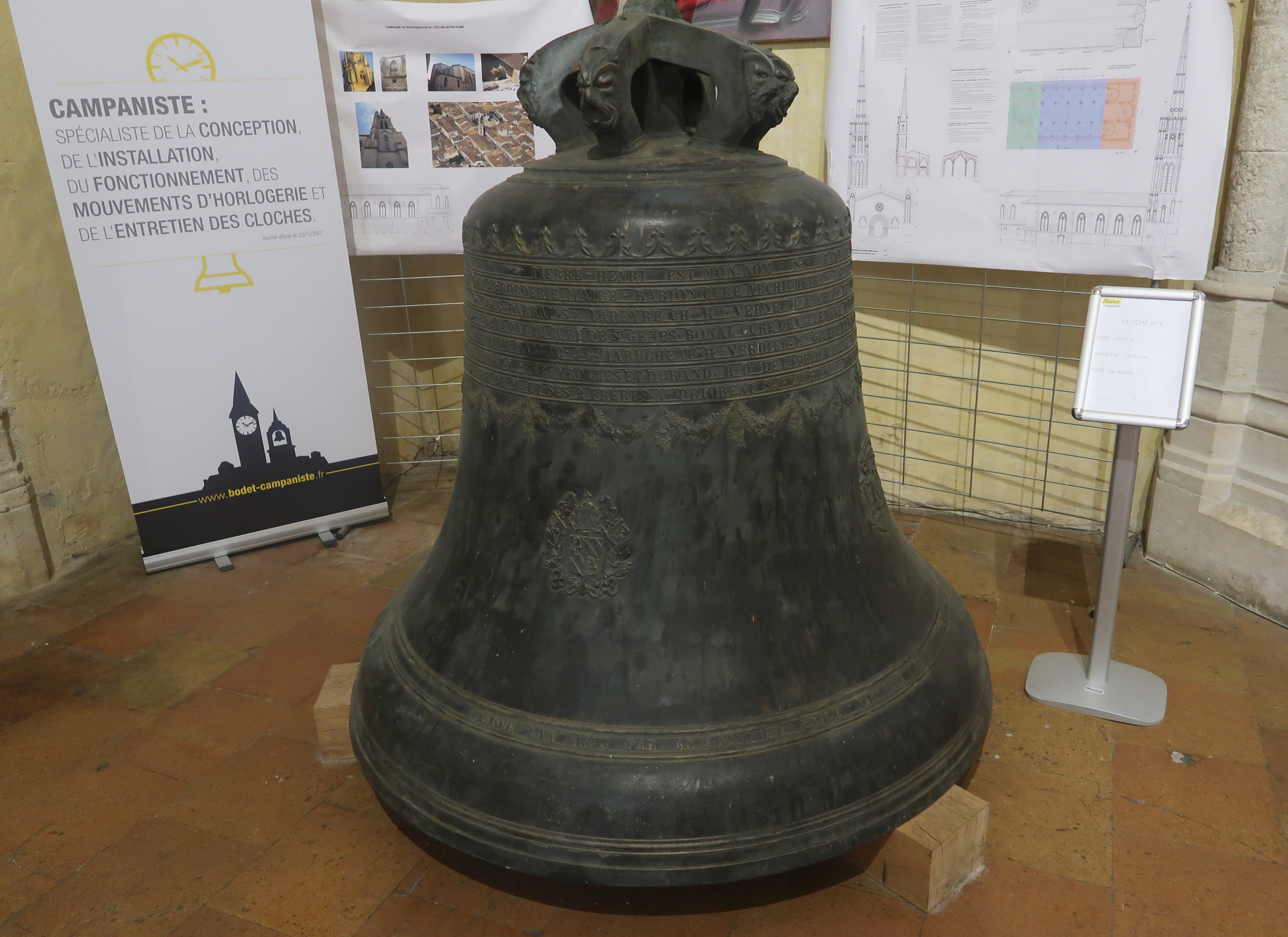
Pierre-Henri.
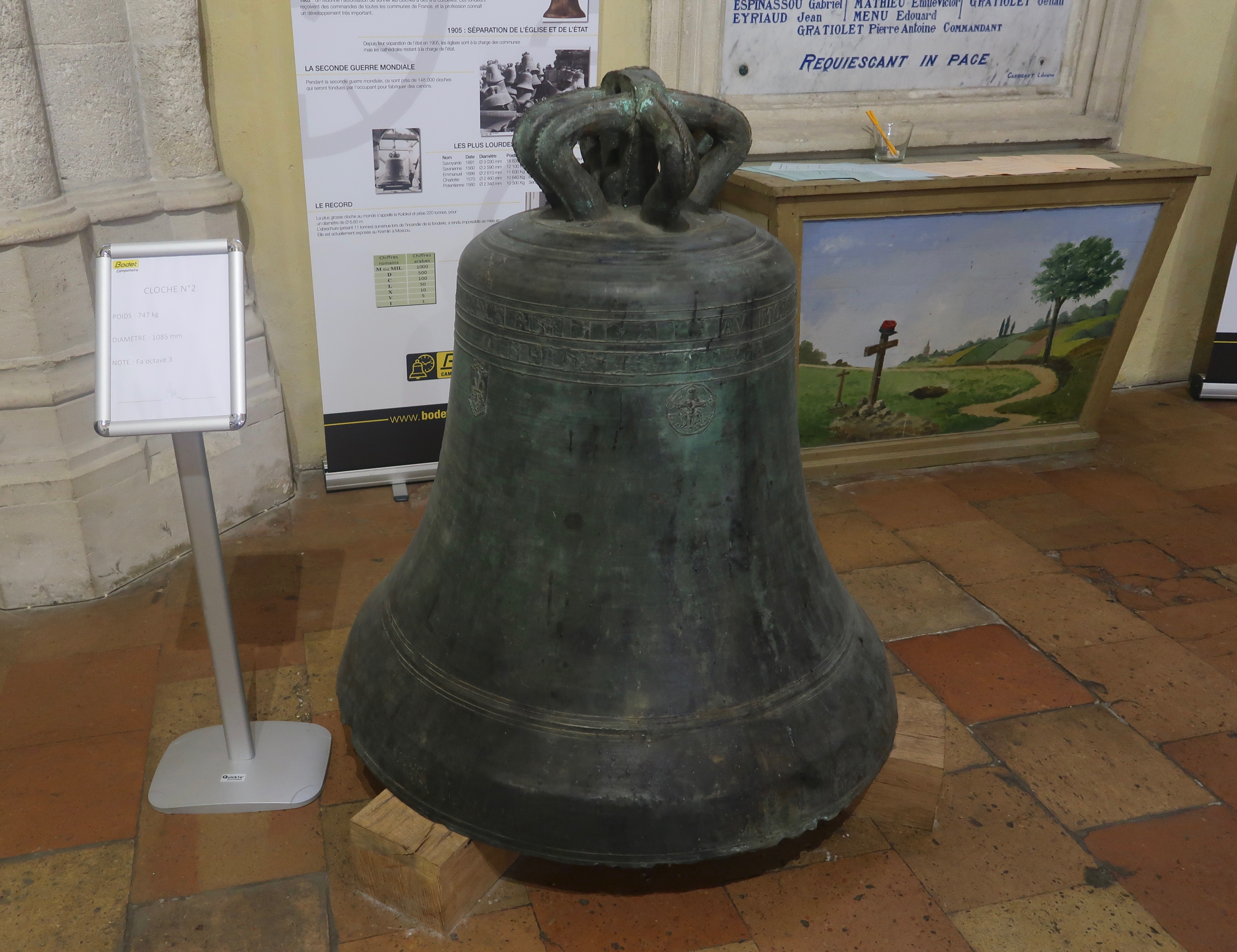
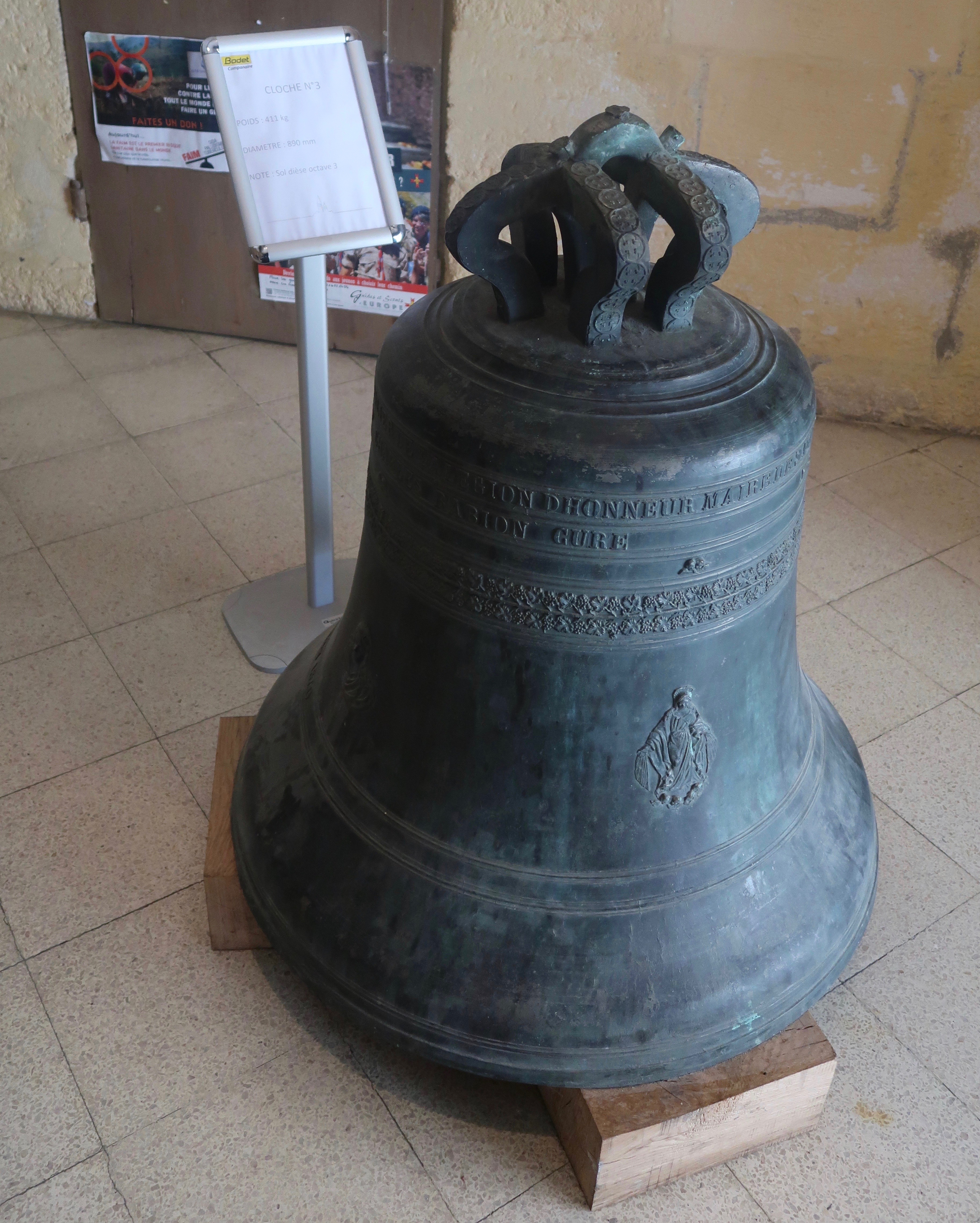
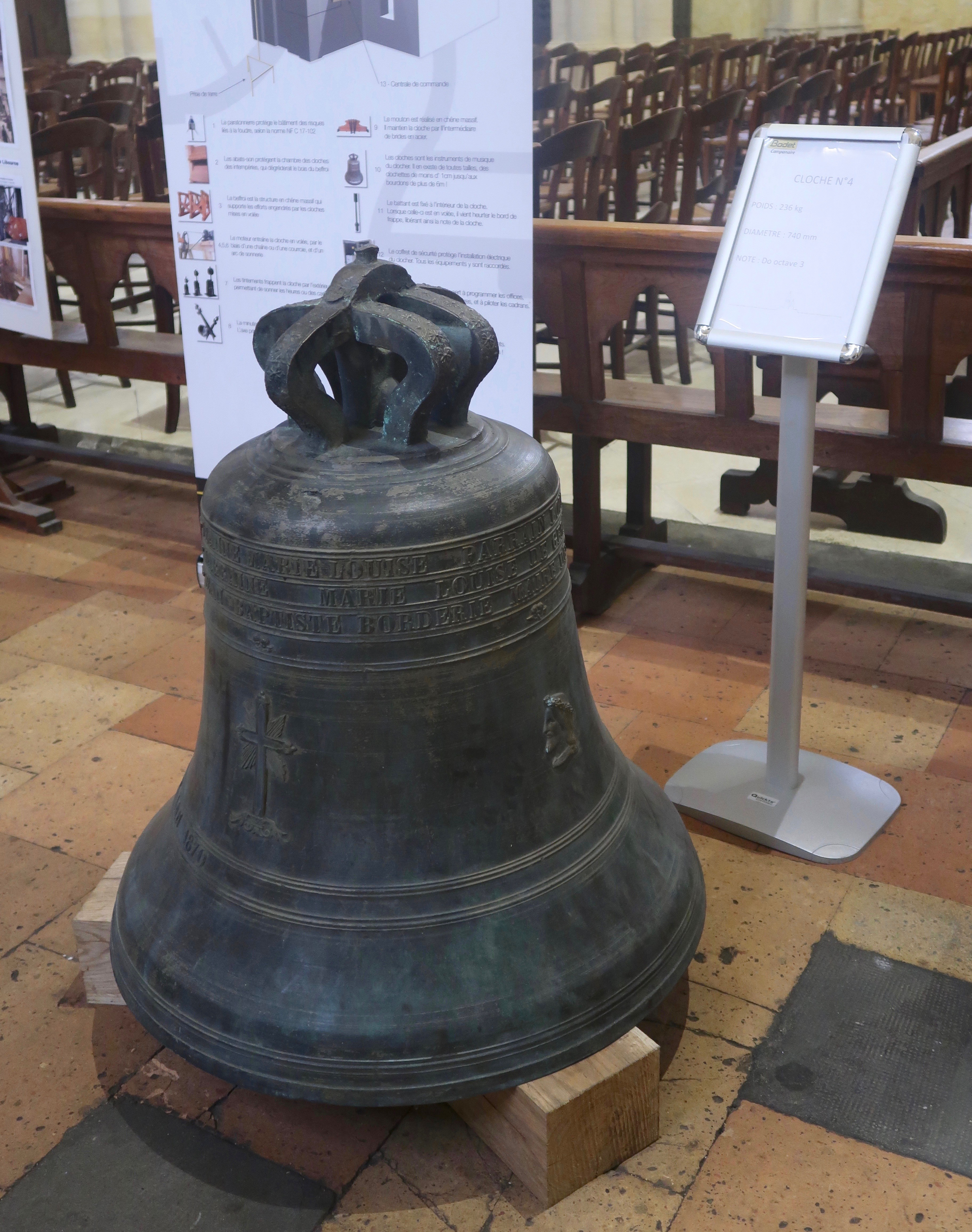
Jeanne-Marie-Louise.

Jean Corriger, érudit local et président-fondateur en 1948 de la société d'histoire Les amis de Sainte-Foy et sa région, rapporte que dans les années 1900, la municipalité décida d'expulser un cordonnier dont l'échoppe se trouvait entre les arcs-boutants de l'église, rue de la République ; il refusa, conduisant les autorités à la détruire de nuit et y installer des grilles, encore visibles plusieurs décennies après.

#### Conflits entre catholiques et républicains

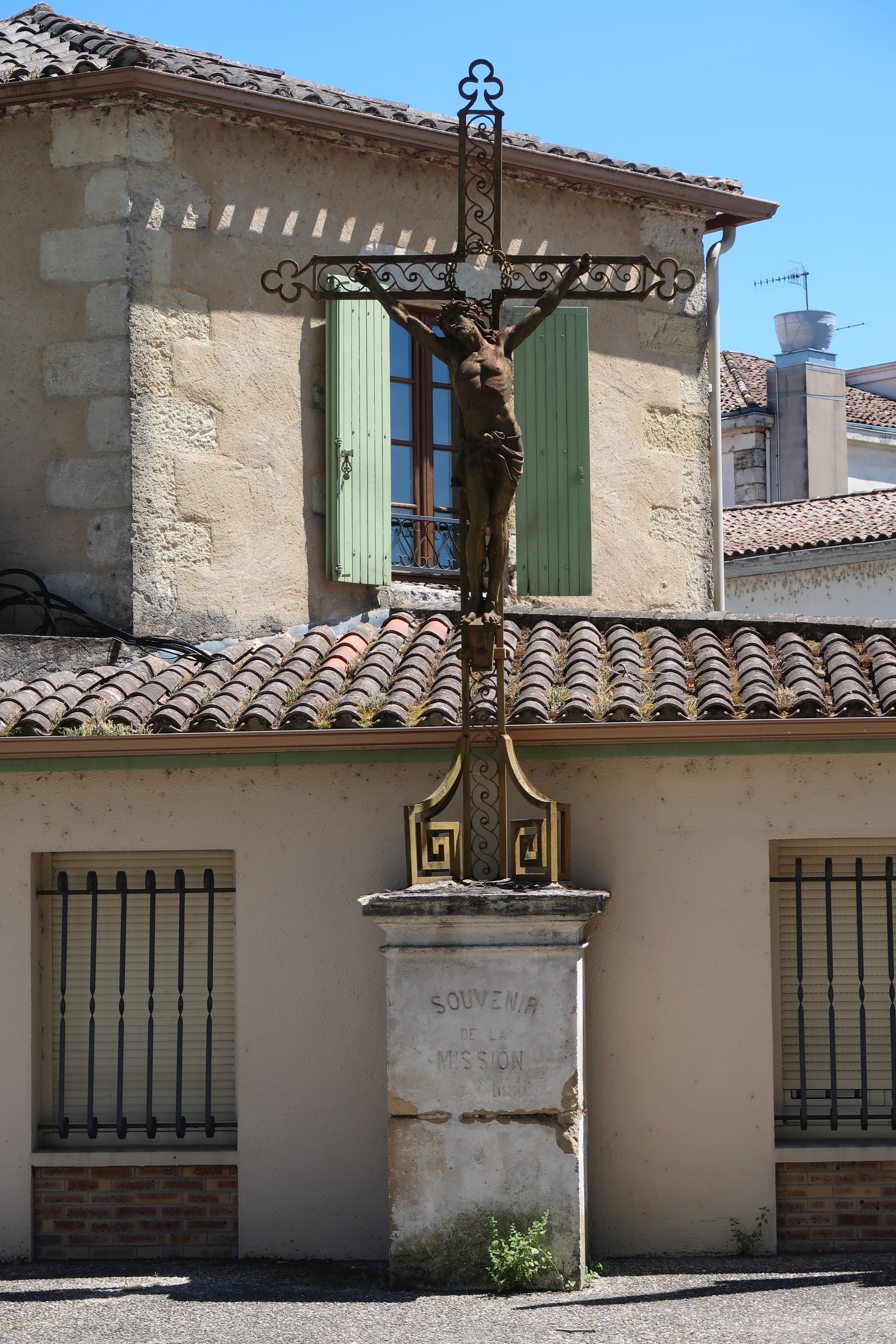
La croix monumentale, au croisement des avenues de la Résistance et Charrier.

Au début de la Troisième République, alors que monarchistes et républicains s'opposent concernant le régime à donner à la France et que l'anticléricalisme fait craindre à l'Église une remise en cause du Concordat, des missions catholiques prosélytes sont lancées à destination des Français. La croix érigée en 1880 près du jardin public, au croisement de la rue de la République et des avenues Georges-Clemenceau et Charrier, en est le témoignage. Toutefois, la loi de 1904 sur les congrégations est adoptée, conduisant à la fermeture du collège catholique. L'année suivante passe la loi de séparation des Églises et de l'État. Récemment nommé prêtre, René Tenin arrive à Sainte-Foy plein d'enthousiasme. Il raconte plusieurs années après :

« Les jeunes pourraient ainsi connaître les épreuves de l'Église au début du siècle et la forme particulièrement agressive et accidentée que la persécution prit à Sainte-Foy et dans tout le canton, où des portes d'églises furent défoncées à coups de hache, des heurts entre la foule et les forces de police, les poursuites devant les tribunaux et les peines de prison. »

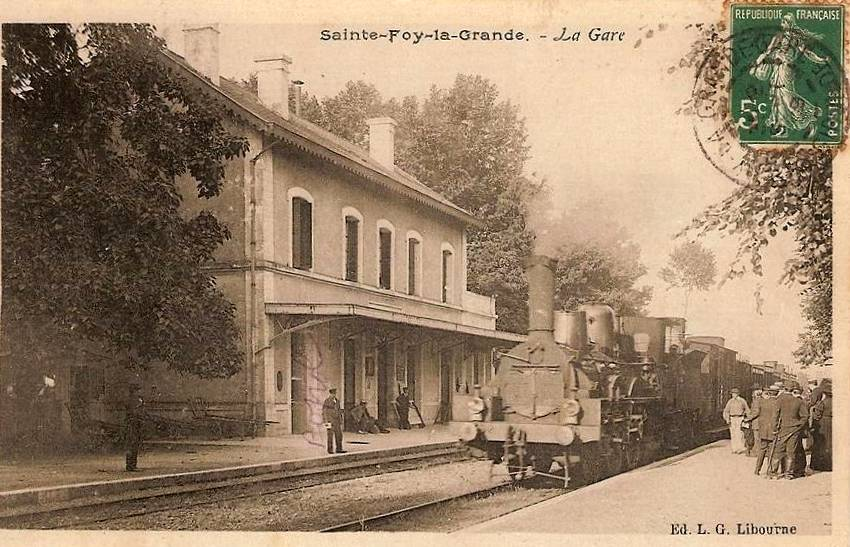
La gare de Sainte-Foy-la-Grande.

Membre de l'association Les amis de Sainte-Foy et sa région, Jean-Michel Boudié précise que, de l'avis de la préfecture, le canton de Sainte-Foy fut le seul où une résistance s'organisa en 1906, et à laquelle la municipalité participa. Face à la montée en puissance des républicains et des protestants, le vieux curé Nograbat est remplacé par le jeune directeur du collège catholique, jugé plus ardent. Le 12 février ont lieu les inventaires. Les fidèles se rassemblent alors dans l'église au son du tocsin, tandis que les passants se massent sur la place d'Armes enneigée (place de l'Hôtel de ville, devenue place Gambetta). Les fidèles se barricadent, hissent le drapeau tricolore sur le clocher, conduisant le sous-préfet à différer l'inventaire au lendemain. En réalité, il aura finalement lieu à 4 heures du matin, aux flambeaux. Le 11 mars de la même année, un nommé Roucherie est accueilli comme un héros par une foule de 2000 catholiques gare de Sainte-Foy-la-Grande. Il venait de purger huit jours de prison après avoir participé à des incidents lors d'inventaires à Saint-Avit-du-Moiron. Le cortège marche ensuite vers l'église, où une messe solennelle se tient.

#### Depuis les années 1920

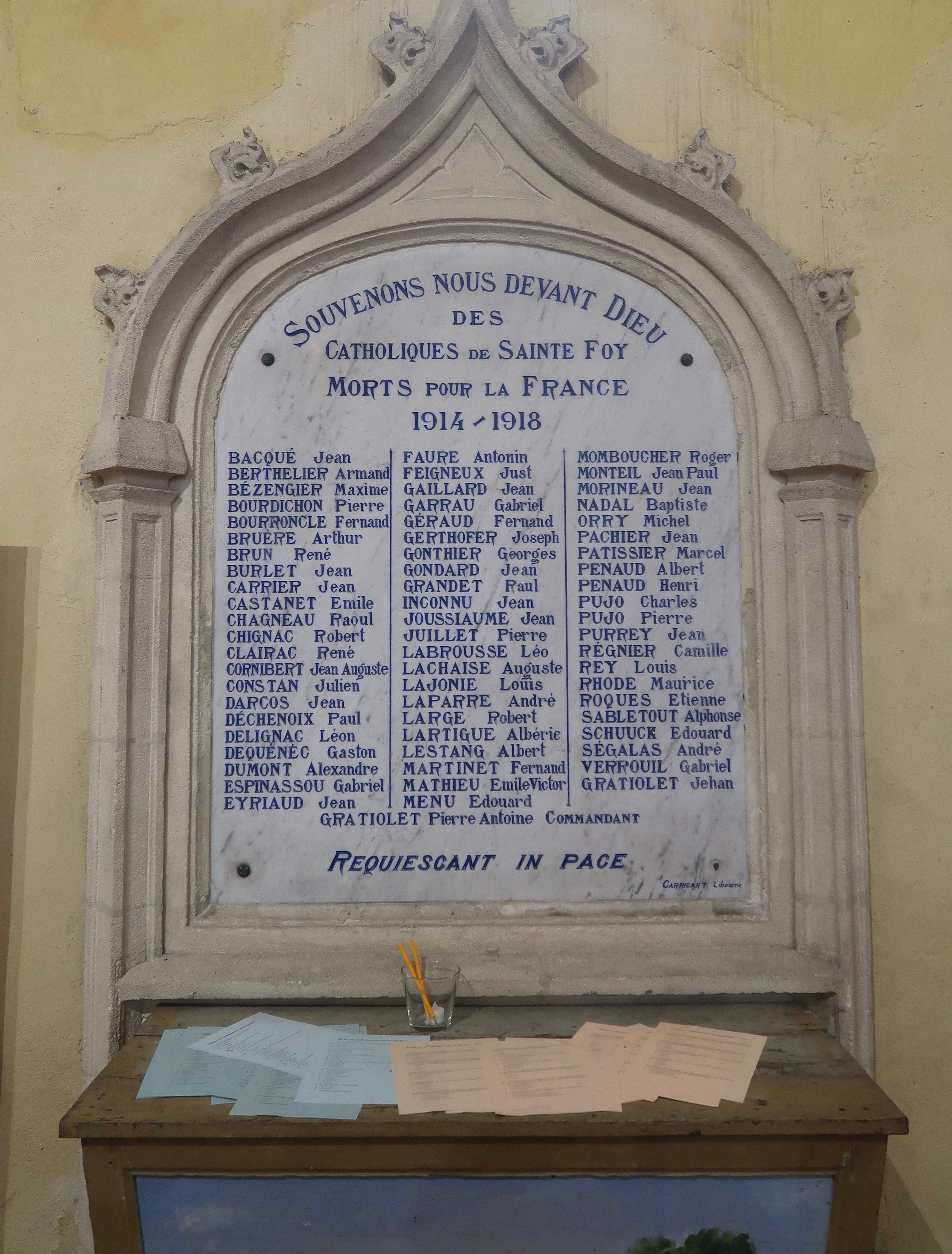
Monument aux morts de la Première Guerre mondiale.

En 1921, la première plateforme du clocher est restaurée. L'année suivante, c'est au tour de la zinguerie d'être refaite. En 1932, l'entrepreneur-charpentier Ernest Gatineau est chargé de réparer le clocher. Une croix neuve est par ailleurs installée au sommet de la flèche. En 1933, les sanctuaires de l'église sont restaurés. Dix ans plus tard, après avoir été restaurés, les tableaux de maître datant des XVIIIe – XIXe siècles sont réinstallés par Henri Vardier, chanoine honoraire et curé doyen, qui fait graver en 1945 une plaque rappelant l'histoire de l'église de Sainte-Foy, dont certaines informations sont pourtant jugées fantaisistes par le musée du Pays foyen. À cette dernière date, le vicaire de l'église est Henri Lamarque. La toiture est entièrement remaniée en 1951.

Vues sur des cartes postales anciennes
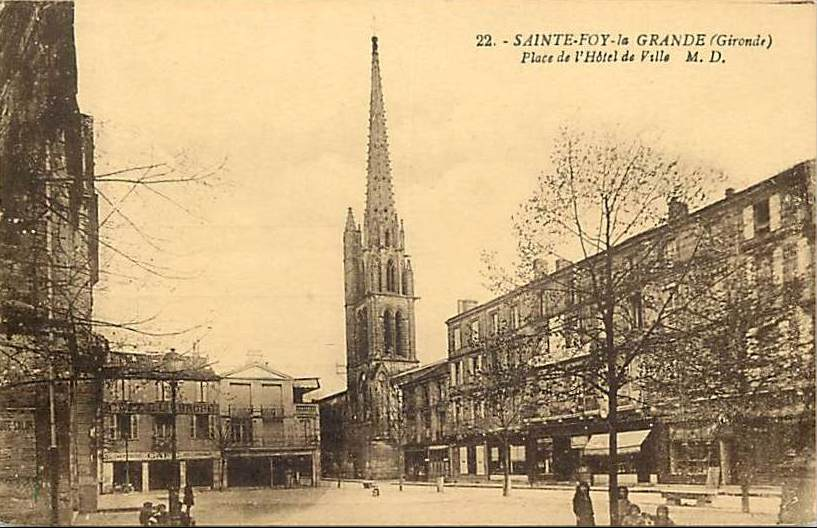
L'église vue depuis la place de l'hôtel de ville.
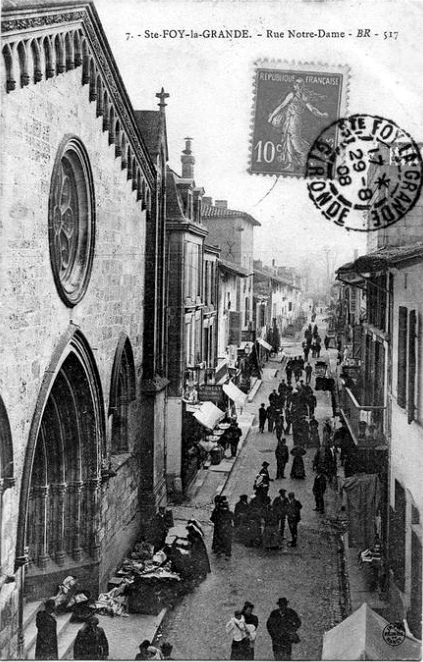
Porche rue Notre-Dame.
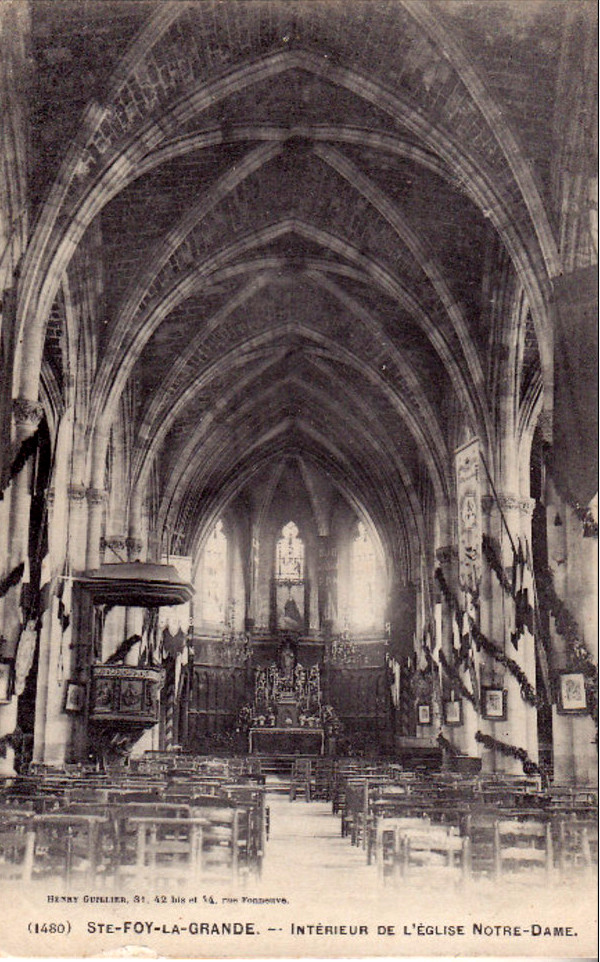
Intérieur.

Dans les années 1990, des travaux de restauration sont menés par l'architecte architecte J. P. Errath à l'intérieur de l'église : en 1994 les murs et les voûtes sont nettoyés, afin d'enlever les salissures qu'un siècle de fumée de cierges ont recouvert. On procède aussi à la remise en état de la charpente des cloches. Trois ans plus tard, l'un des clochetons de pierre du clocher, qui représentait un réel danger, est restauré. Avec le ravalement du narthex en 1998, les travaux prennent fin.

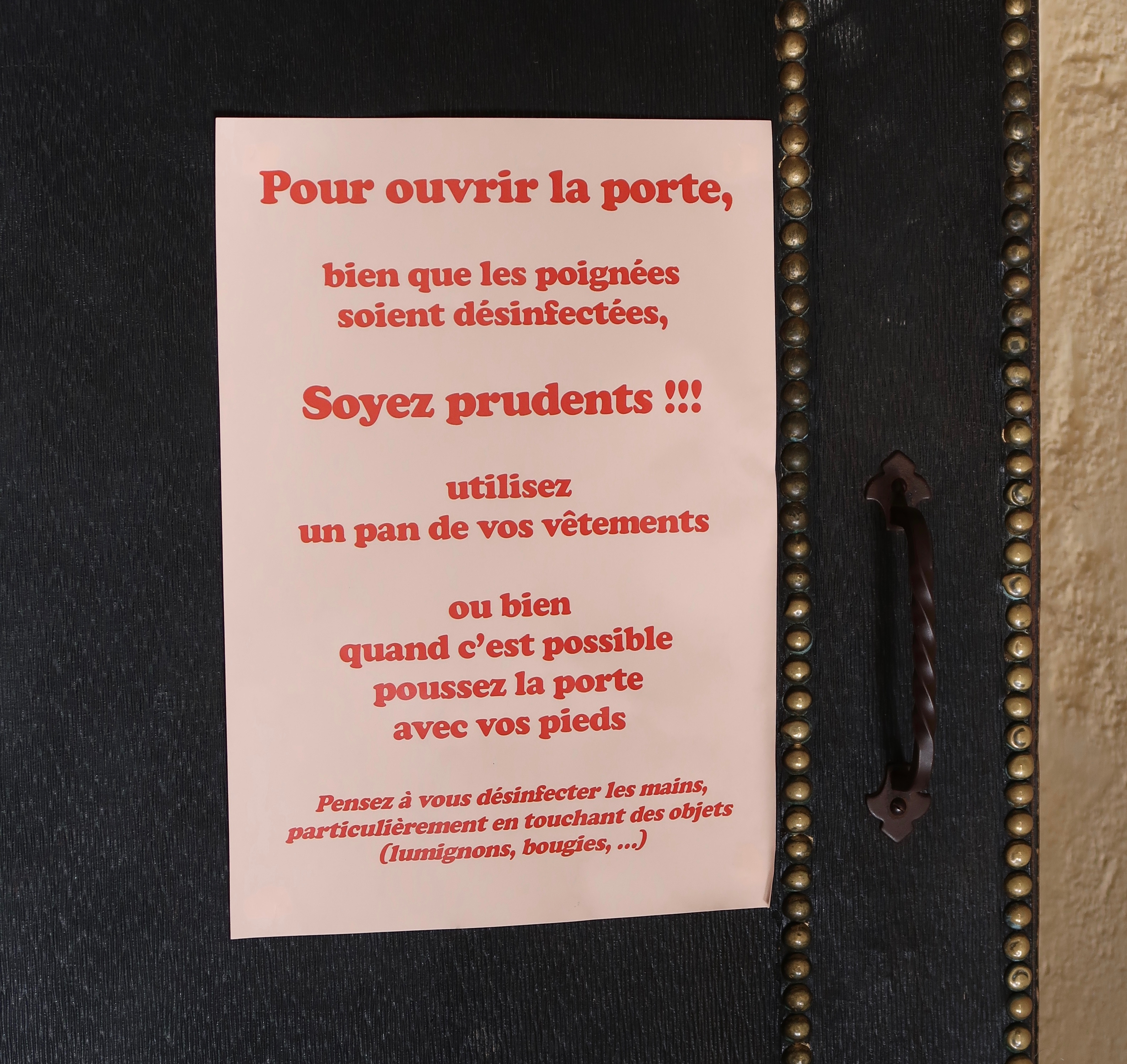
Comme dans toutes les églises de France, certaines précautions sont recommandées lors de la pandémie de Covid-19. Affichette d'information à l'entrée de l'église (photo de juin 2020).

Il faut attendre 2018 pour que des travaux de même envergure soient menés pour l'extérieur de l'église : sous la direction de l'architecte l’architecte Anne Van Der Elst, ils comprennent la consolidation du clocher, un travail d'étanchéité de la zinguerie et la restauration des façades. Par ailleurs, le beffroi métallique est remplacé par un nouveau, réalisé en bois. Les travaux sont financés par l'État, le département, la commune de Sainte-Foy-La-Grande et une souscription organisée par la Fondation du patrimoine, en lien avec l'Association des Amis de l'Église et du Temple de Sainte-Foy-La-Grande,, dont l'objectif est la restauration et la sauvegarde de l'église Notre-Dame et du temple protestant de Sainte-Foy-La-Grande. Cette réhabilitation s'insère dans le projet communal de requalification de la place Gambetta, qui vise à mettre en valeur la bastide, ses monuments, ses hôtels particuliers des XVe – XVIIe siècles et ses quais.
En 1998, le musée du Pays foyen édite une plaquette en noir et blanc sur l'histoire de l'église. Rééditée en couleur en 2005, elle comprend notamment des photographies commentées et une bibliographie.
L'église Notre-Dame est inscrite aux monuments historiques.

## Finances, rôle social et bâtiments liés à l'église

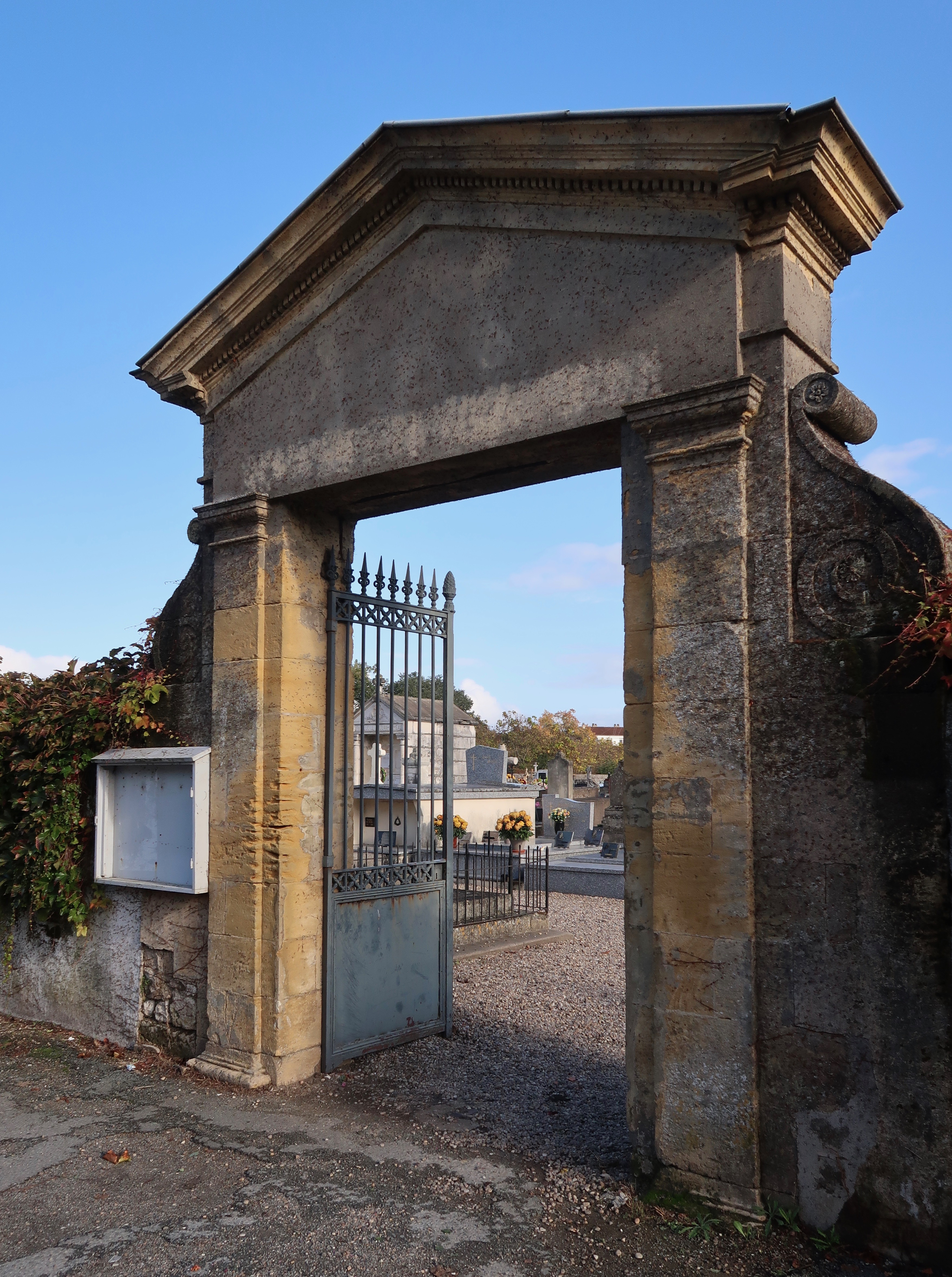
Entrée du cimetière.

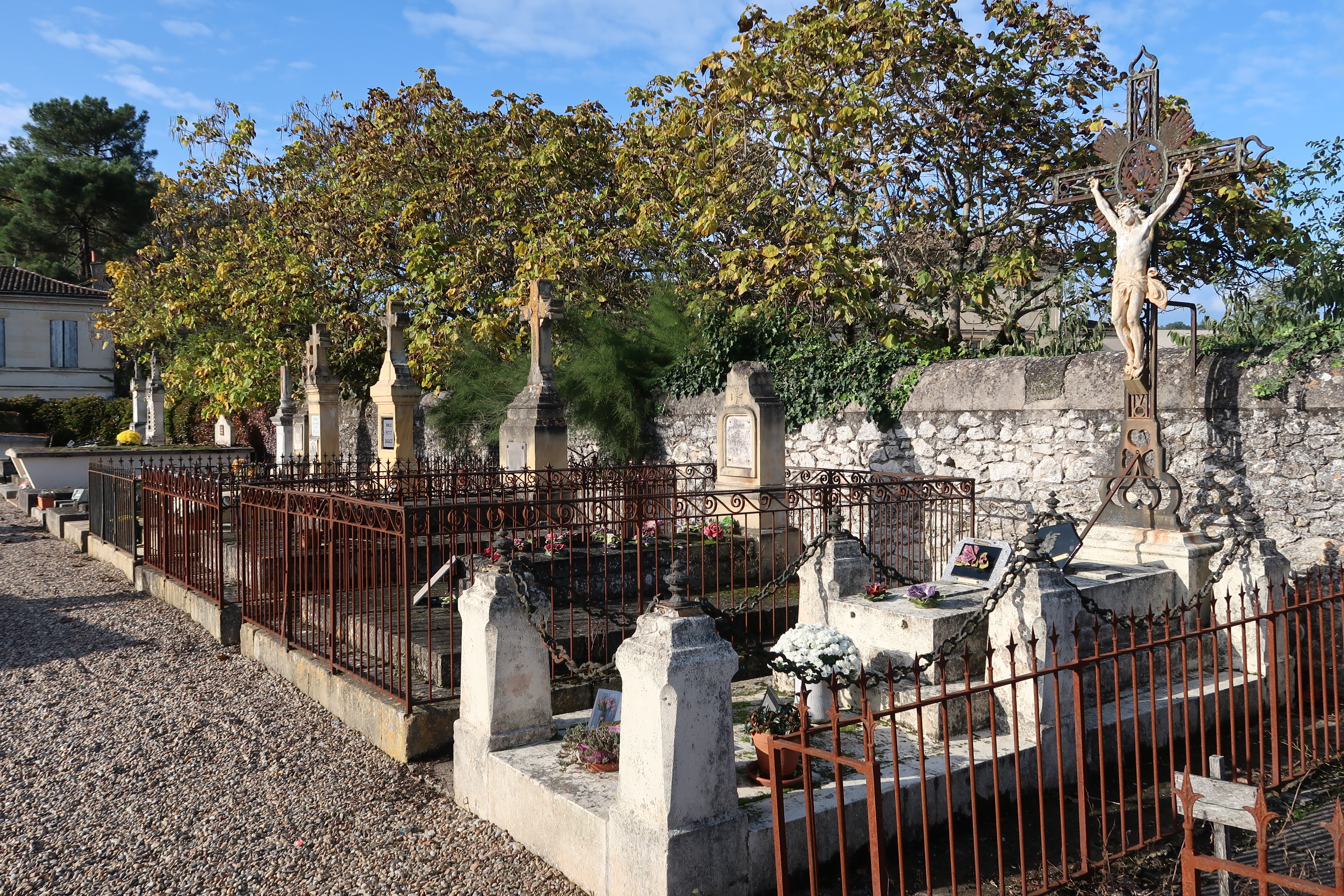
Tombes anciennes.

Jusqu'à la Révolution, l'église de Sainte-Foy était financée par des dons, les ventes de messe, les rentes de ses propriétés, exploitées ou non par elles, et par la dîme. Cette dernière est supprimée en 1789. Dans les archives, on trouve par un exemple un bail à ferme daté du 4 juin 1770, loué à un laboureur pour 430 livres par an. Plus tard, la loi de 1905 met un terme au versement de revenus par l'État, mais en contrepartie ce dernier prend en charge un grand nombre de biens immobiliers religieux, ce qui soulage l'Église, qui ne pouvait plus assumer seule leur entretien.
L'argent récolté par l'église était par exemple utilisé pour les soins de la population et l'aide aux plus démunis. Dès 1278, un hôpital est mentionné à Sainte-Foy. Portant le nom d'hôpital du Saint Esprit, il se trouvait près de la « tour du Temple ». En 1697, la chapelle de l'hôpital est restaurée. Il fonctionnait grâce aux subventions de l'État, de la jurade puis de la municipalité, et par les dons. Mentionnées pour la première fois en 1780, les Sœurs de la charité de Nevers travaillent à l'hôpital jusqu'au XXe siècle. Il connut plusieurs emplacements au cours de son histoire.
Outre le cimetière des enfants fermé en 1775, Sainte-Foy comptait un cimetière pour lépreux situé près de la Dordogne. Le plus grand cimetière, toujours utilisé de nos jours, est situé à la sortie occidentale de la bastide. Jusqu'en 1775, l'église avait accueilli plusieurs inhumations et on peut supposer qu'il en était de même dans l'église du couvent des Cordeliers, dans la chapelle de celui des Récollets, dans l'établissement des Filles de la foi et dans les chapelles des hôpitaux de Sainte-Foy.
En 1712, la municipalité achète une maison pour la transformer en presbytère. Située rue de la Mer (actuelle rue Denfert-Rochereau), elle est renommée « maison curiale » en 1791, restaurée en 1819, agrandie en 1822 puis en 1827, et à nouveau restaurée en 1852 puis en 1922. Des baux sont signés entre la mairie et les curés en 1916 (le maire Flageol et le curé Lamothe), en 1924 (le maire Chastel et le curé Jean-Marie Verdier), en 1928 (le maire Faucher et le curé Verdier) et en 1938 (le maire Bertin-Rouleau et le curé Verdier).

## Description de l'église
En forme d'église-halle, l'édifice n'est pas en forme de croix latine ; il s'agit d'un quadrilatère simple à angles droits. Elle comprend trois nefs ogivales de cinq travées et un chœur à pans. Le vaisseau central est aveugle. Il y a aussi deux chapelles latérales. L'église est coiffée d'un clocher à flèche réalisé en pierre. Les travaux terminés en 1886 portent la hauteur du clocher de 43 à 62 mètres même si, en se basant sur les repères altimétriques et les analyses de l'Institut géographique national, sa réelle hauteur est plutôt de 57,30 mètres.
Dans les années 1960, l'entrée vers l'ancienne cave de l'église est condamnée. Elle se trouvait dans la sacristie de droite.
Dans la ruelle à droite de l'église (ruet Notre-Dame), il est possible d'observer que le cinquième arc-boutant comporte une pierre de ré-emploi, en saillie, située à 1,50 mètre de hauteur. La même pierre, vue de l'intérieur de l'église, comporte une sculpture figurant un morceau d'arc. Le musée du Pays foyen émet l'hypothèse qu'il s'agit d'un morceau réutilisé de la précédente église.

Vues contemporaines
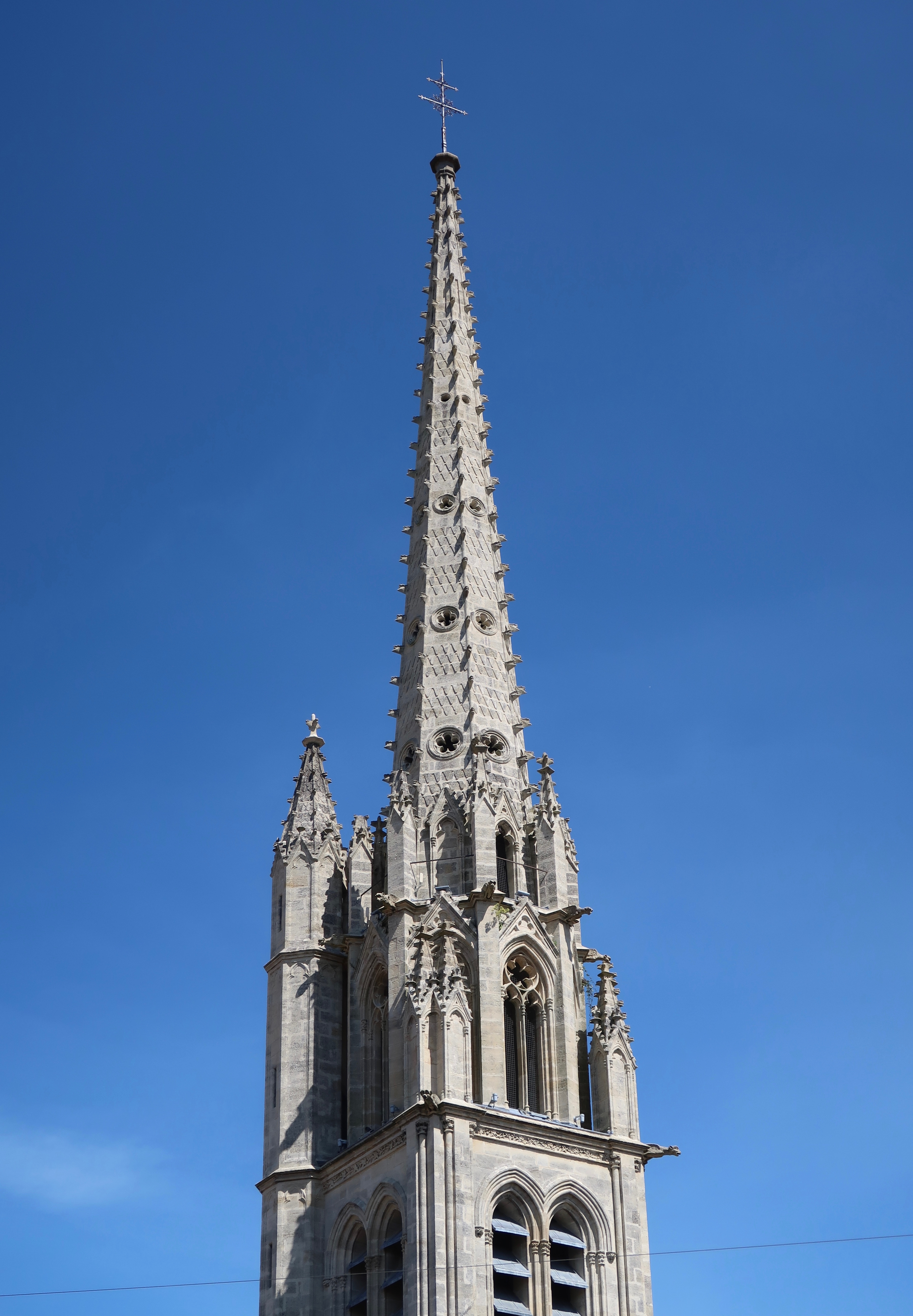
Le clocher et la flèche.
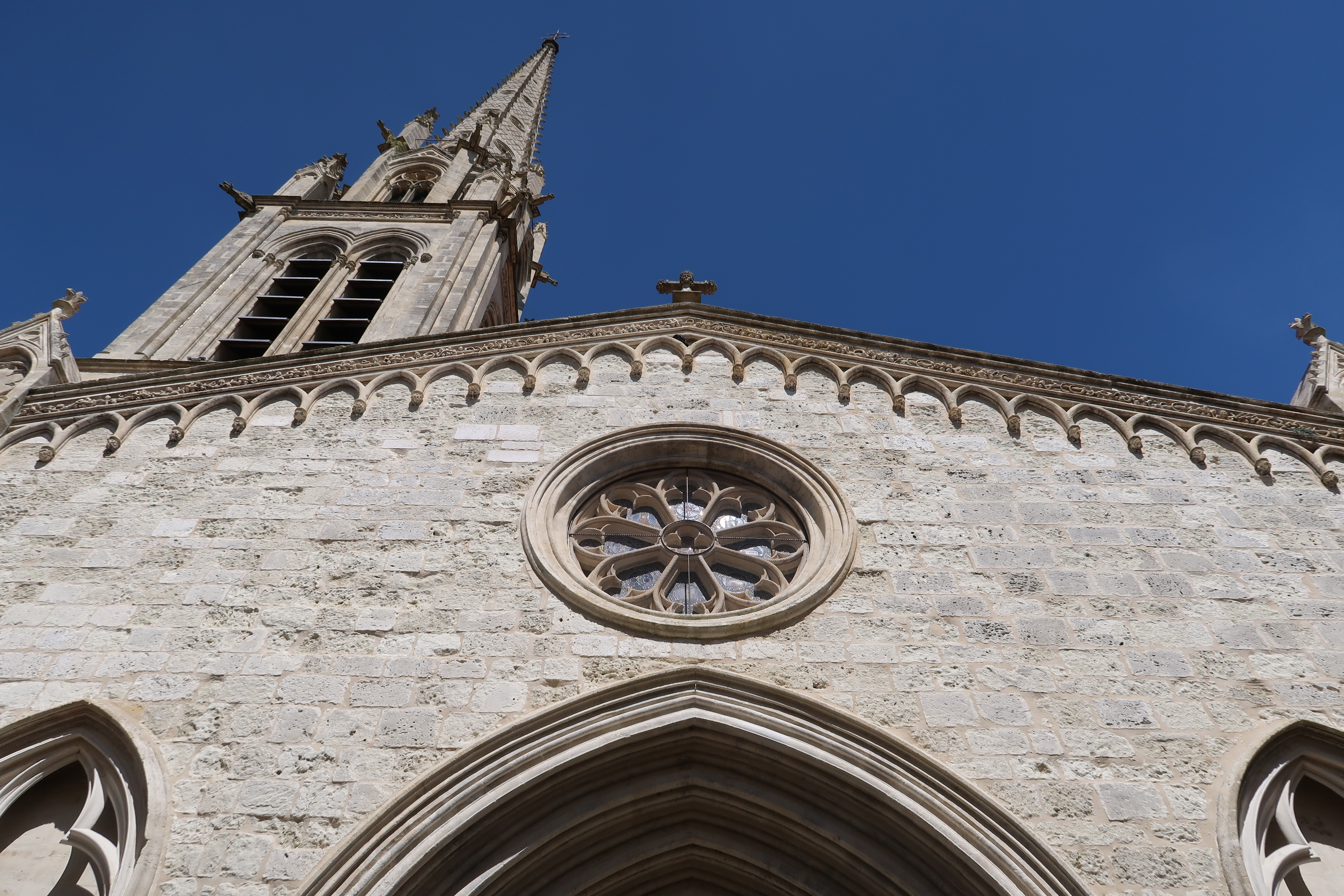
Le clocher et le fronton.
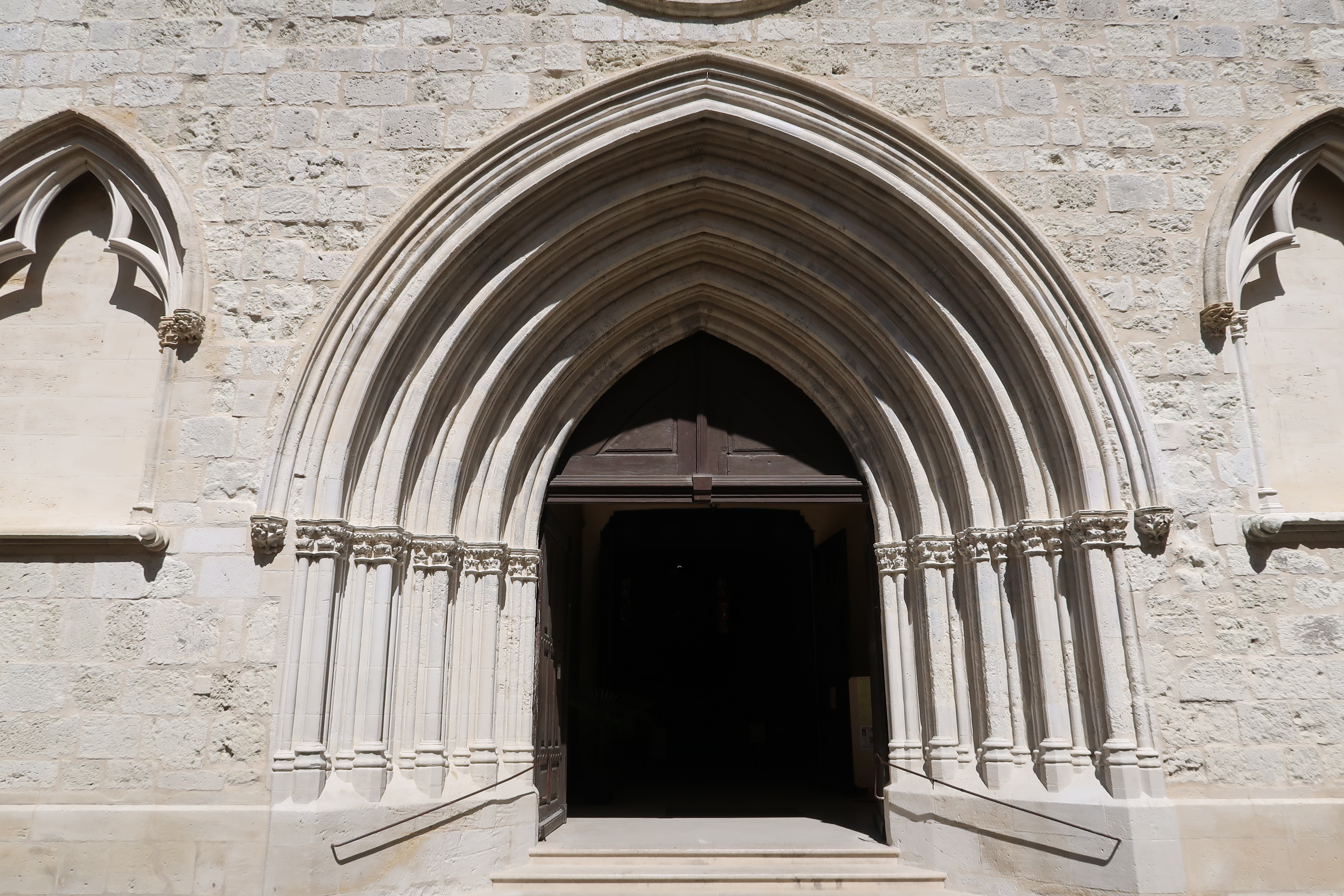
Entrée principale rue des Frères-Reclus.
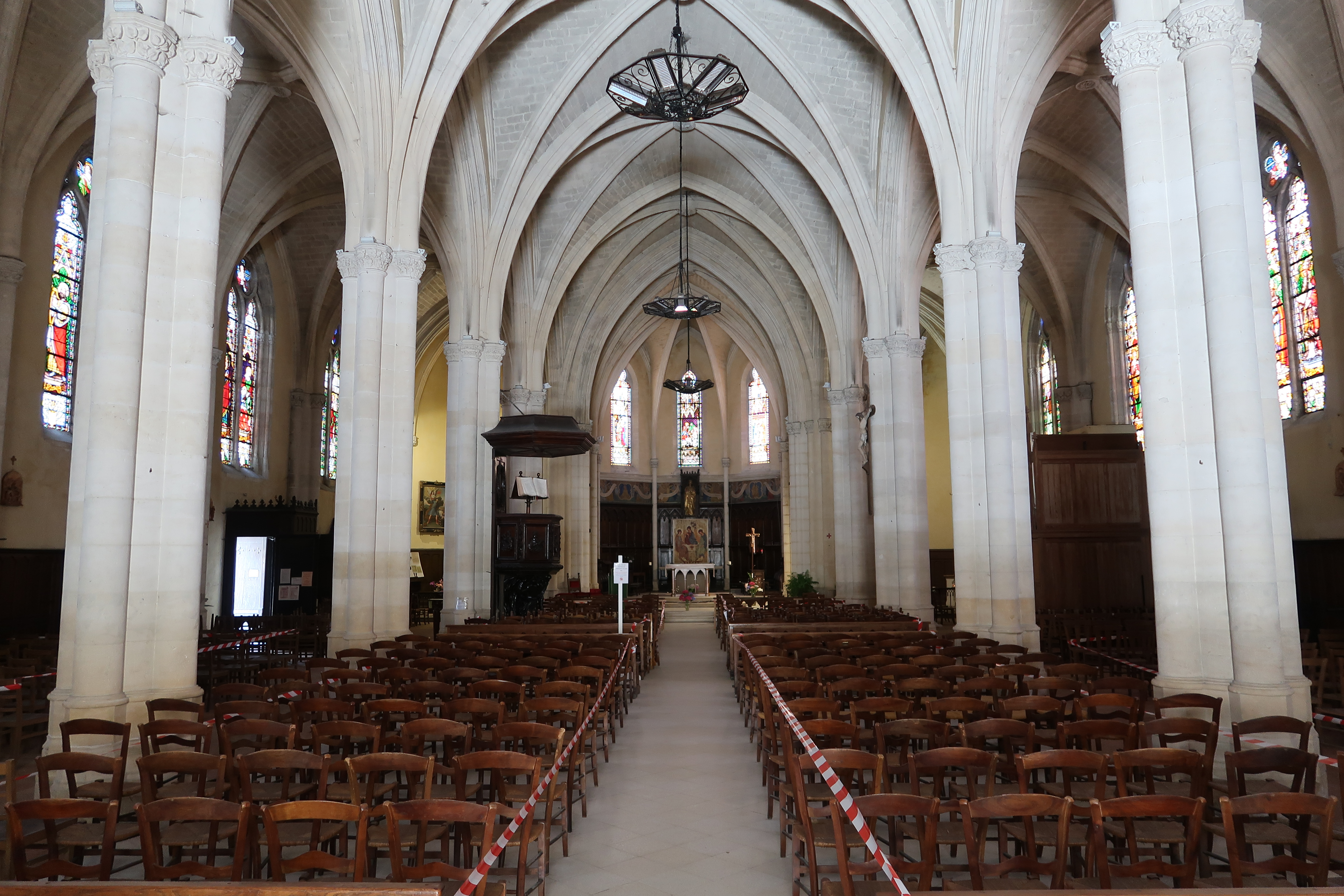
Nef centrale.
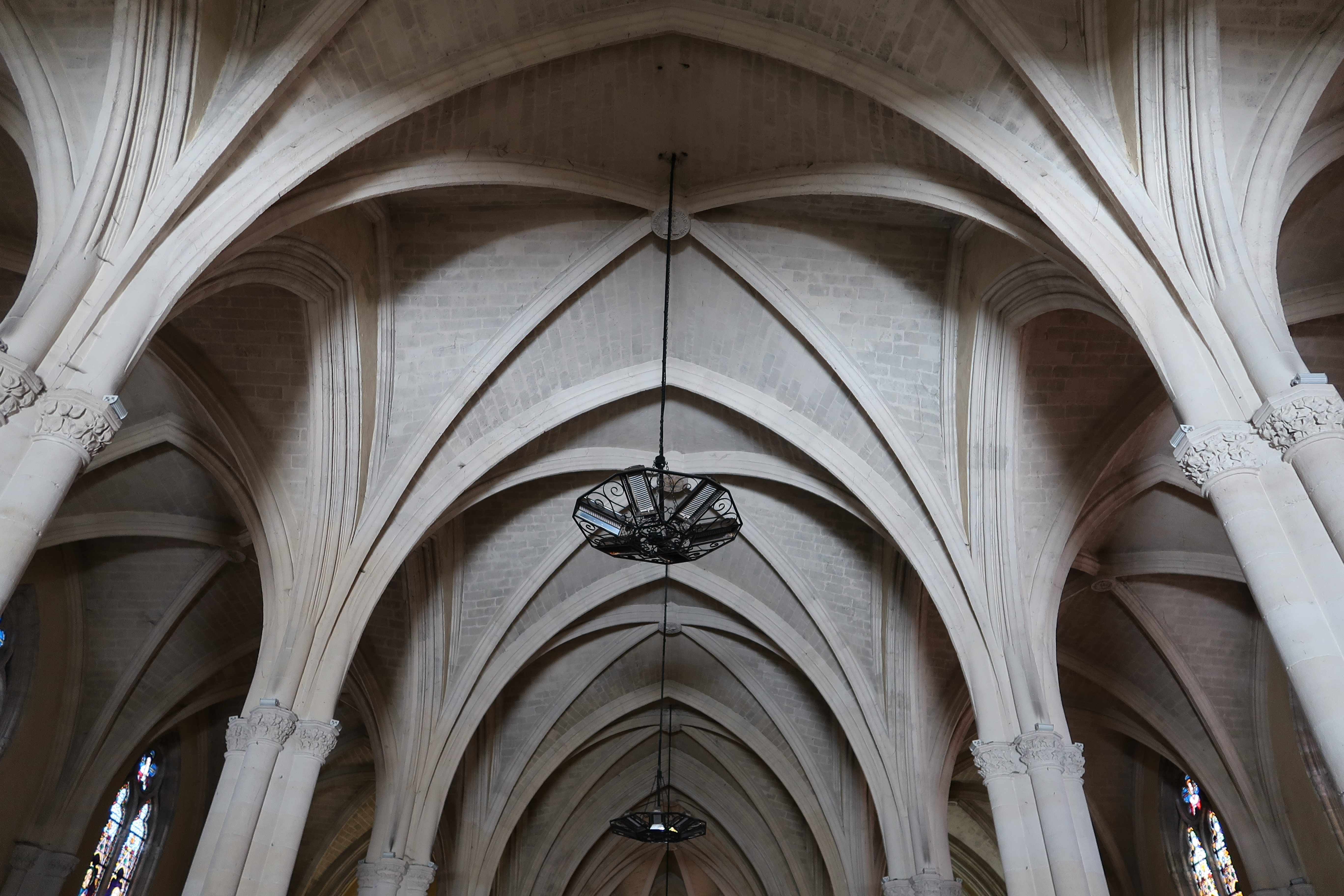
Voûte.
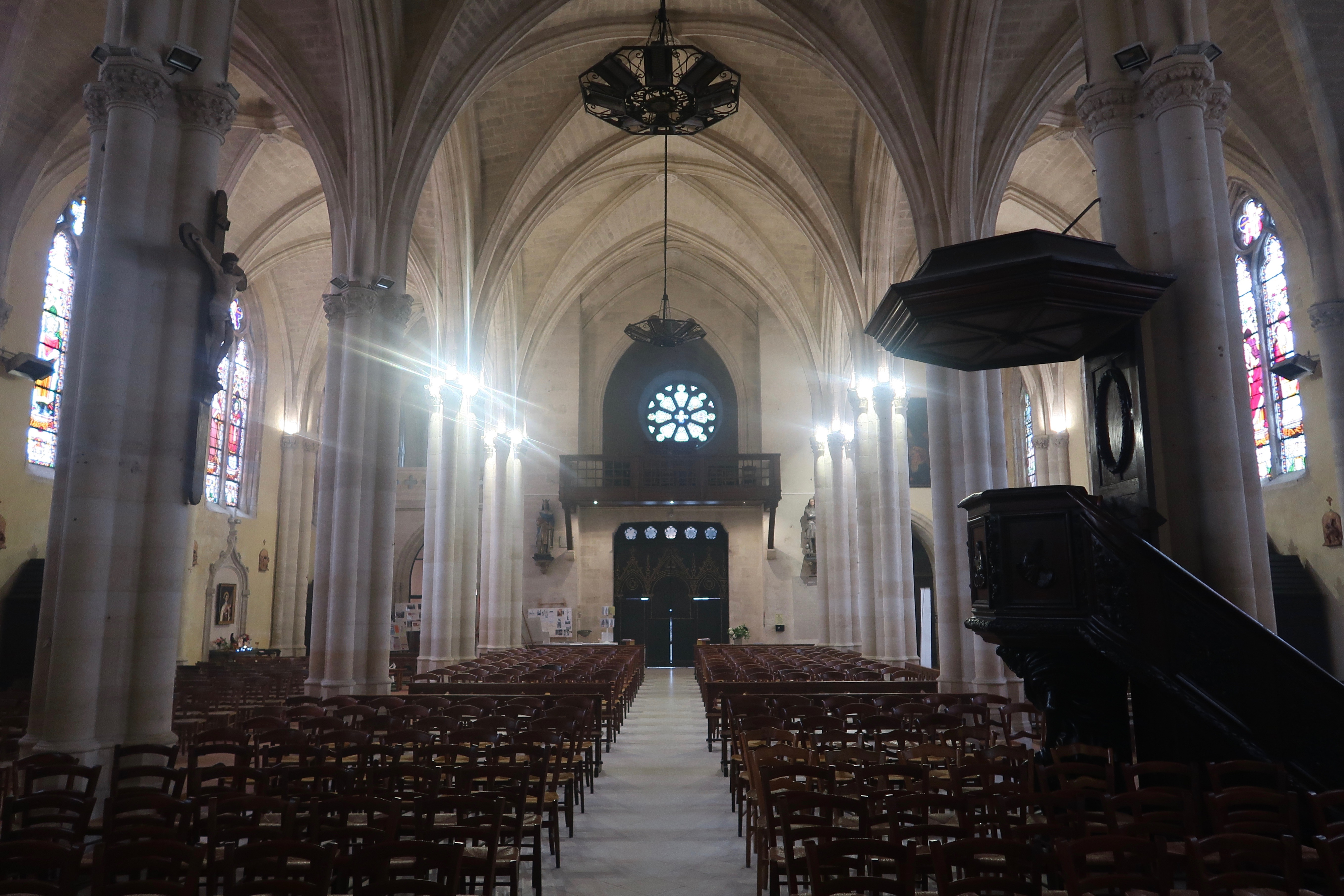
Nef dans l'autre sens, avec la chaire à droite et la tribune au fond.
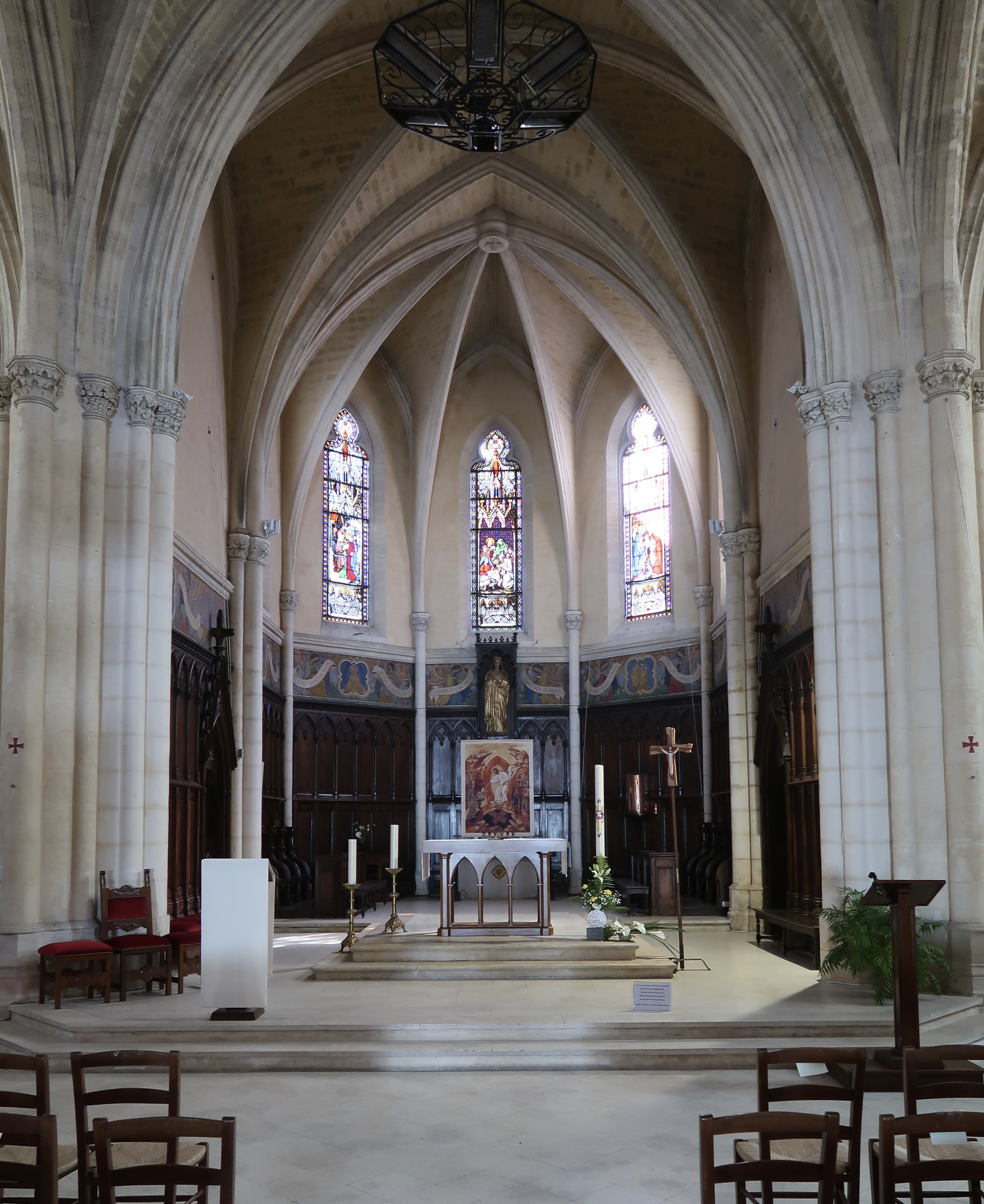
Chœur.
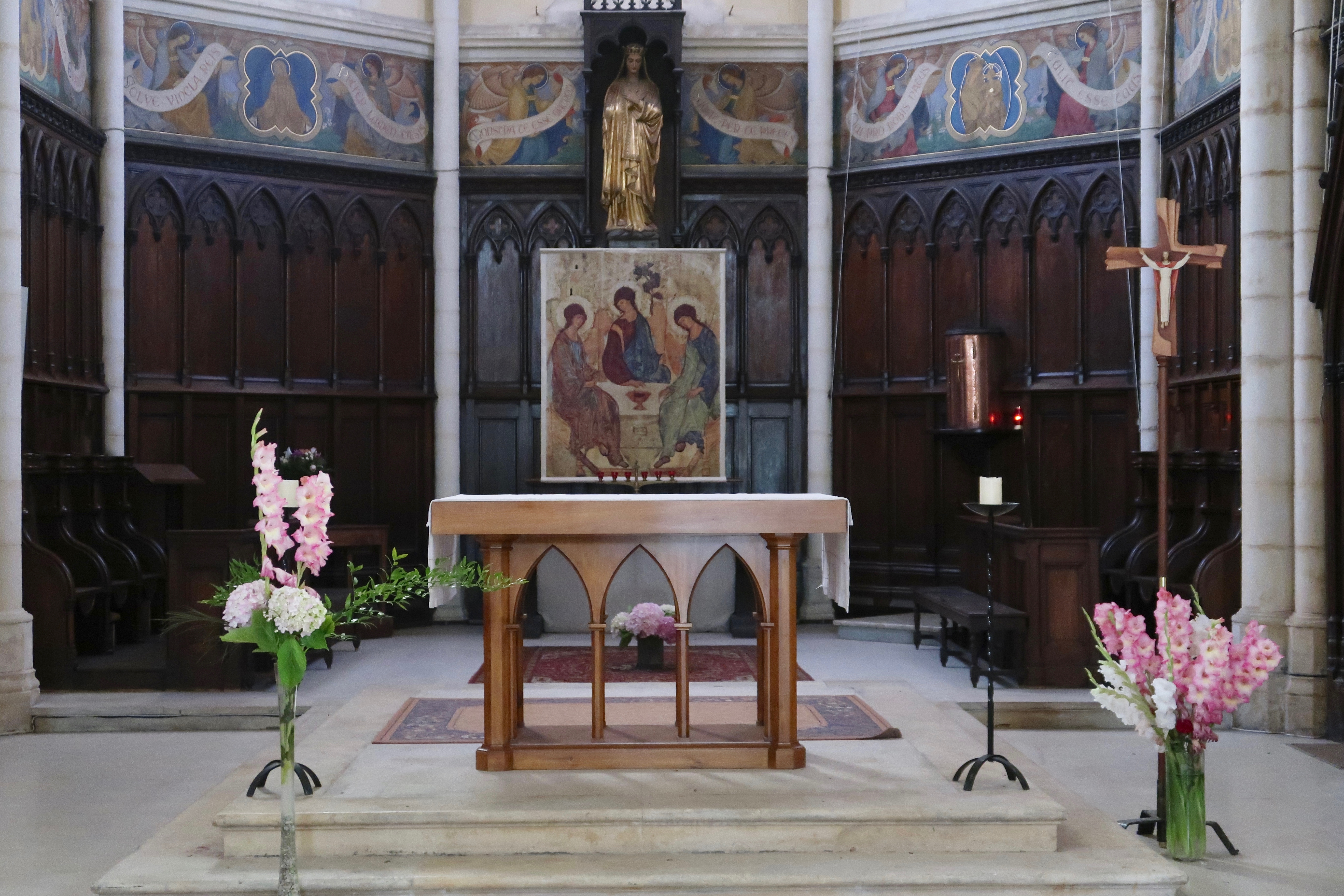
Détail du chœur.
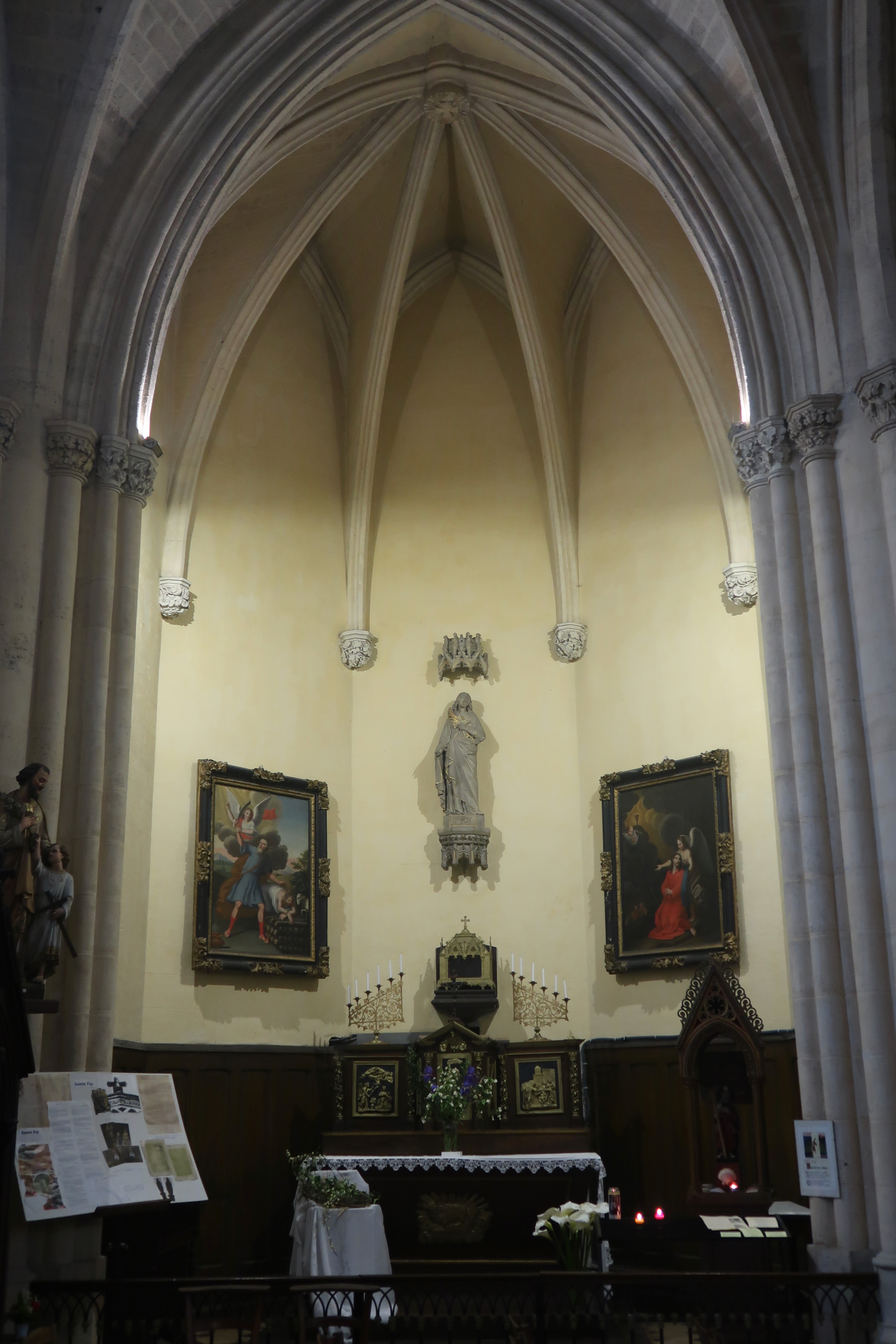
Chapelle au fond du collatéral gauche.
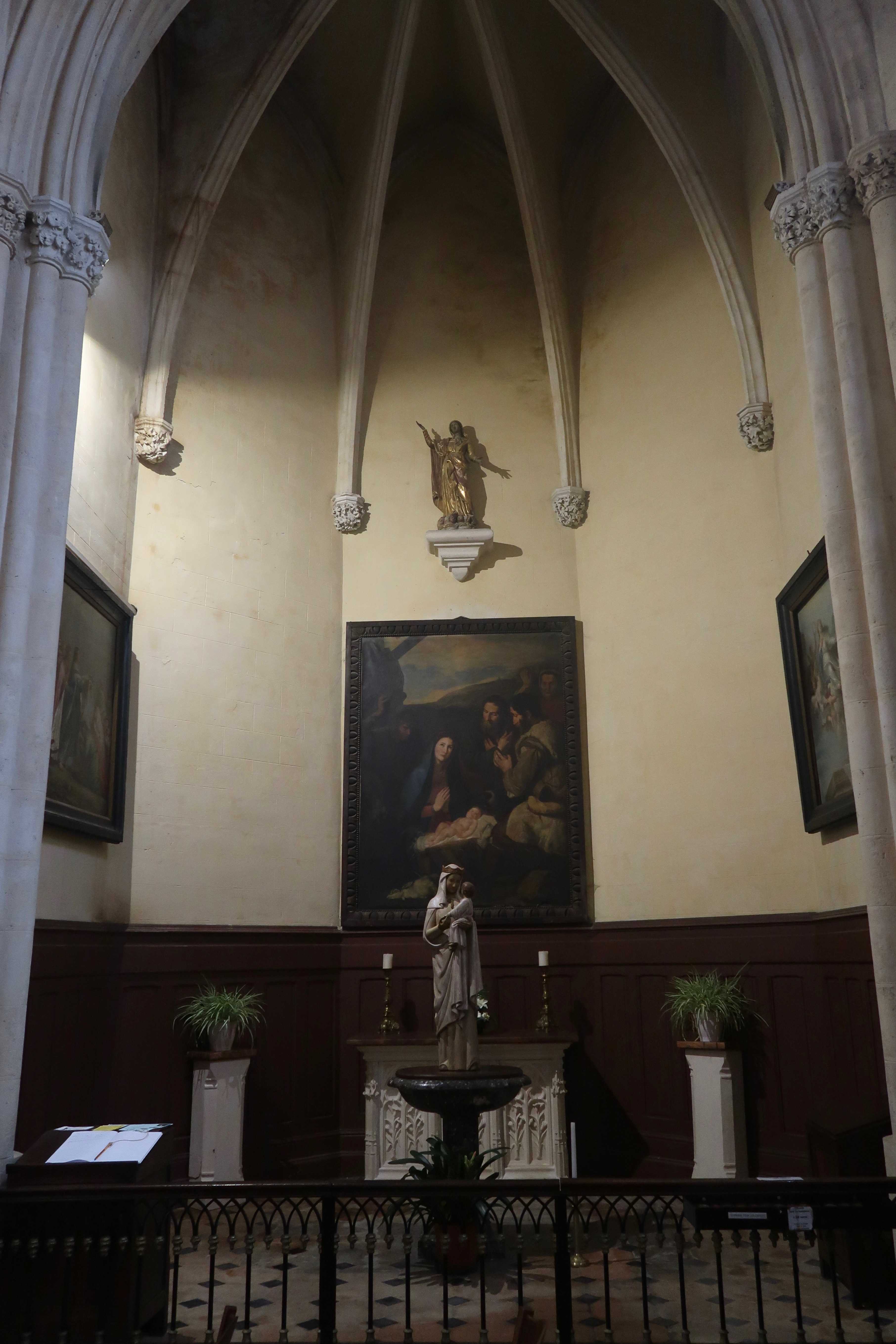
Chapelle au fond du collatéral droit.
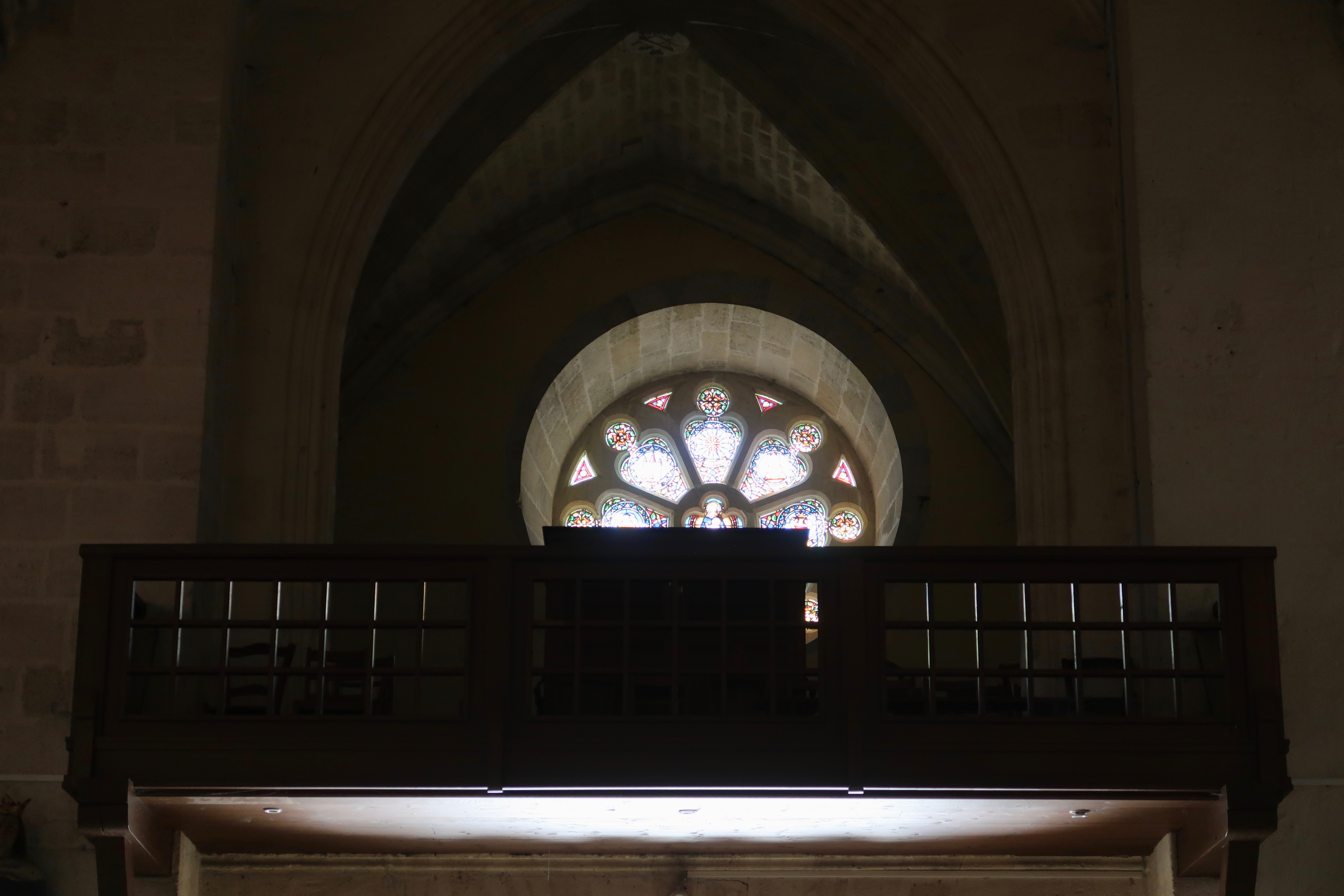
Balcon du narthex.

### Statuaire
Des gargouilles ornent la base de la flèche.

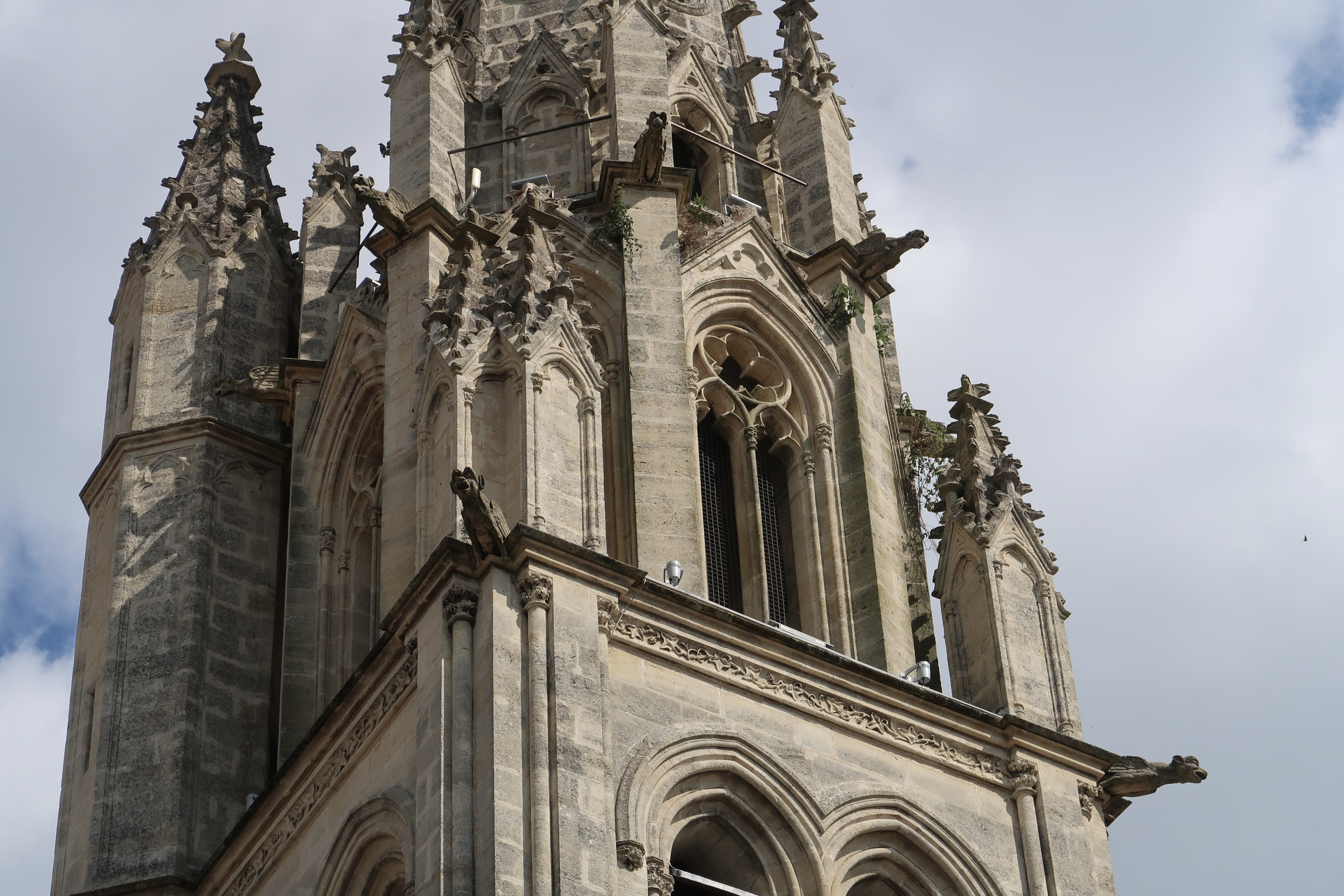
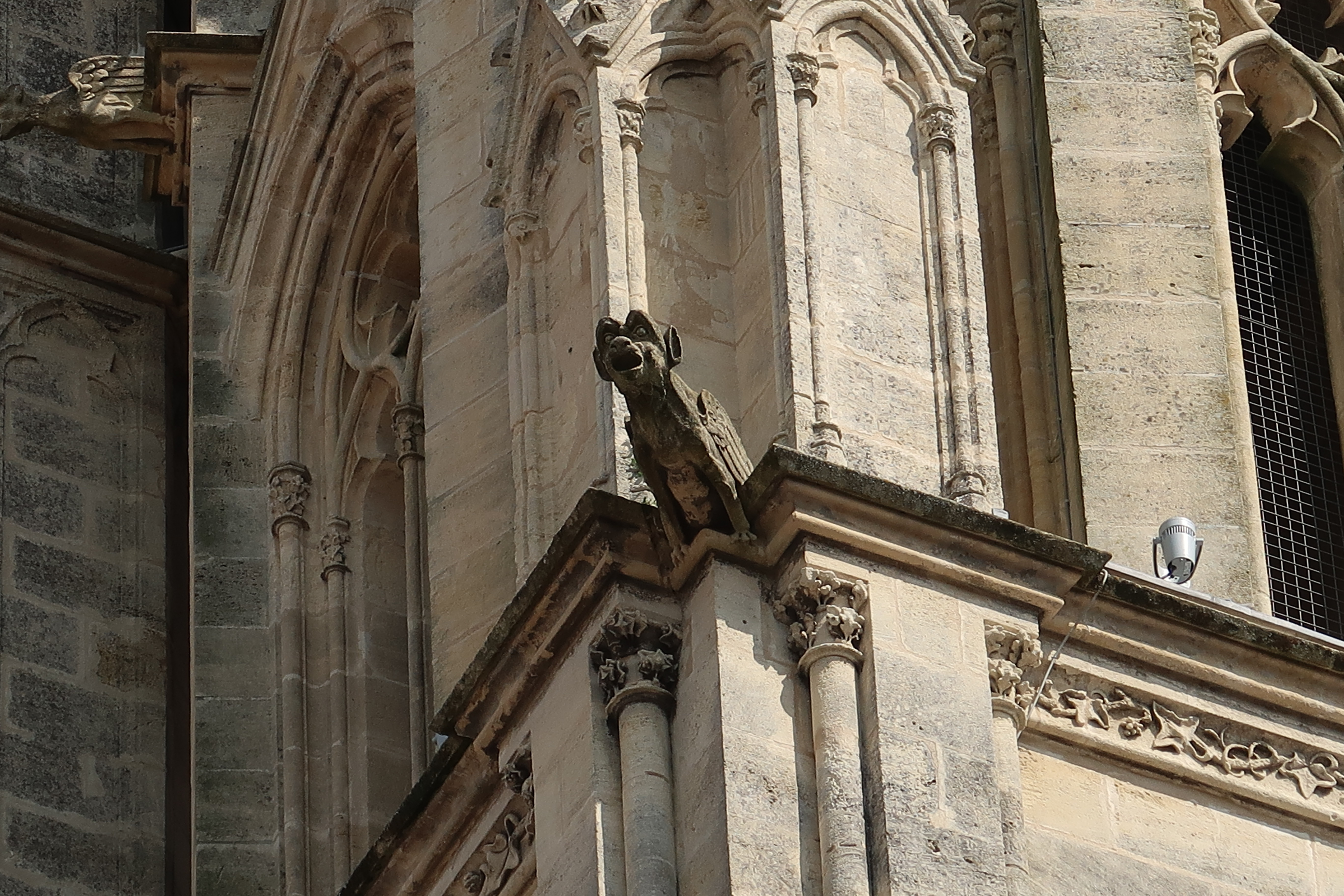
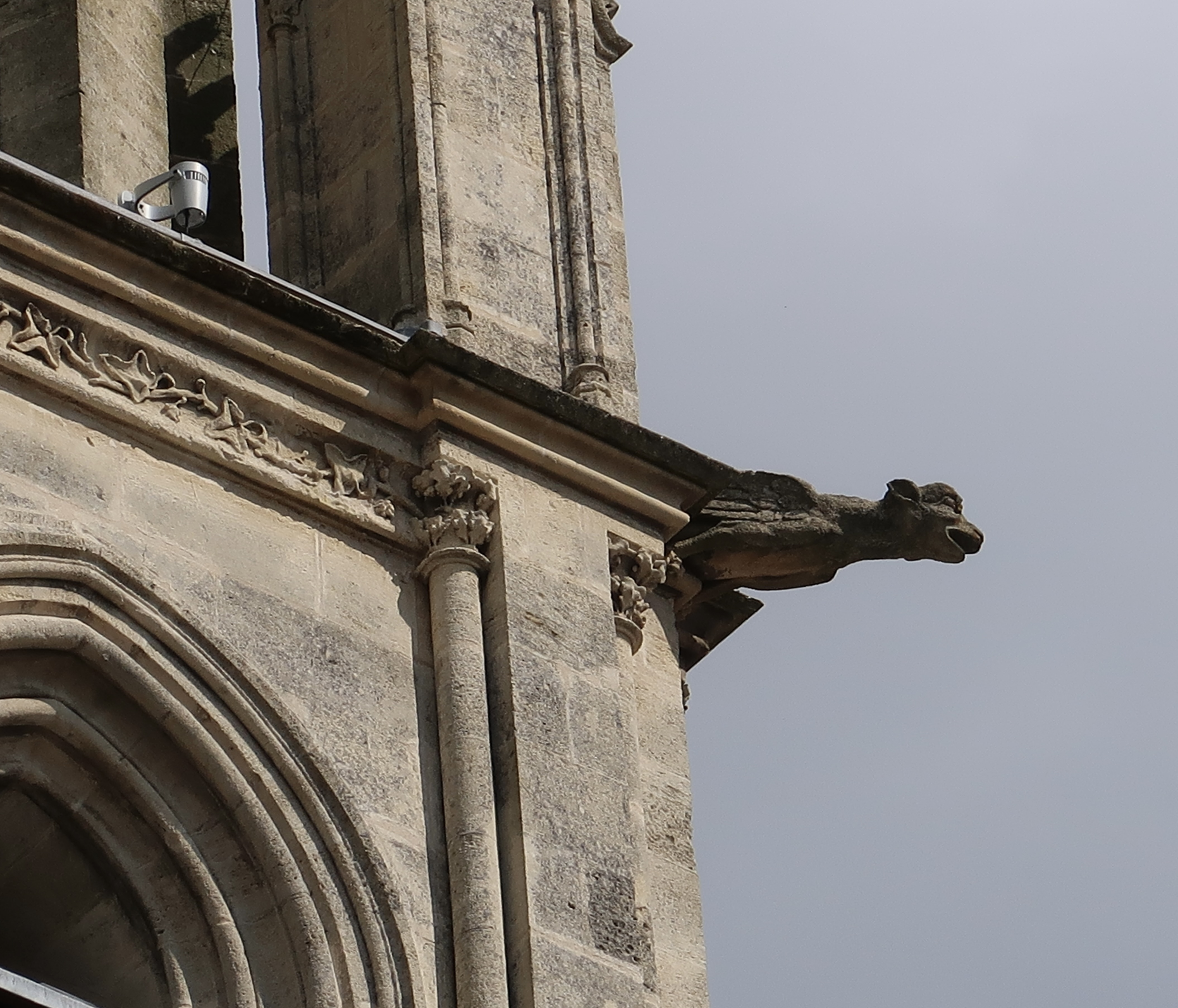

Dans l'oratoire, témoignage de l'église primitive, se trouvent quatre têtes sculptées datées des XIII-XIVe siècles. Des sculptures similaires se trouvent dans la « tour du Temple ».
L'église abrite plusieurs statues de personnalités bibliques et de saints (François d'Assise, Antoine de Padoue, Saint Louis, Jeanne d'Arc, etc.). Il s'agit de dons réalisés dans le contexte de la hausse des pratiques religieuses et de dévotion au XIXe siècle. En bois polychrome ou en plâtre moulé et peint, de facture classique, on en retrouve de similaires dans la plupart des églises ; elles étaient commandées dans des commerces spécialisés en objets de piété.

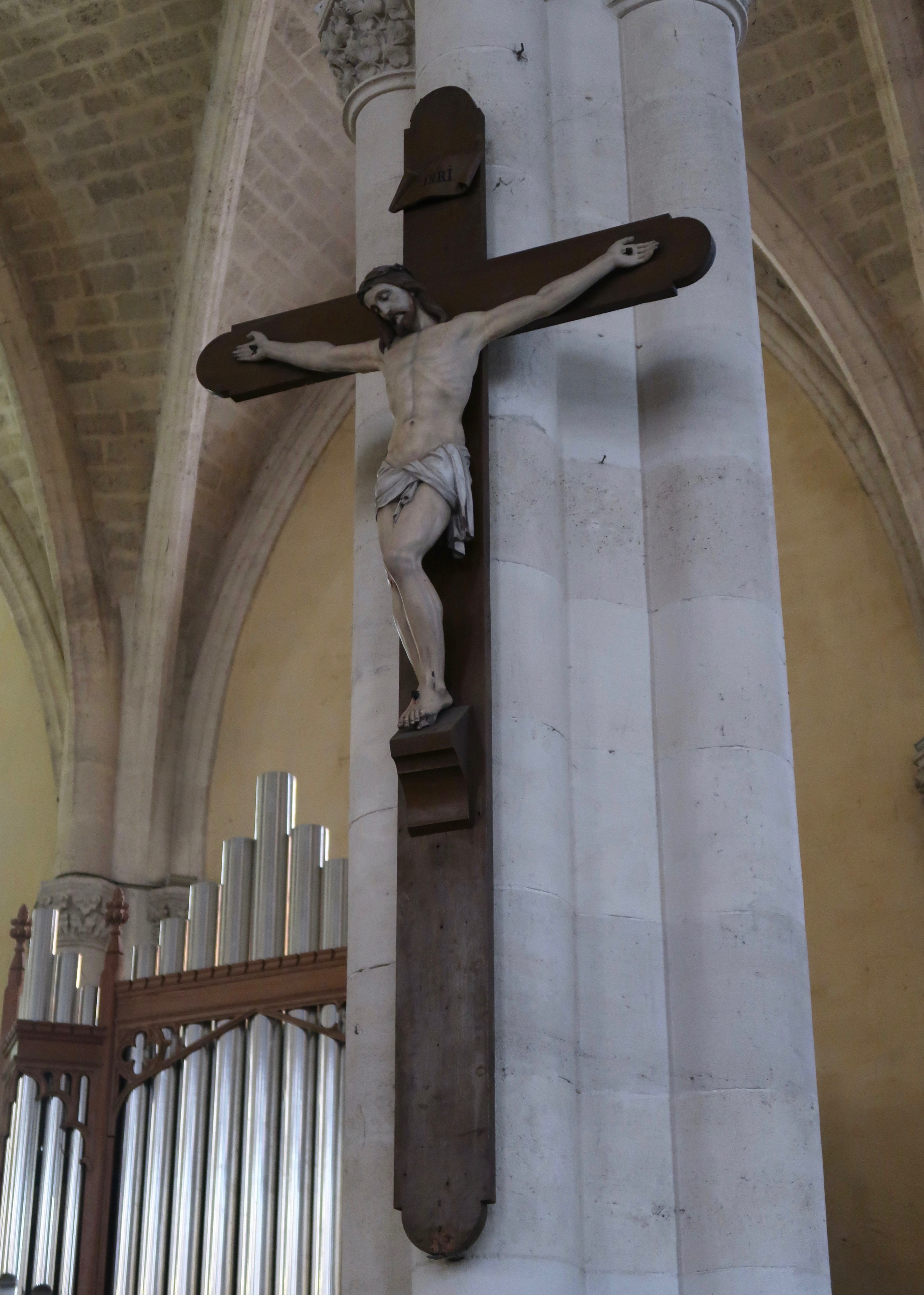
Jésus sur la croix.
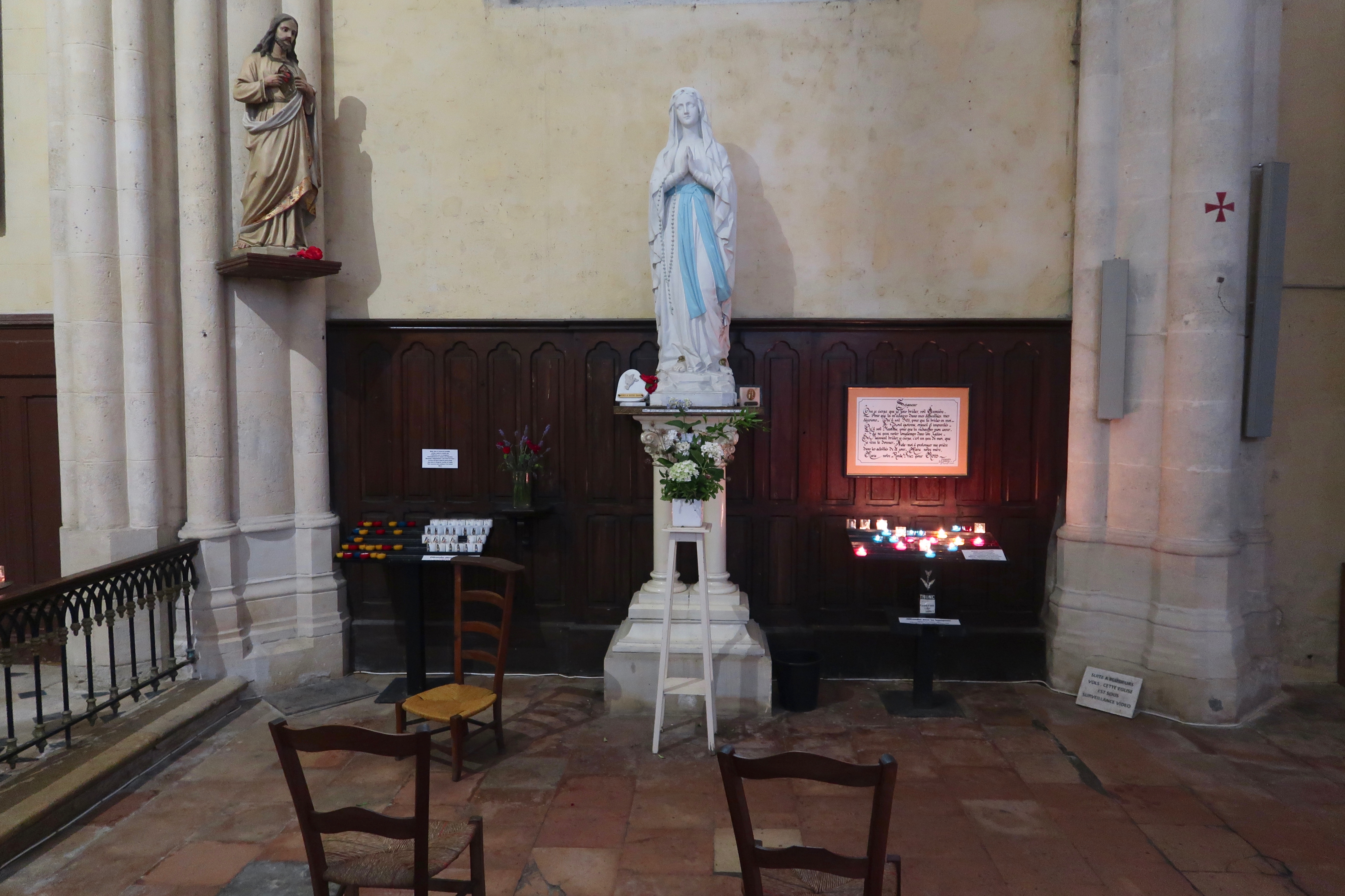
Statue de la Vierge Marie et, en haut à gauche, de Jésus.
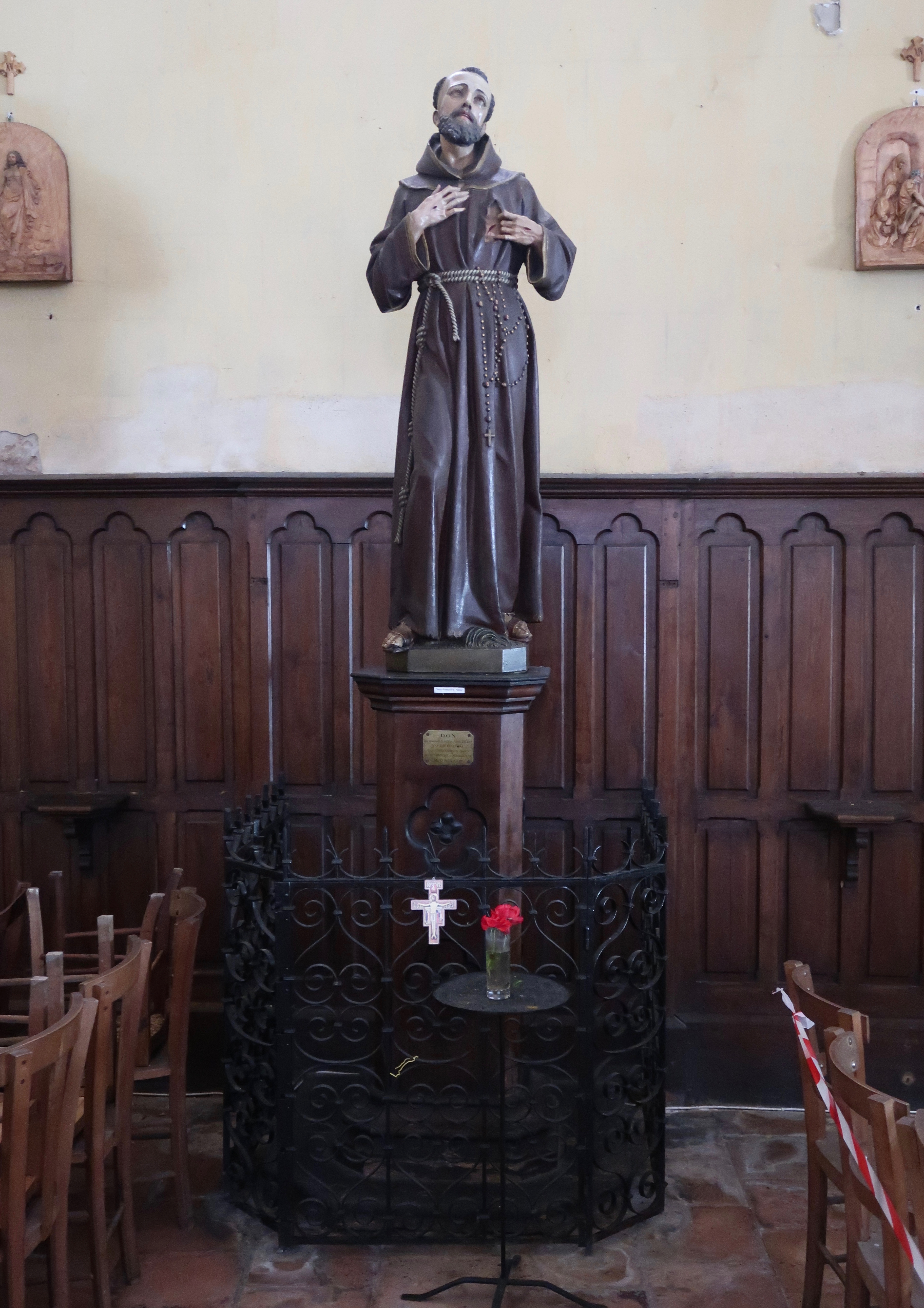
Statue de François d'Assise.
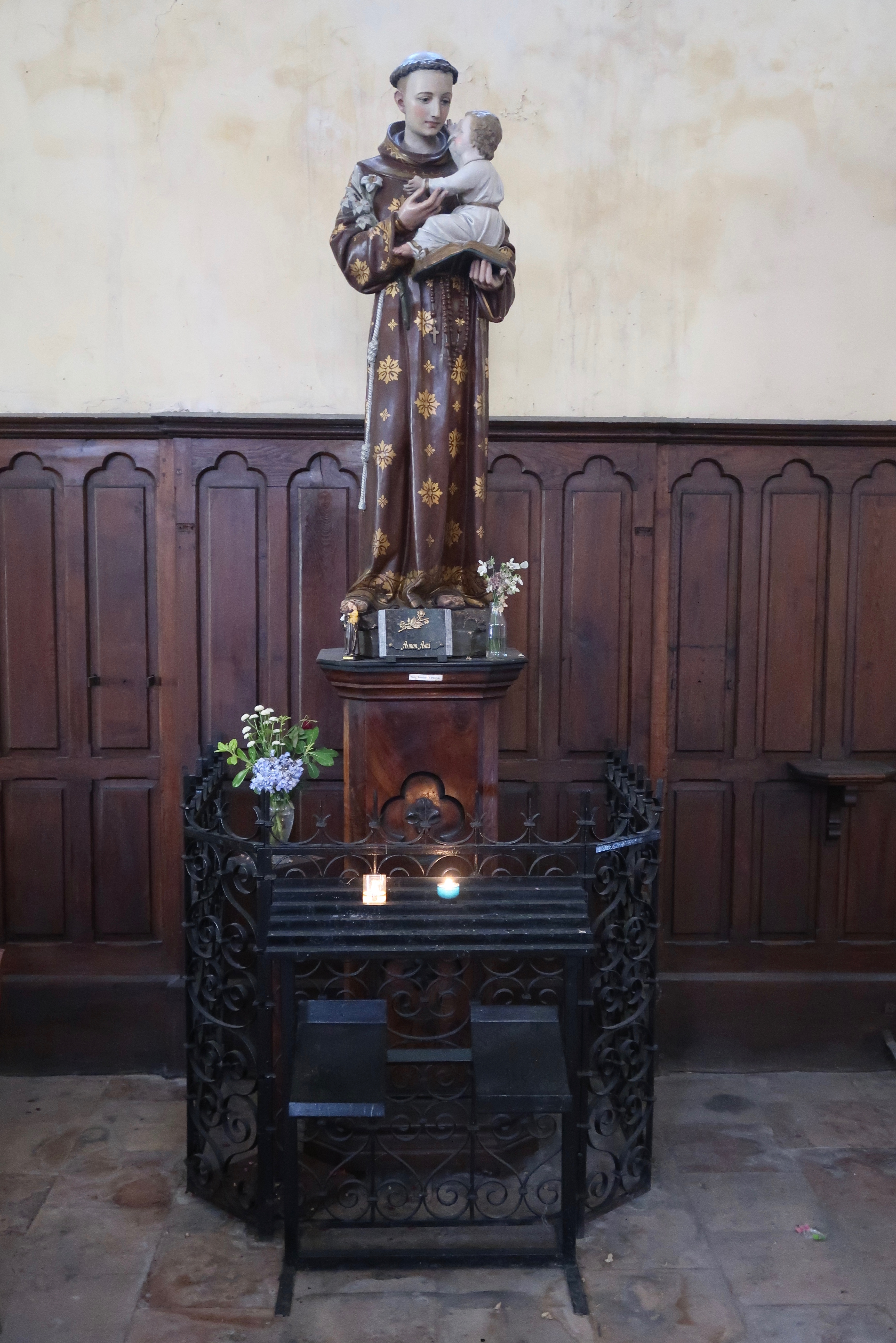
Statue d'Antoine de Padoue.
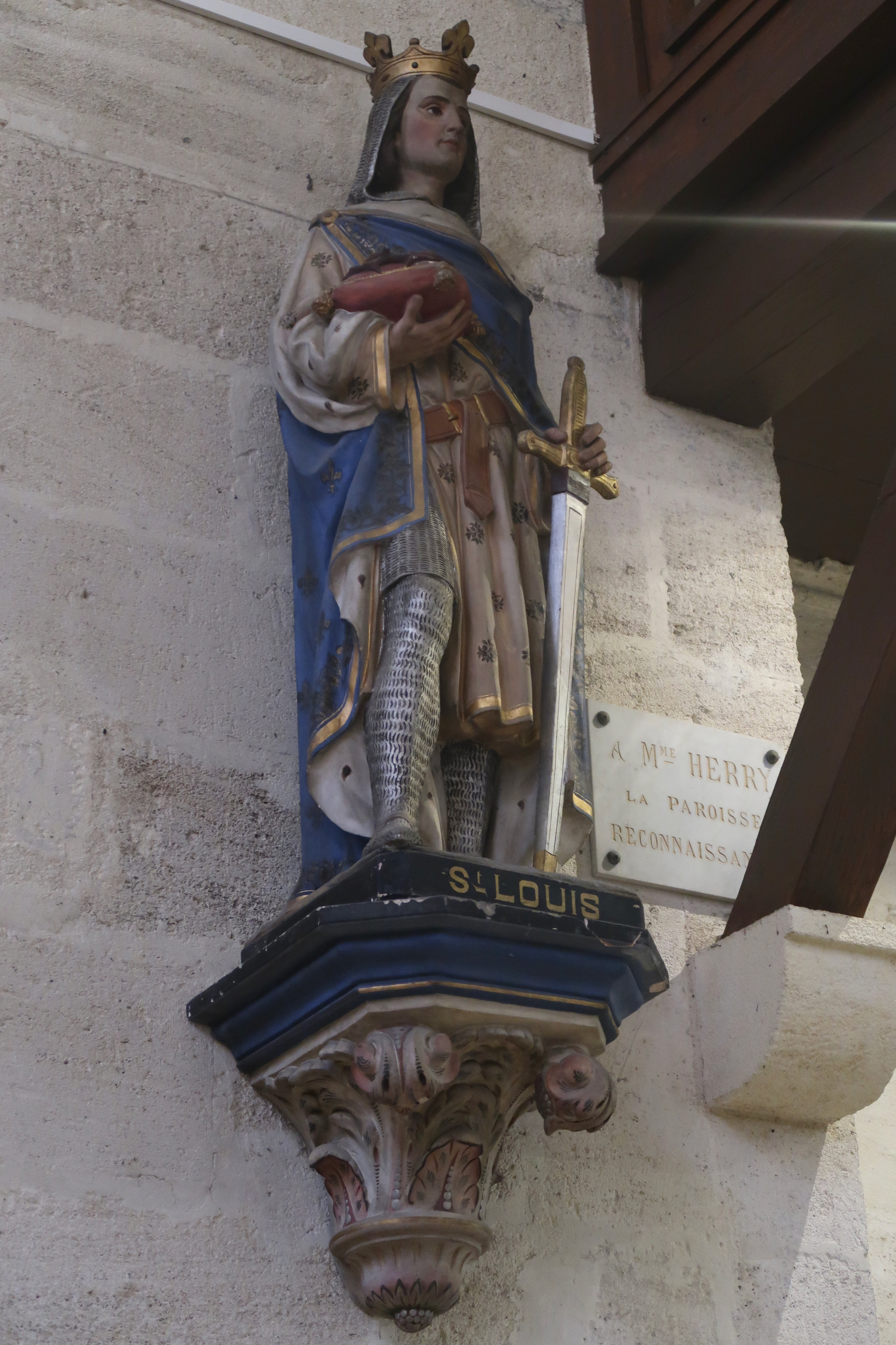
Statue de Saint Louis.
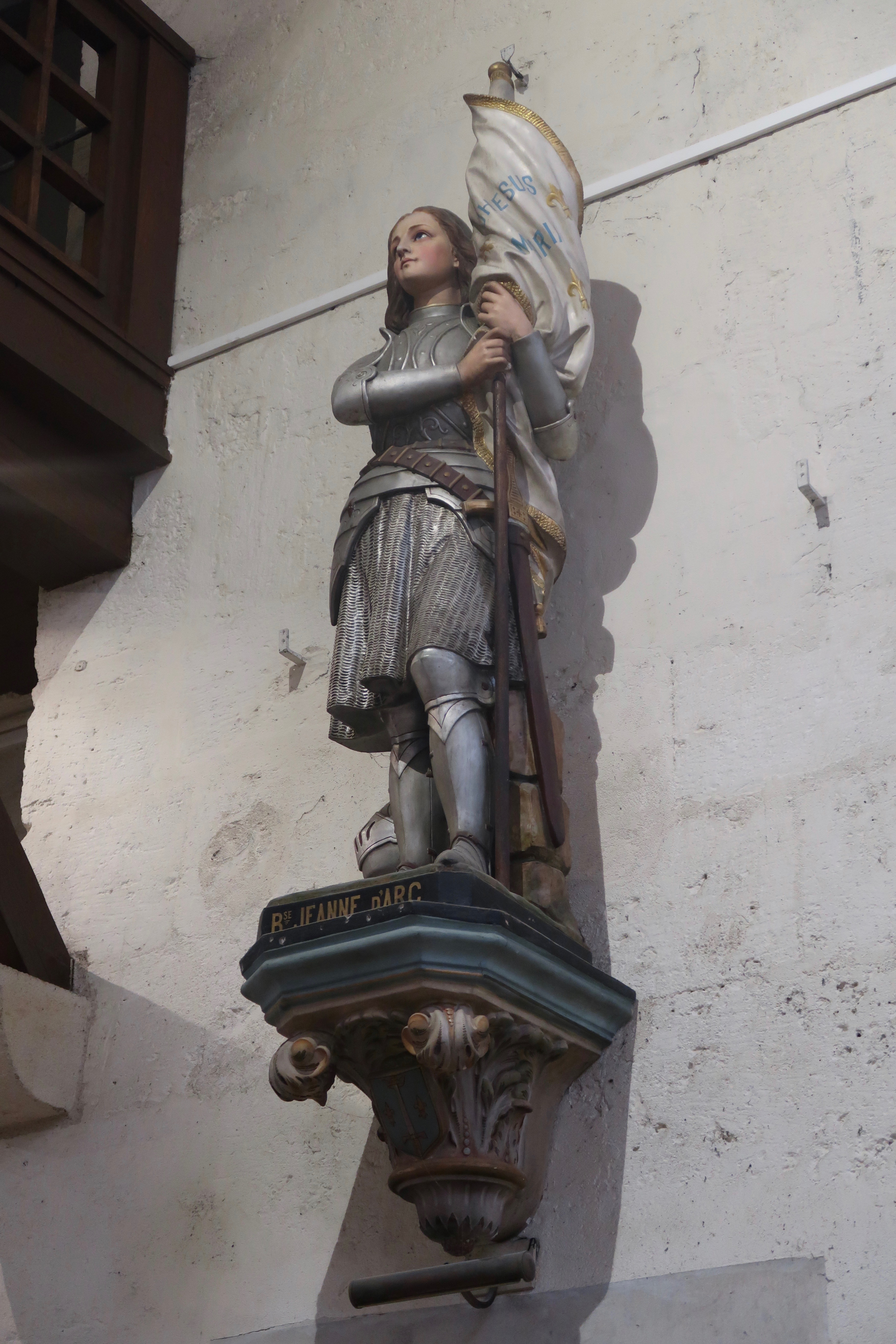
Statue de Jeanne d'Arc.

### Mobilier et iconographie
Les actuels vitraux historiés (dix-sept, sans compter la rosace du porche) ont été réalisés par Étienne Thibaud de Clermont-Ferrand (1810-1896). La chaire située dans le chœur, en noyer, date de 1685, réalisée par un artisan foyen inconnu, dont on sait seulement qu'il est également l'auteur d'une autre chaire pour une église du diocèse de Périgueux. Ici, elle trône sur une sculpture d'Hercule venant de tuer l'hydre de Lerne, métaphore du catholicisme terrassant le protestantisme. Cette œuvre prend son sens au regard de l'actualité de l'époque de sa conception : Louis XIV avait donné une grosse somme d'argent pour agrandir l'église cette année-là, pour accueillir de nouveaux convertis. Cette même année, il révoqua l'édit de Nantes, dans un contexte de persécution des protestants. Sur la chaire sont installés des panneaux de bois figurant les évangélistes saint Mathieu, saint Jean, saint Luc et saint Marc,.

Vitraux
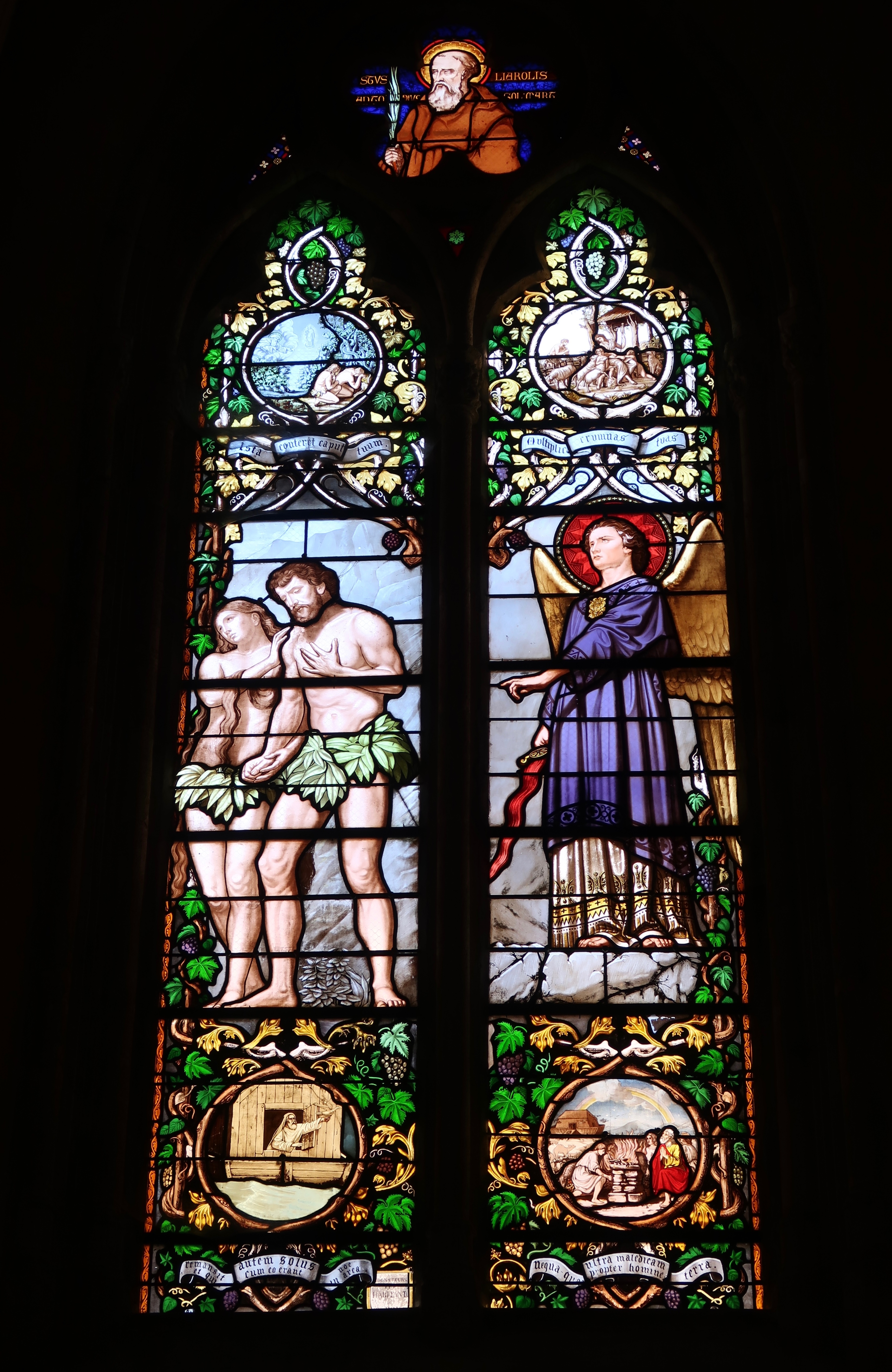
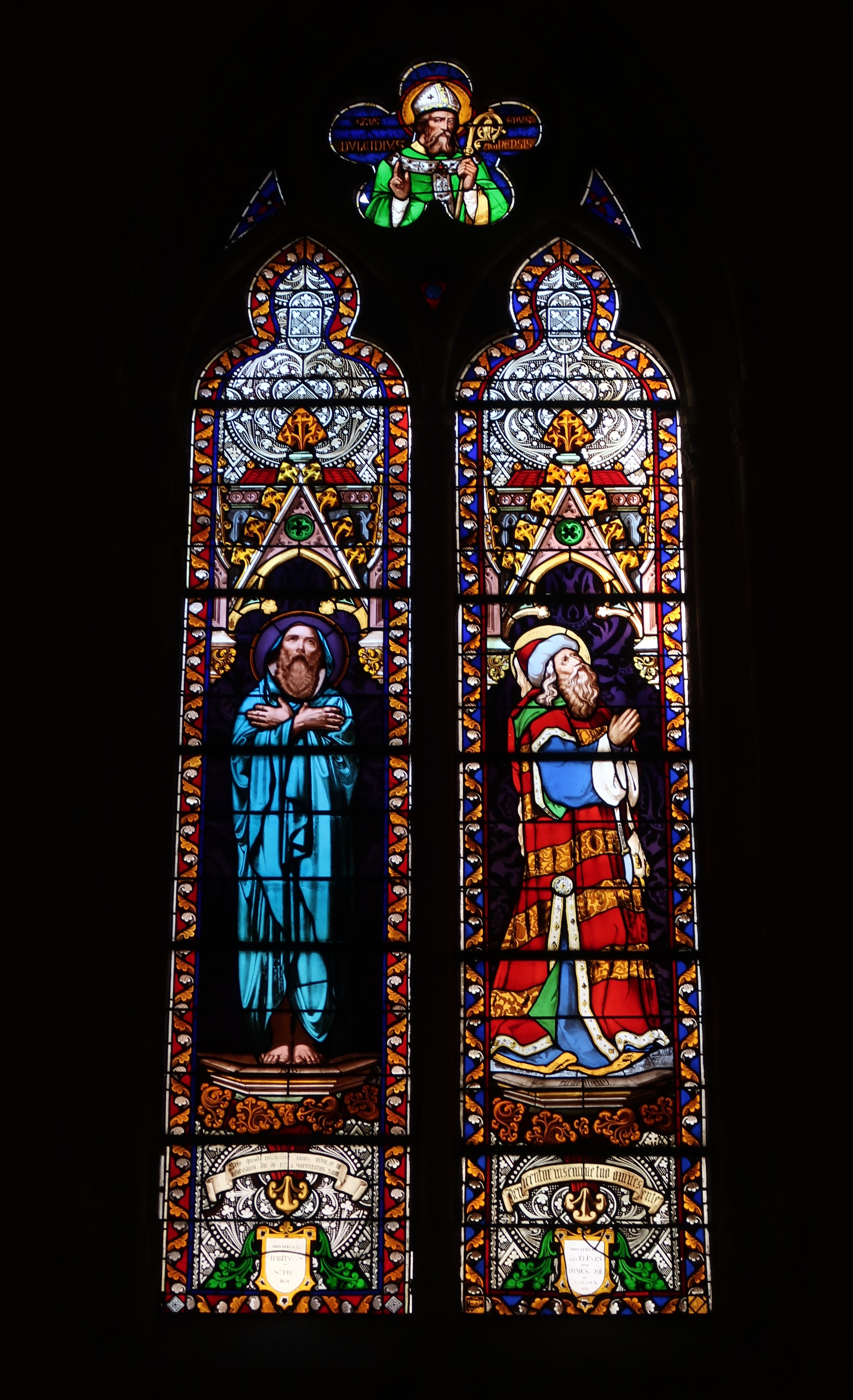
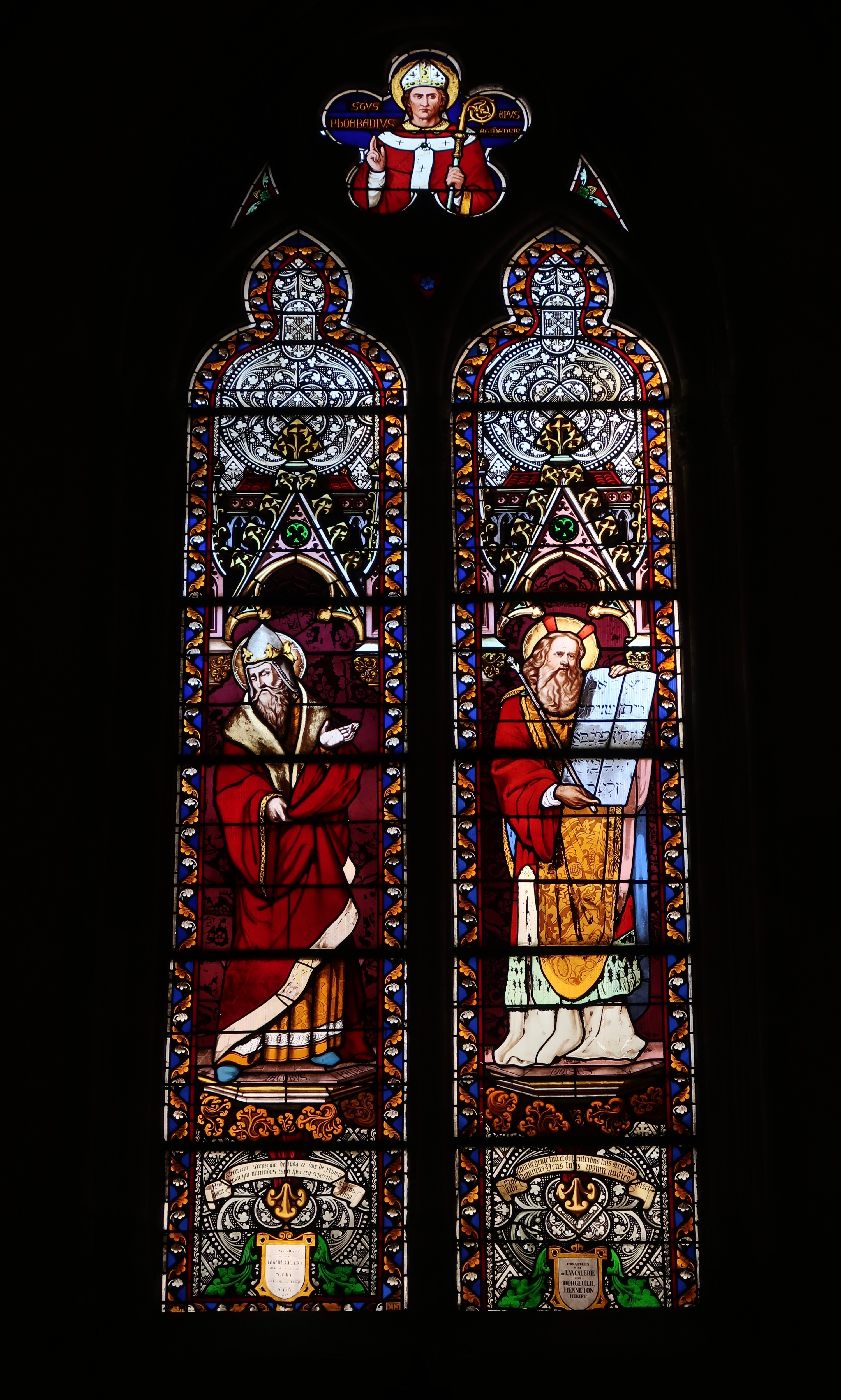
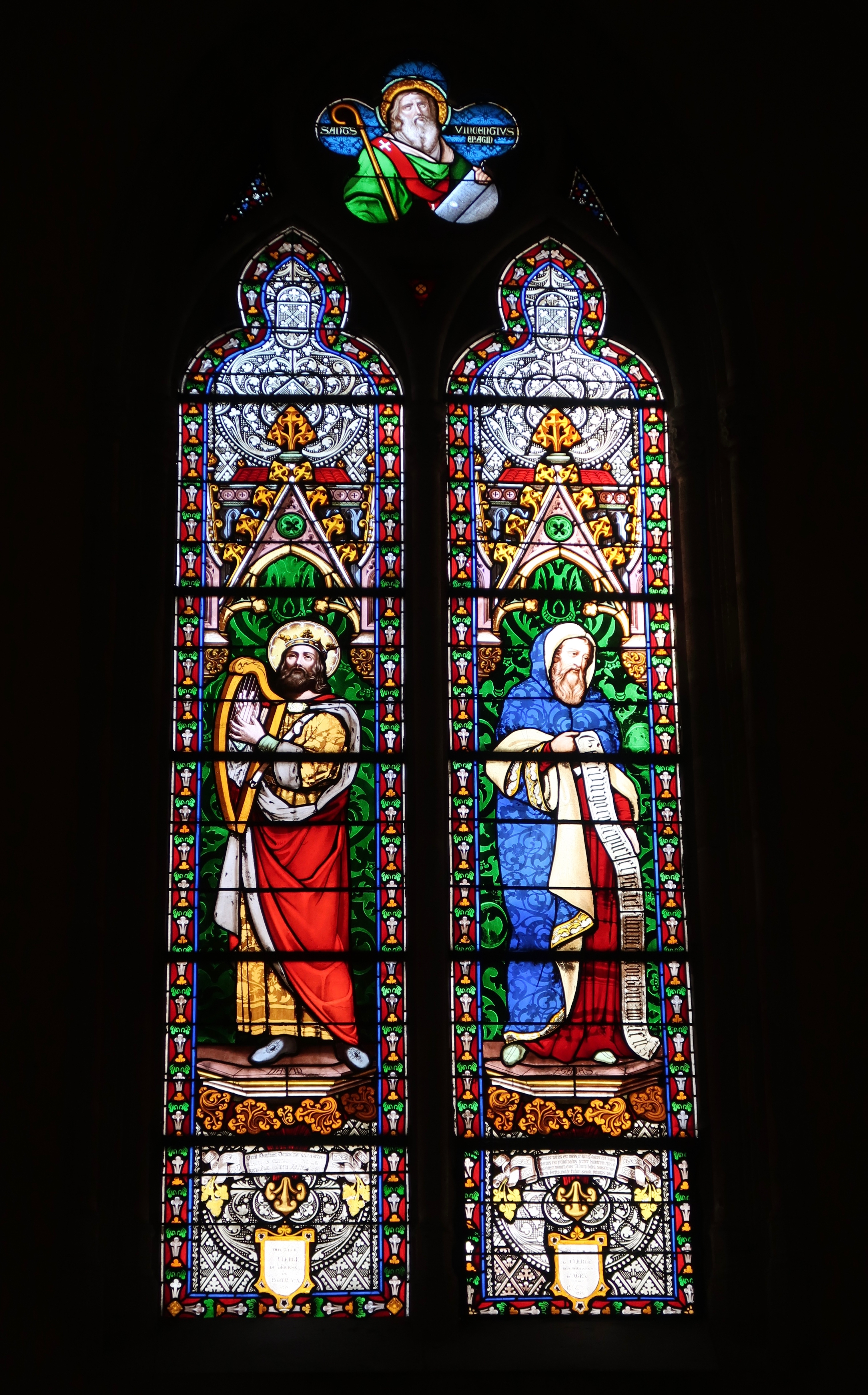
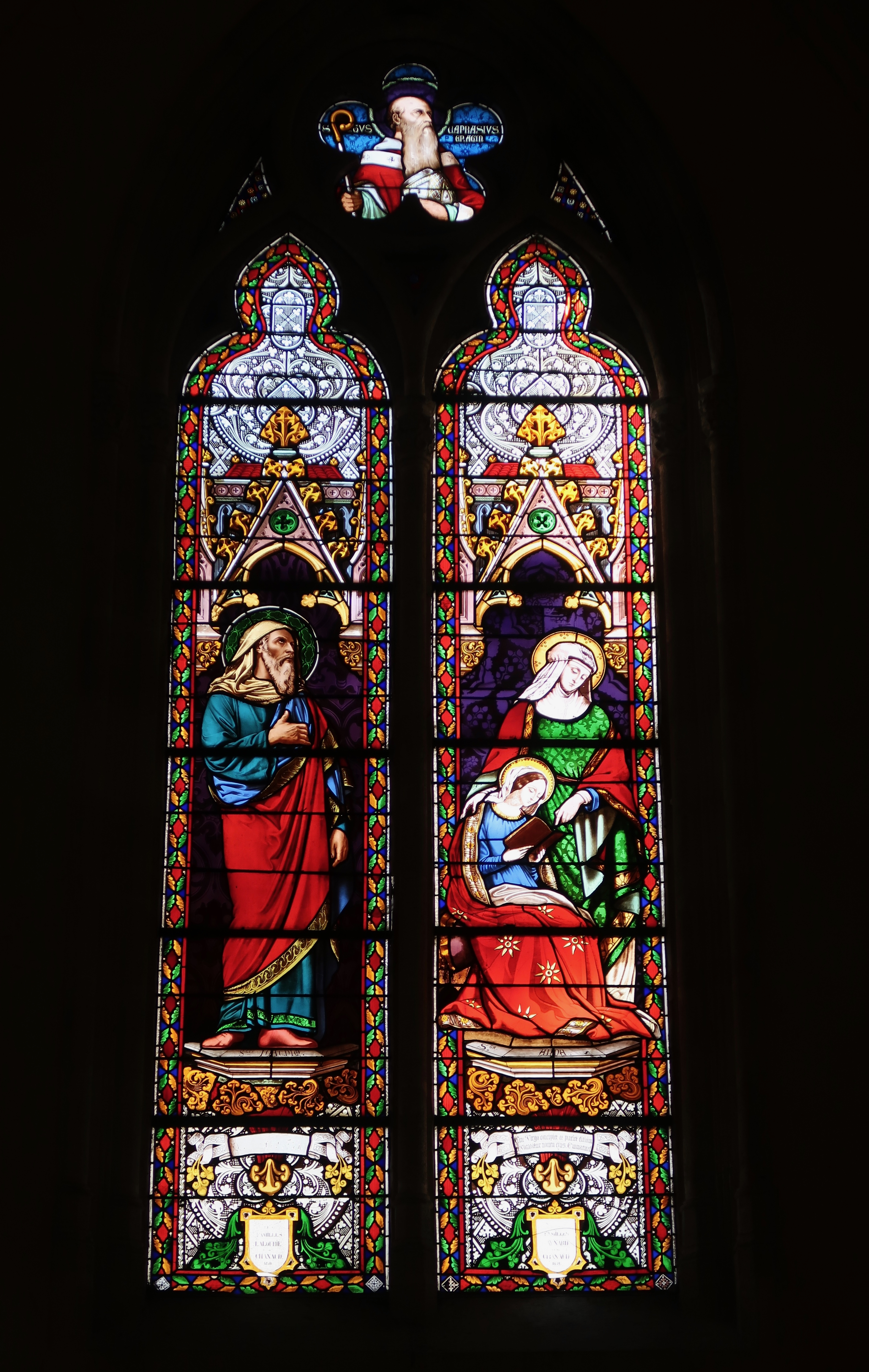
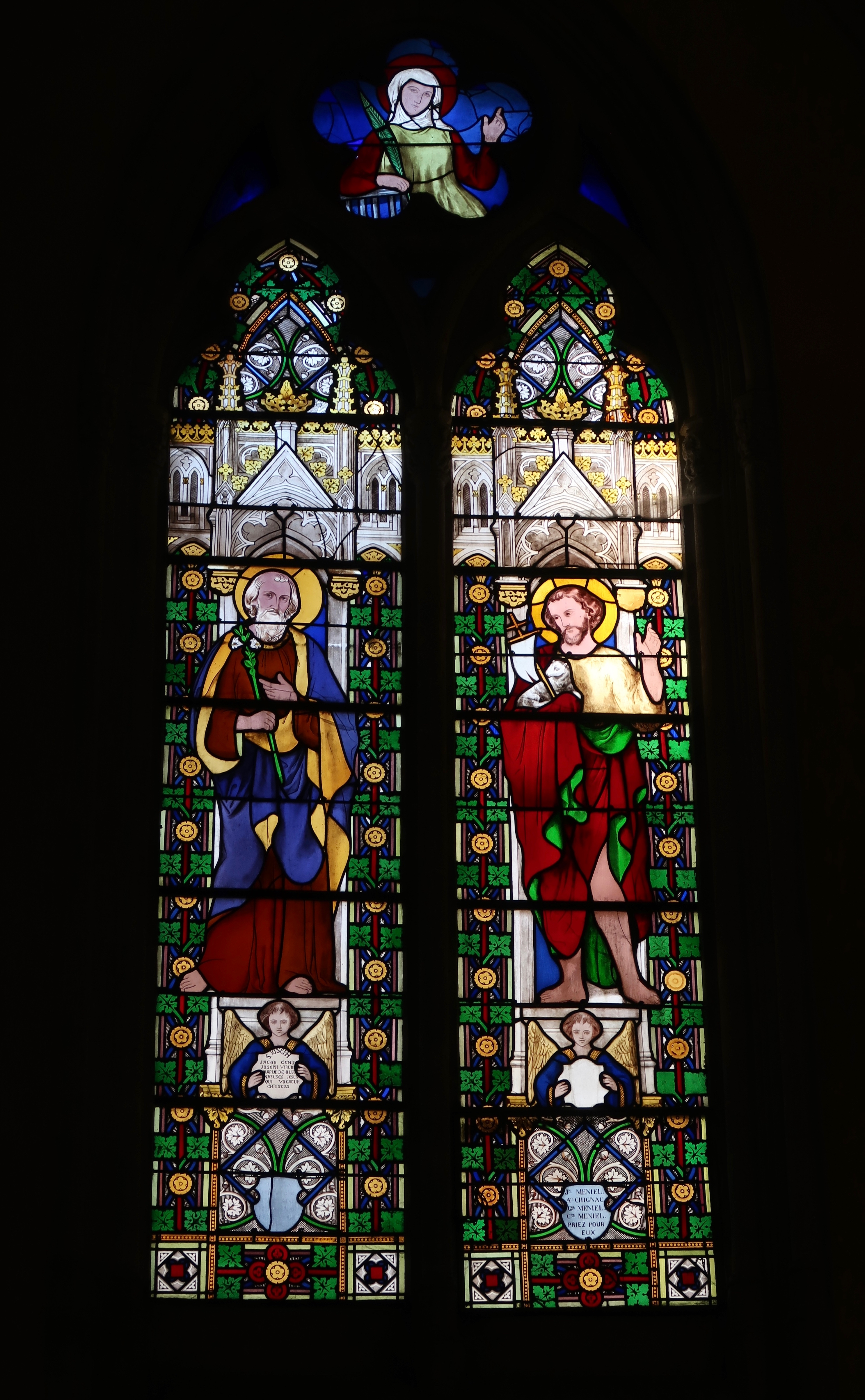
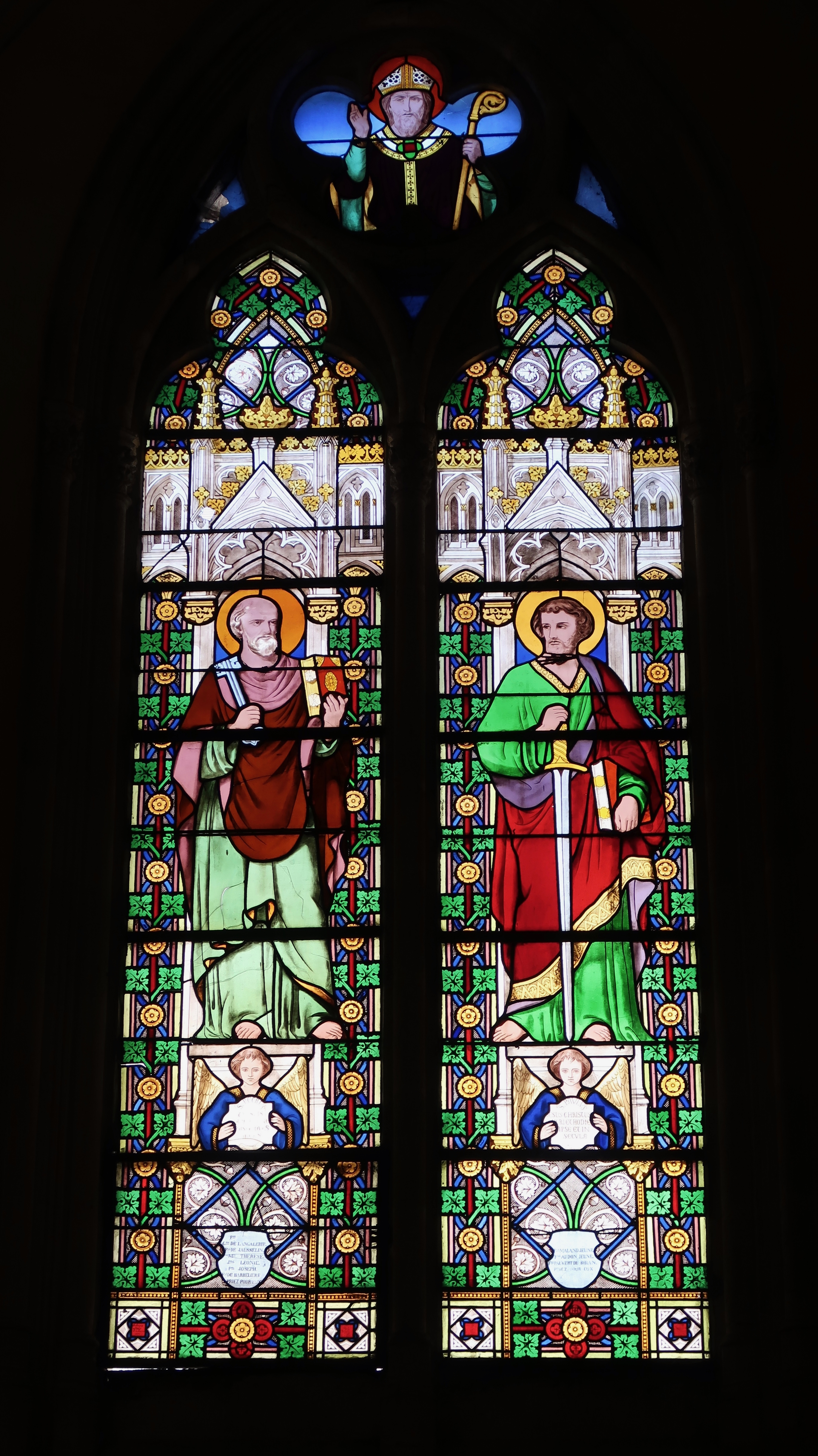
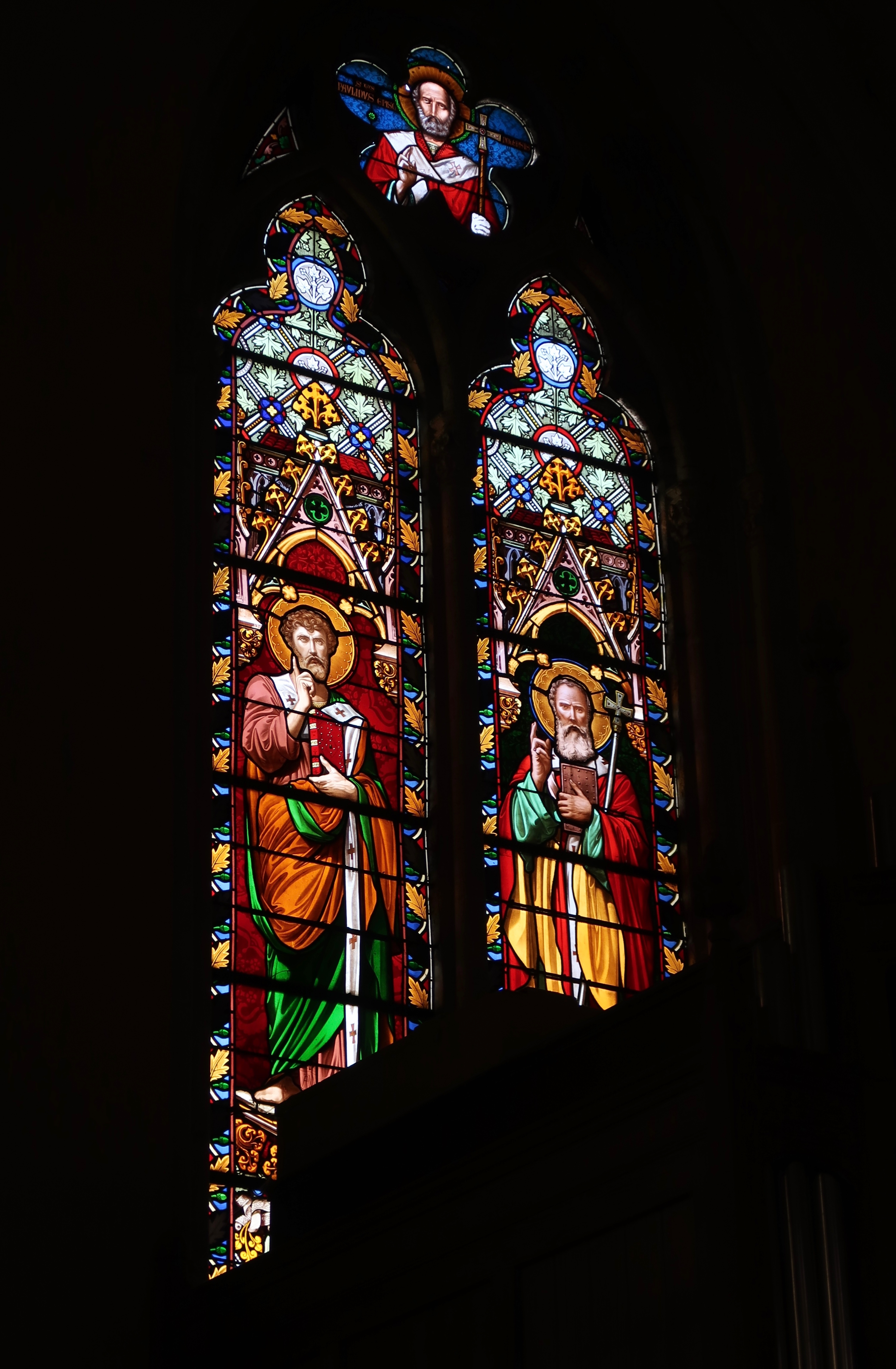
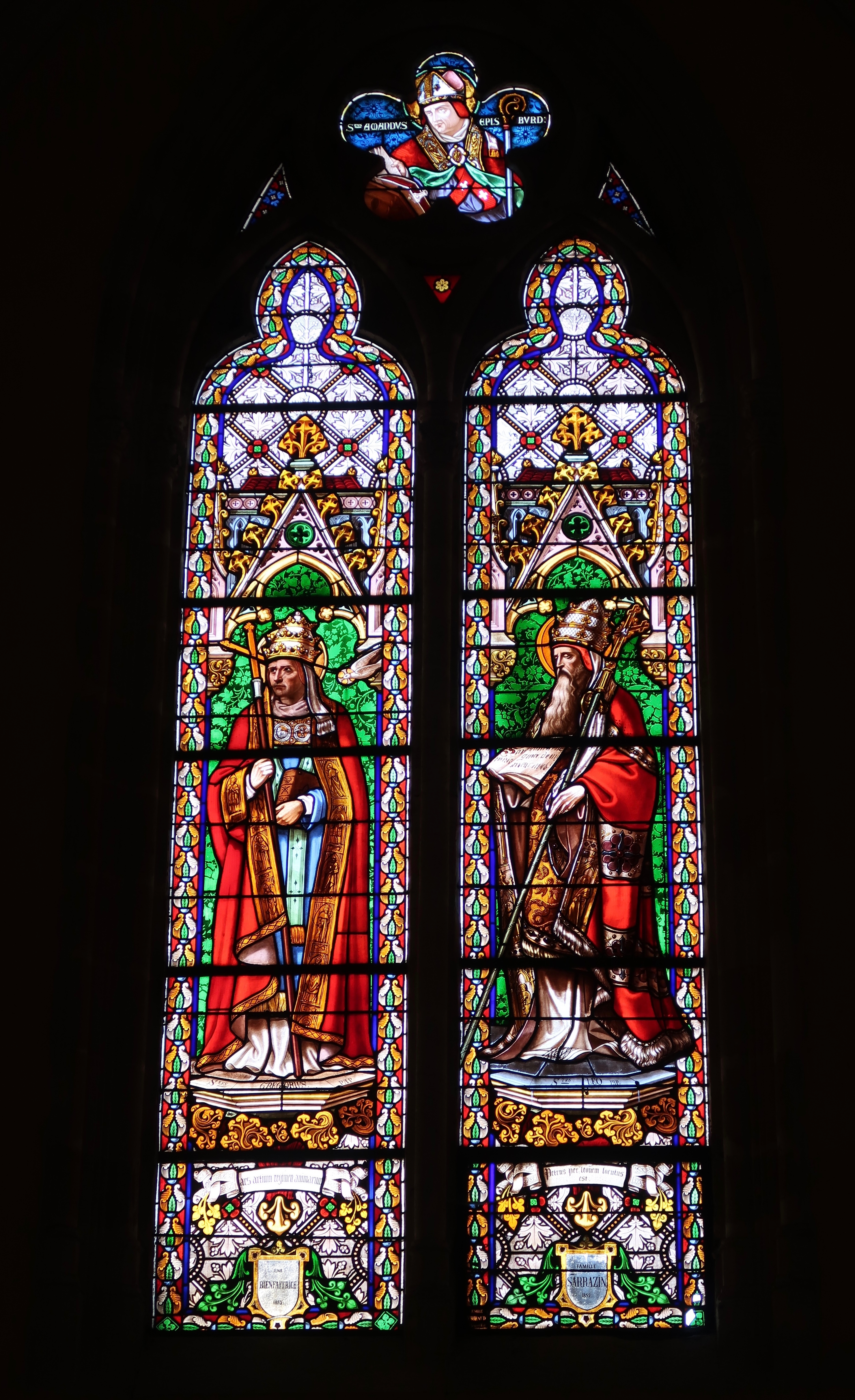
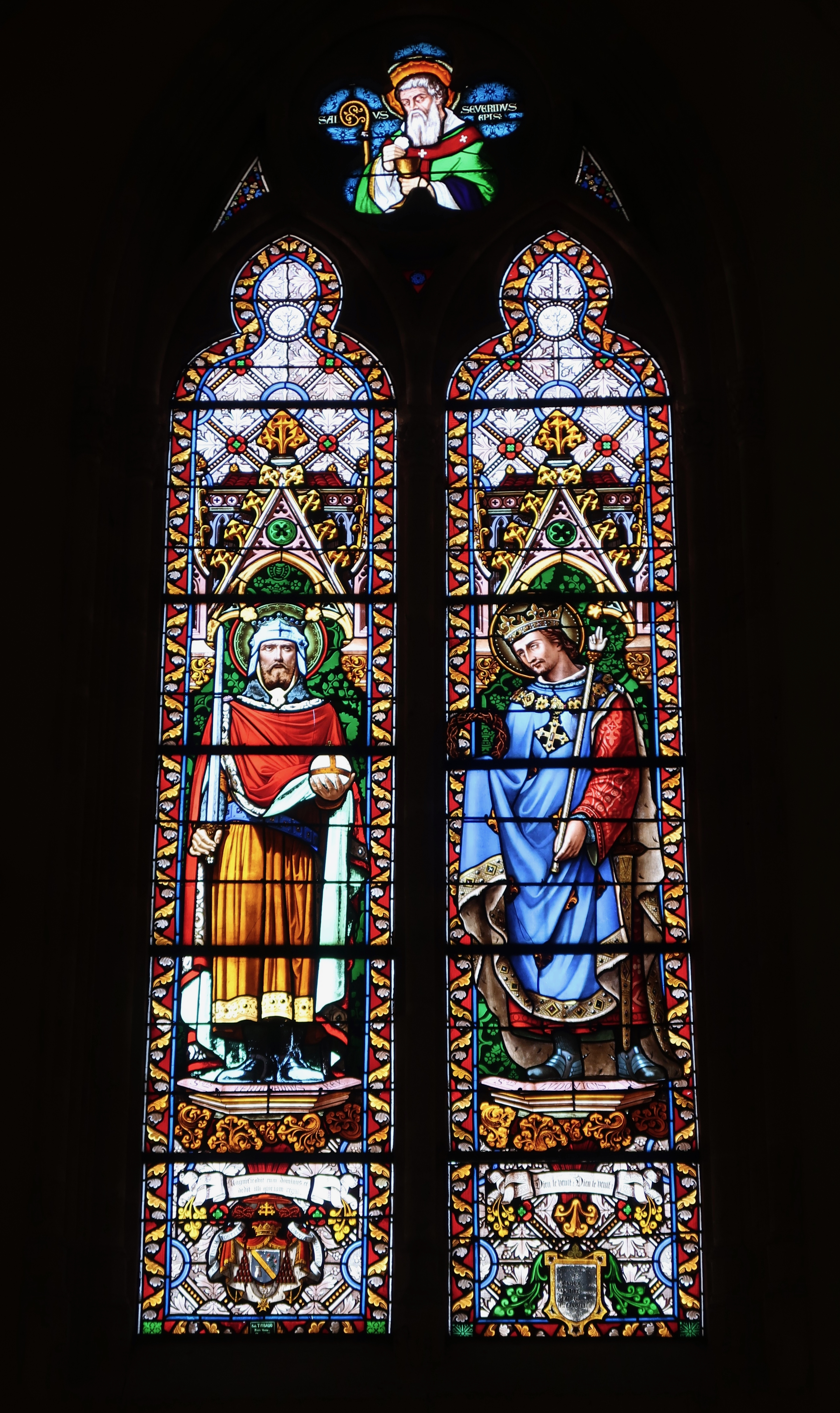
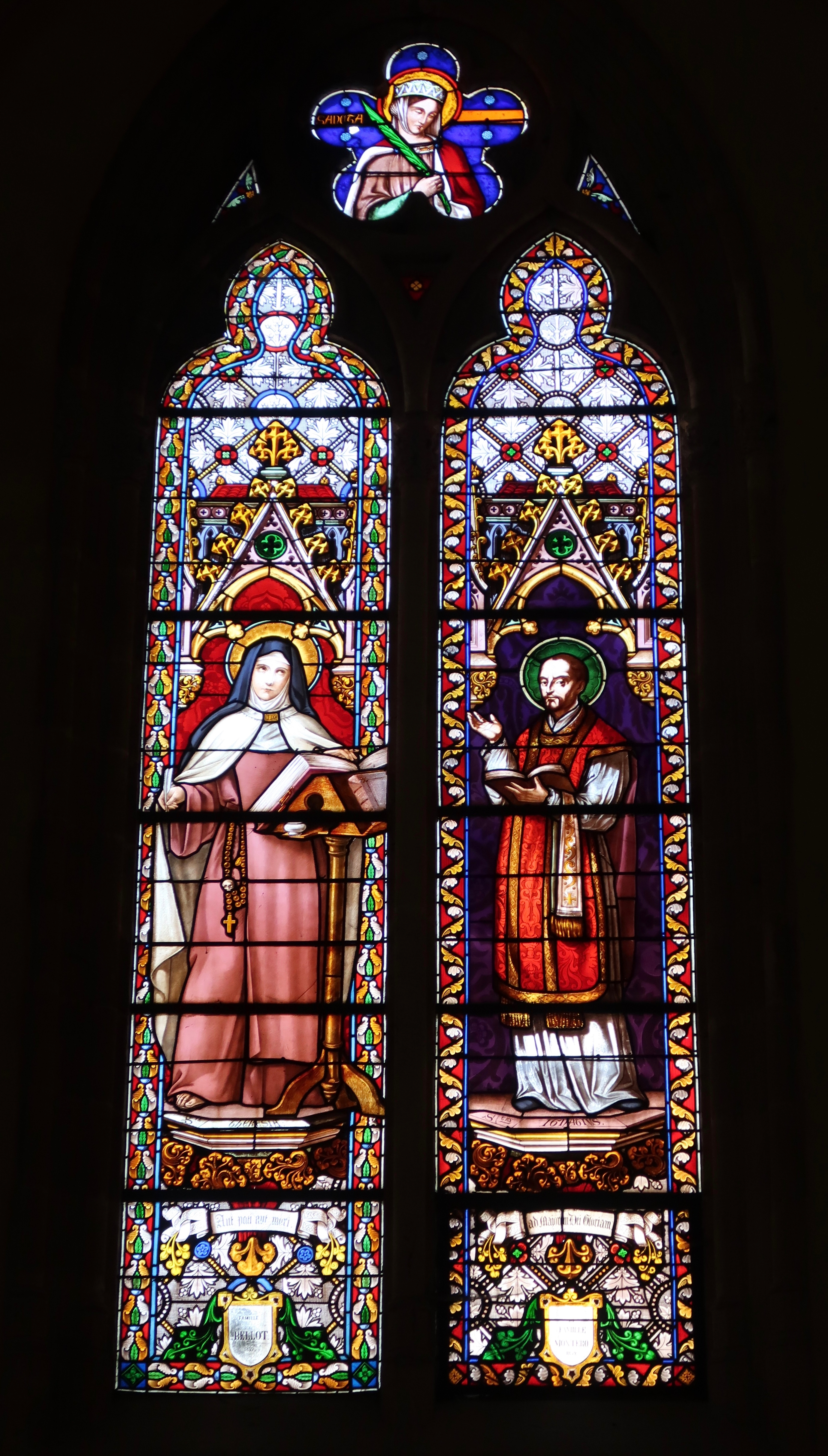
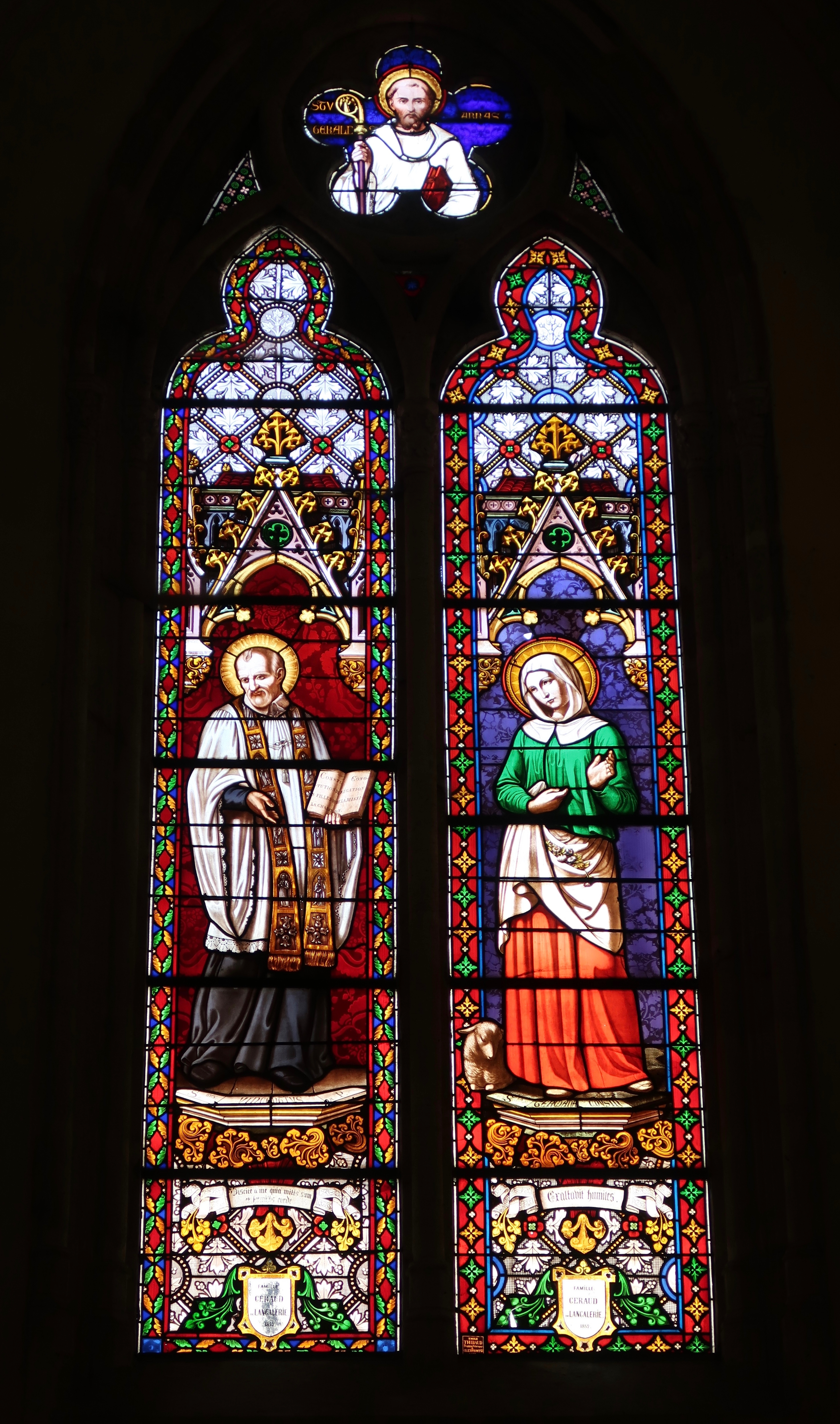
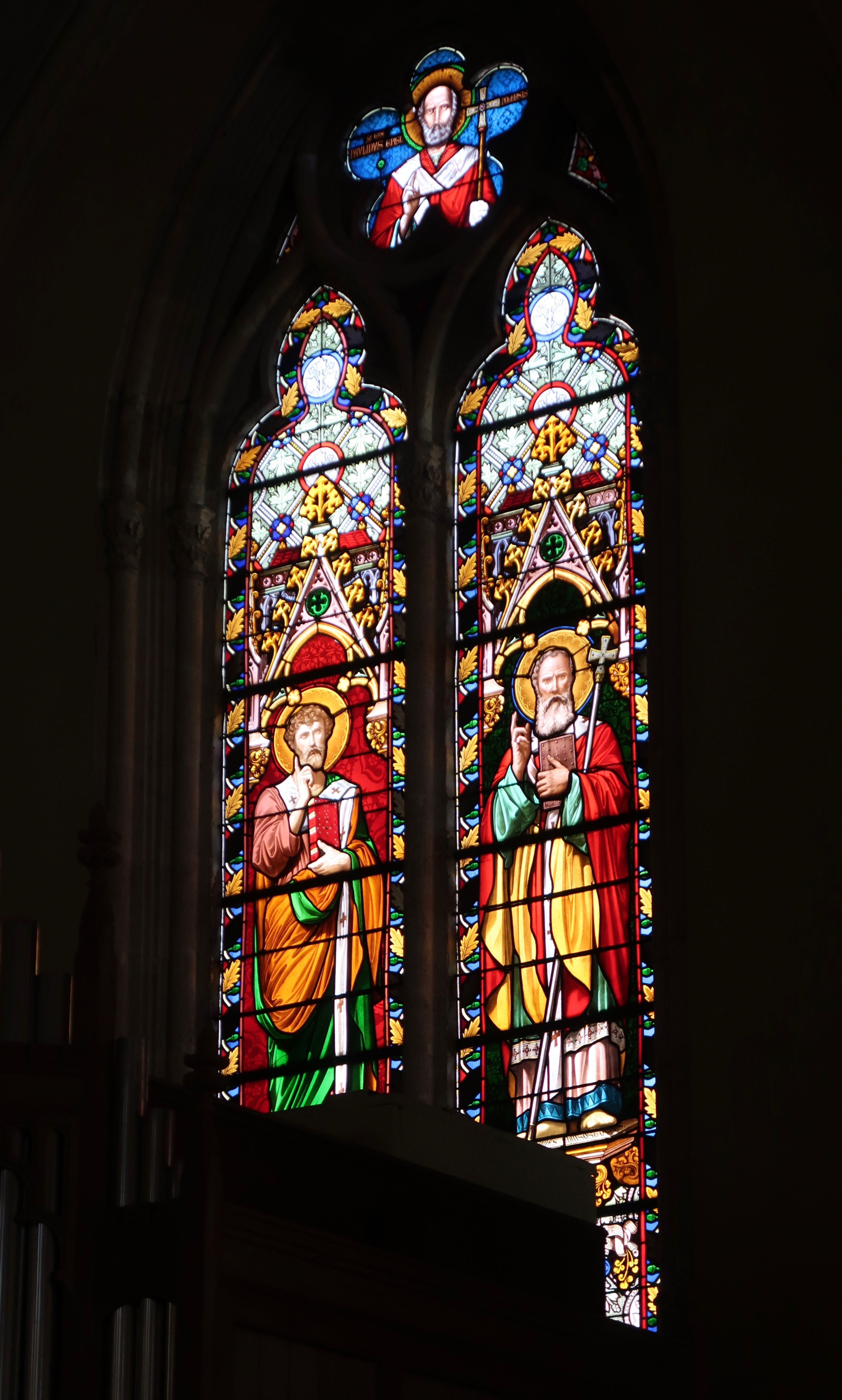

Le chœur est orné d'une fresque. La restauration du plafond de l'église dans les années 1990 a permis de révéler des sculptures moulées et peintes sur chacune des 24 clefs de voute ; elles ont été réalisées lors des travaux de 1850.
L'église abrite des tableaux des XVIIIe et XIXe siècles. On peut citer : L'Adoration des rois, Agonie de Jésus au mont des Oliviers (auteur inconnu), La Nativité (copie de M. Bouny réalisée vers 1851), Saint Louis disposant la couronne d’épines à la Sainte-Chapelle, L’Assomption (d'après José de Ribera) et Abraham sacrifiant Issac.
Dans la sacristie se trouve une reproduction du Livre des miracles de sainte Foy.

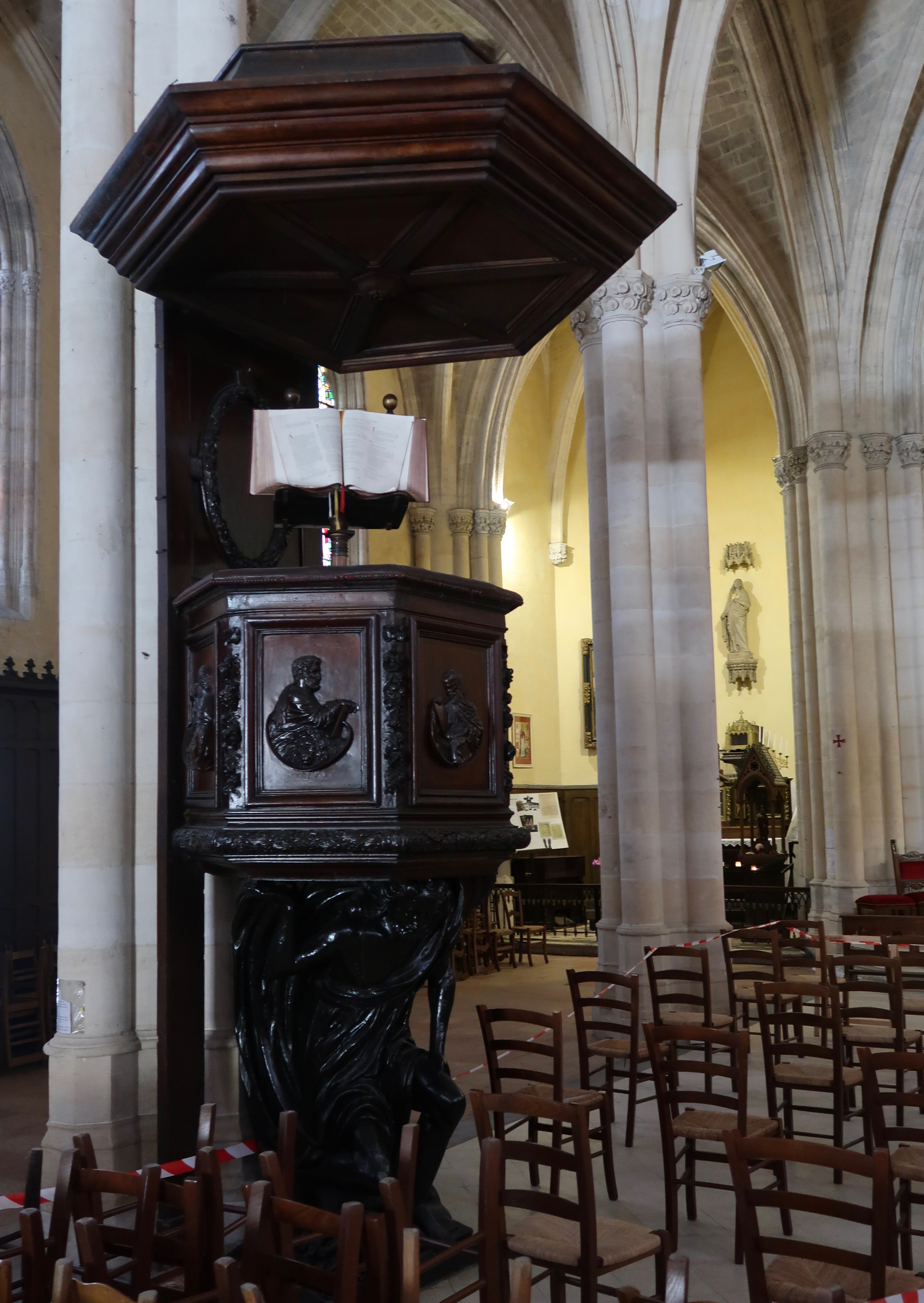
La chaire.
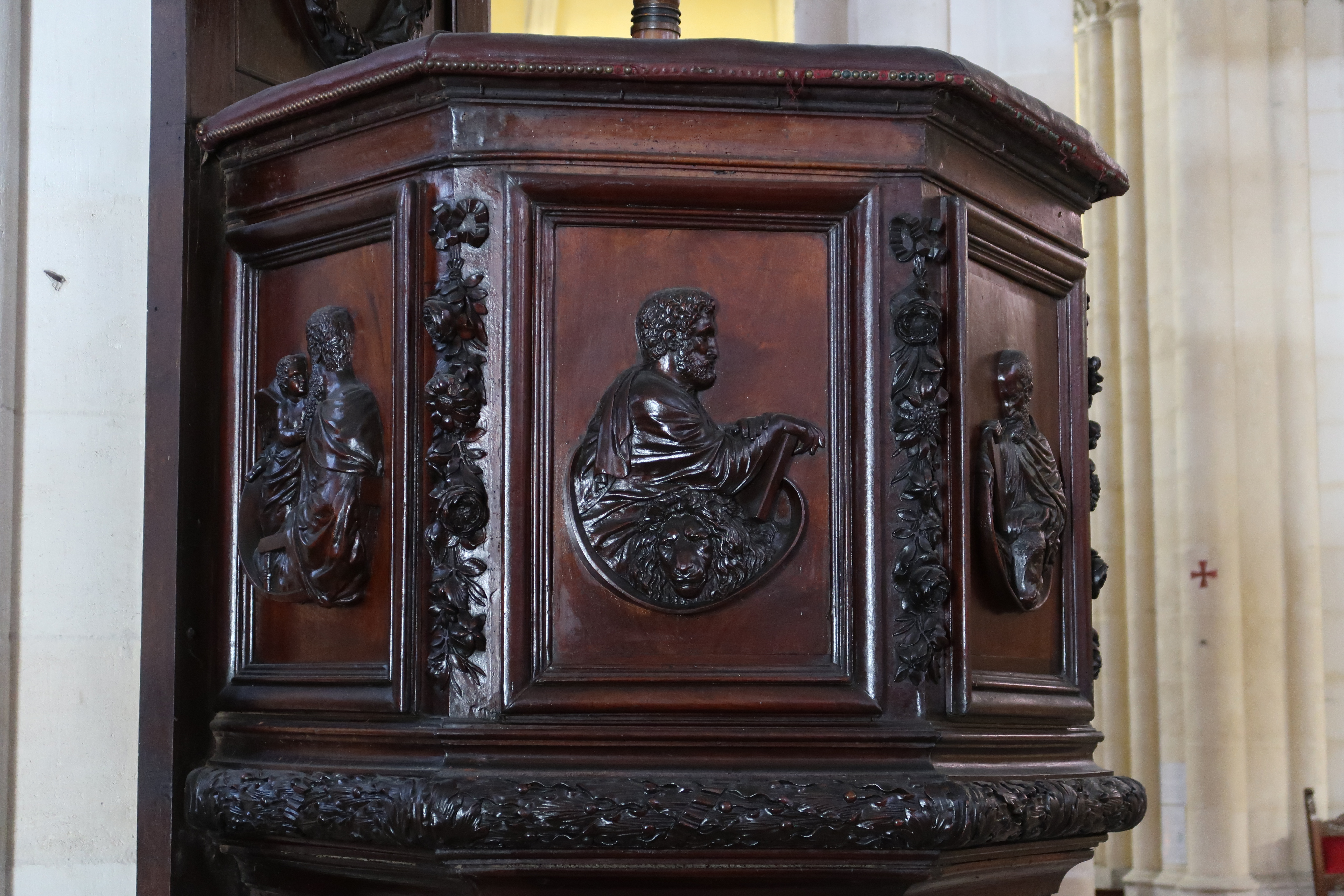
Panneaux en hommage aux évangélistes.
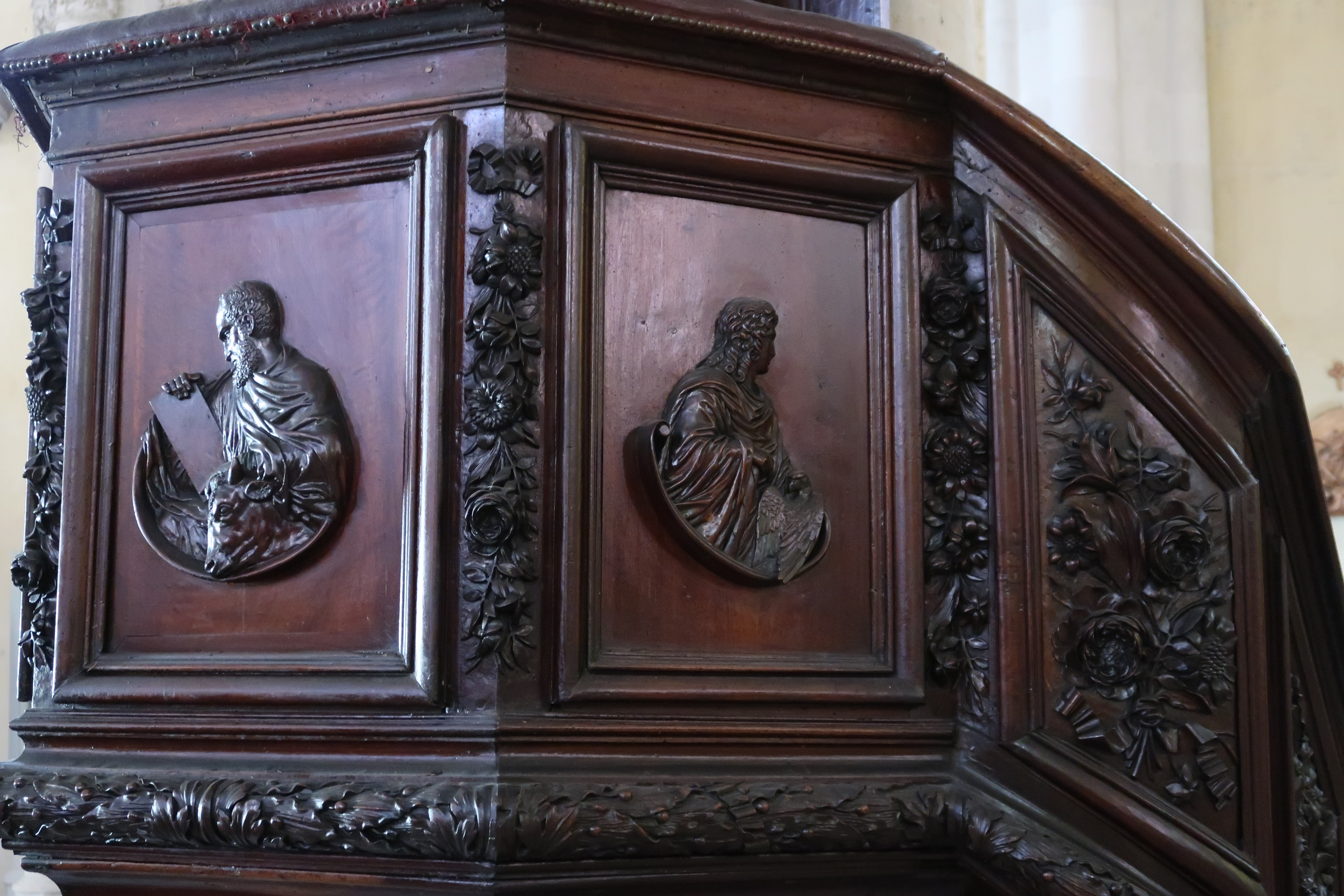
Idem.
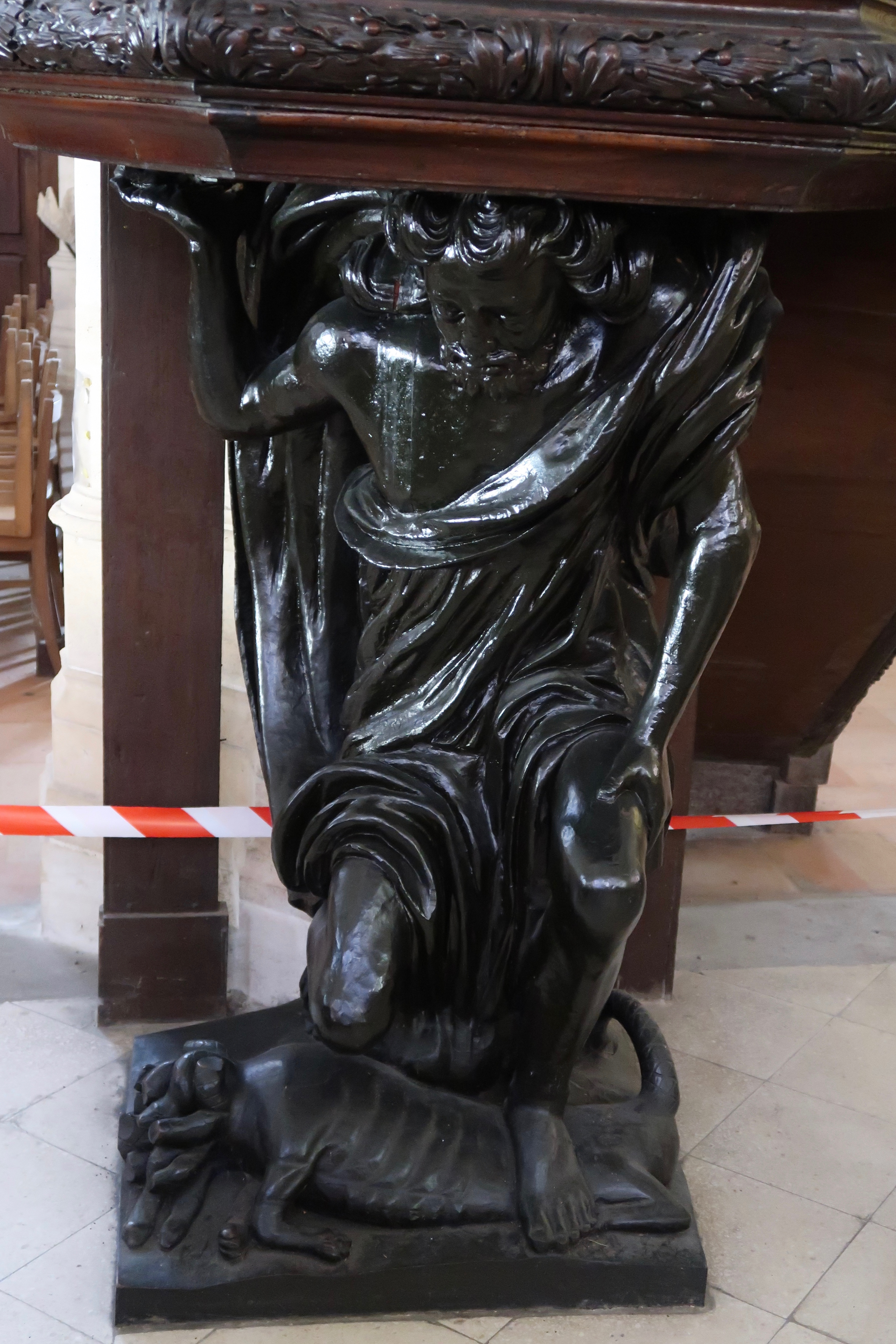
Statue d'Hercule.
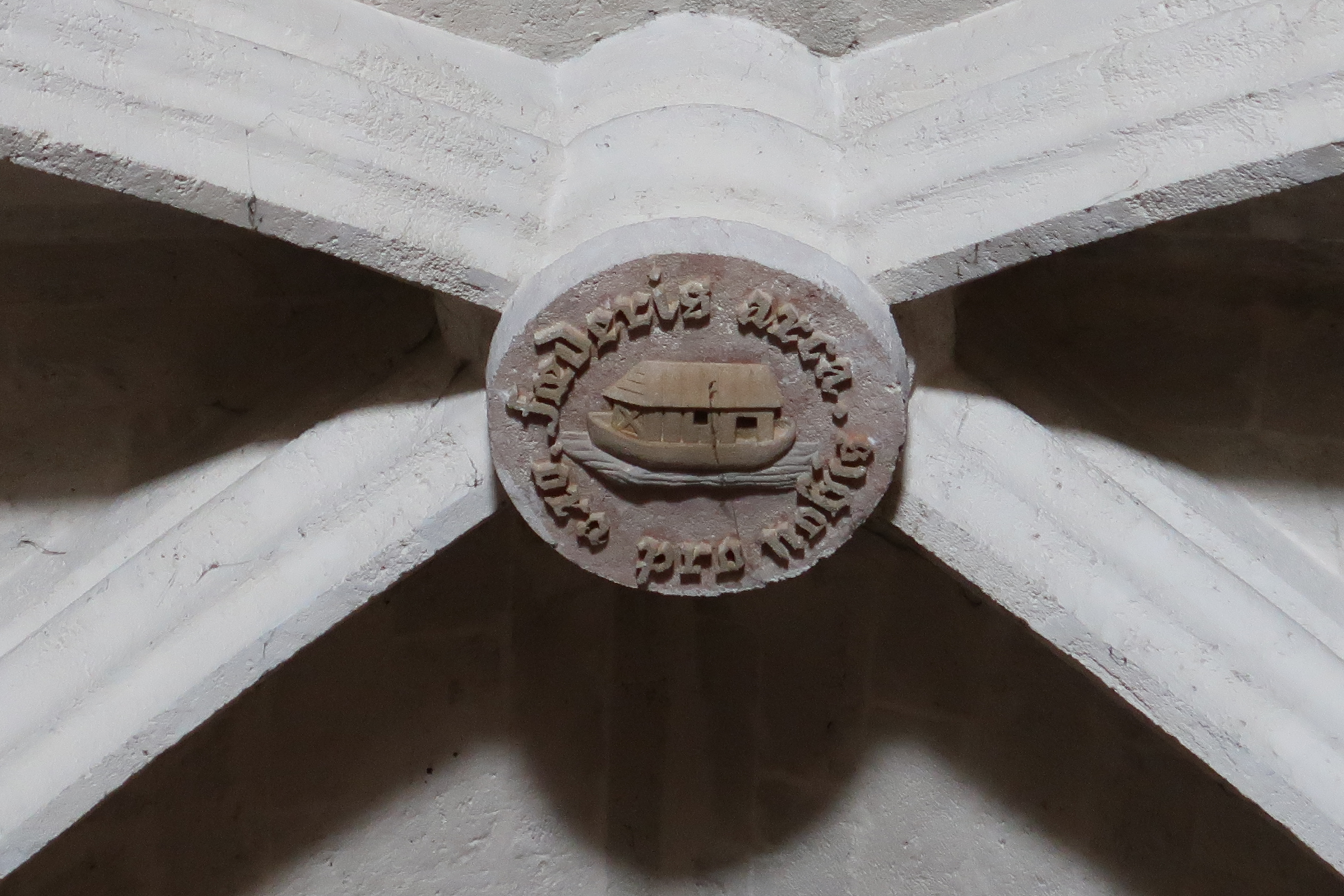
Une des clefs de voûte.

### Orgue

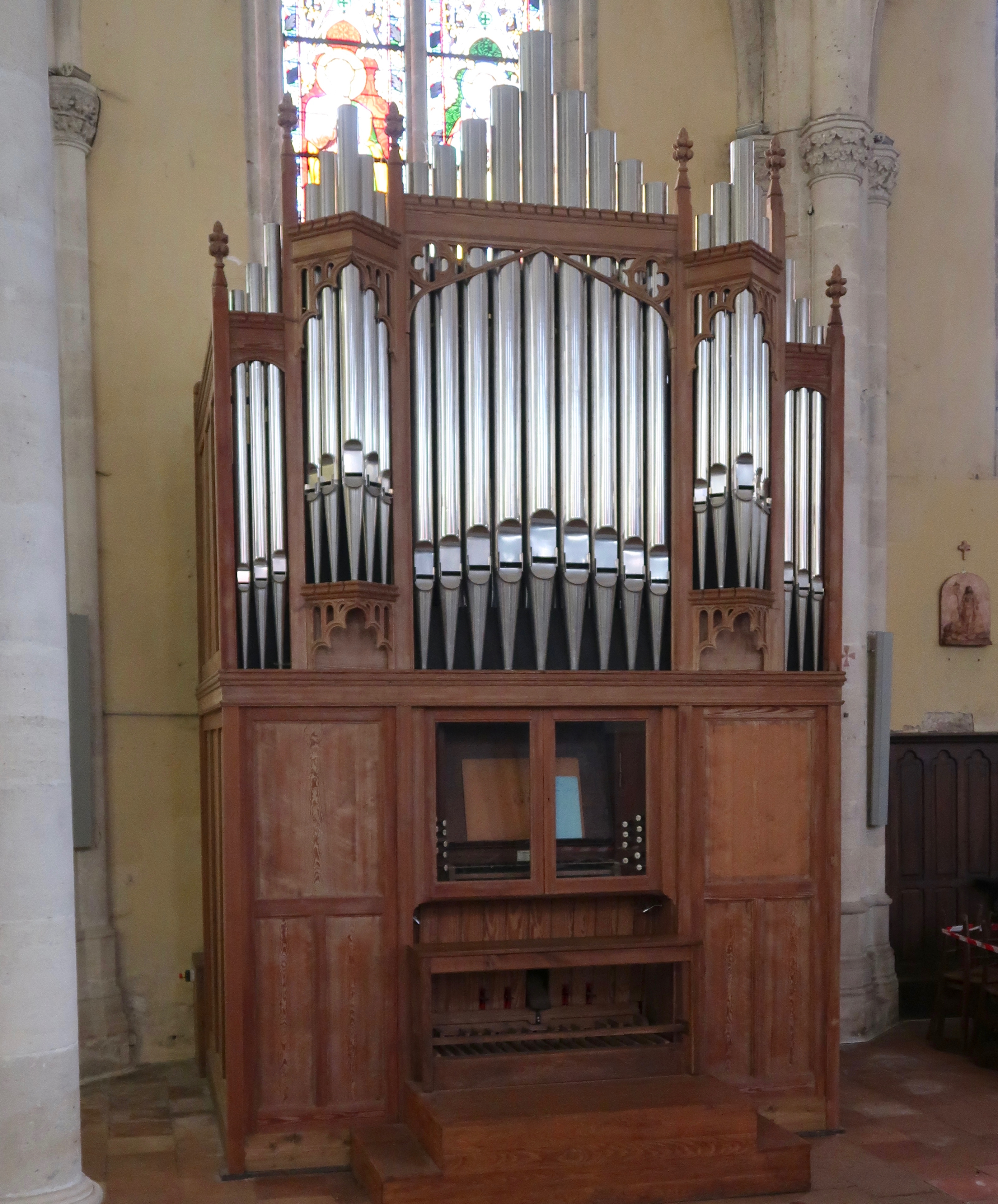
L'orgue.

Aucune source ne mentionne d'orgue dans cette église avant le XIXe siècle. En 1893 est installé dans la nef et la tribune un orgue de trois claviers à traction électrique. Réalisé par la maison Merklin, il est inauguré par Joseph Daëne et M. Autzenberger, organiste de la basilique de Lourdes. Il est retiré à une date inconnue. En 2014, la paroisse se porte acquéreur d'un orgue construit en 1921 par la maison Peter Conacher & Co, et qui se trouvait jusque là dans l'église de Hebden Bridge (Royaume-Uni). Installé en 2015 après restauration, il est inauguré par Christopher Hainsworth, organiste de la cathédrale Saint-Nazaire de Béziers. De style néogothique, il comprend 25 tuyaux en étain.